# Musikjahr 1957
Liste der Musikjahre

◄◄ | ◄ | 1953 | 1954 | 1955 | 1956 | Musikjahr 1957 | 1958 | 1959 | 1960 | 1961 | ► | ►►

Weitere Ereignisse · Country-Musik
Dieser Artikel behandelt das Musikjahr 1957.

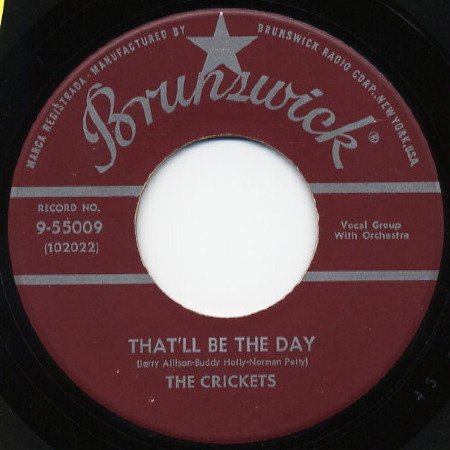
The Crickets – That’ll Be The Day (1957)

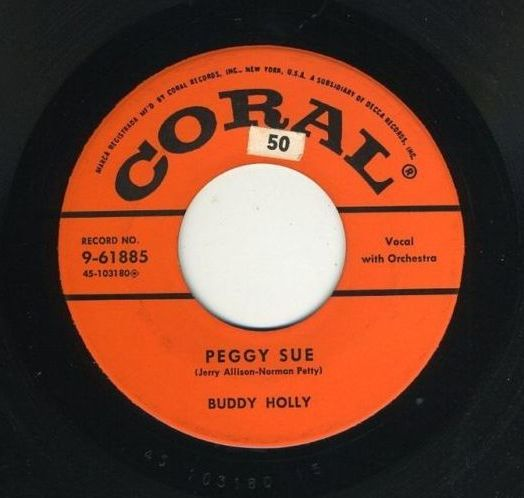
Buddy Holly – Peggy Sue (1957)

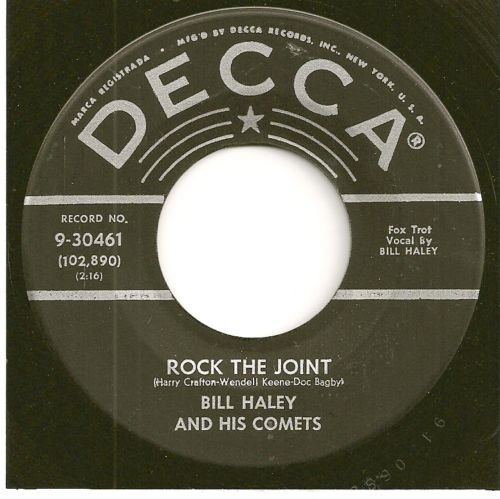
Bill Haley and His Comets – Rock The Joint (1957)

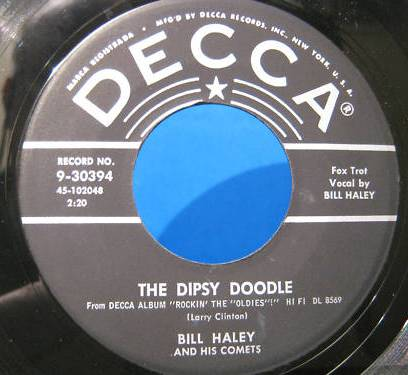
Bill Haley and His Comets – The Dipsy Doodle (1957)

Fred Bertelmann – Der lachende Vagabund (1957)

Paul Anka – Diana (1957)

Jerry Lee Lewis – Great Balls of Fire (1957)

Don Gibson – I Can’t Stop Loving You (1957)

Ruth Brown – Lucky Lips (1957)

The Everly Brothers – Wake up Little Susie (1957)

Litte Richard – Send me some lovin (1957)

Bill Justis – Raunchy (1957)

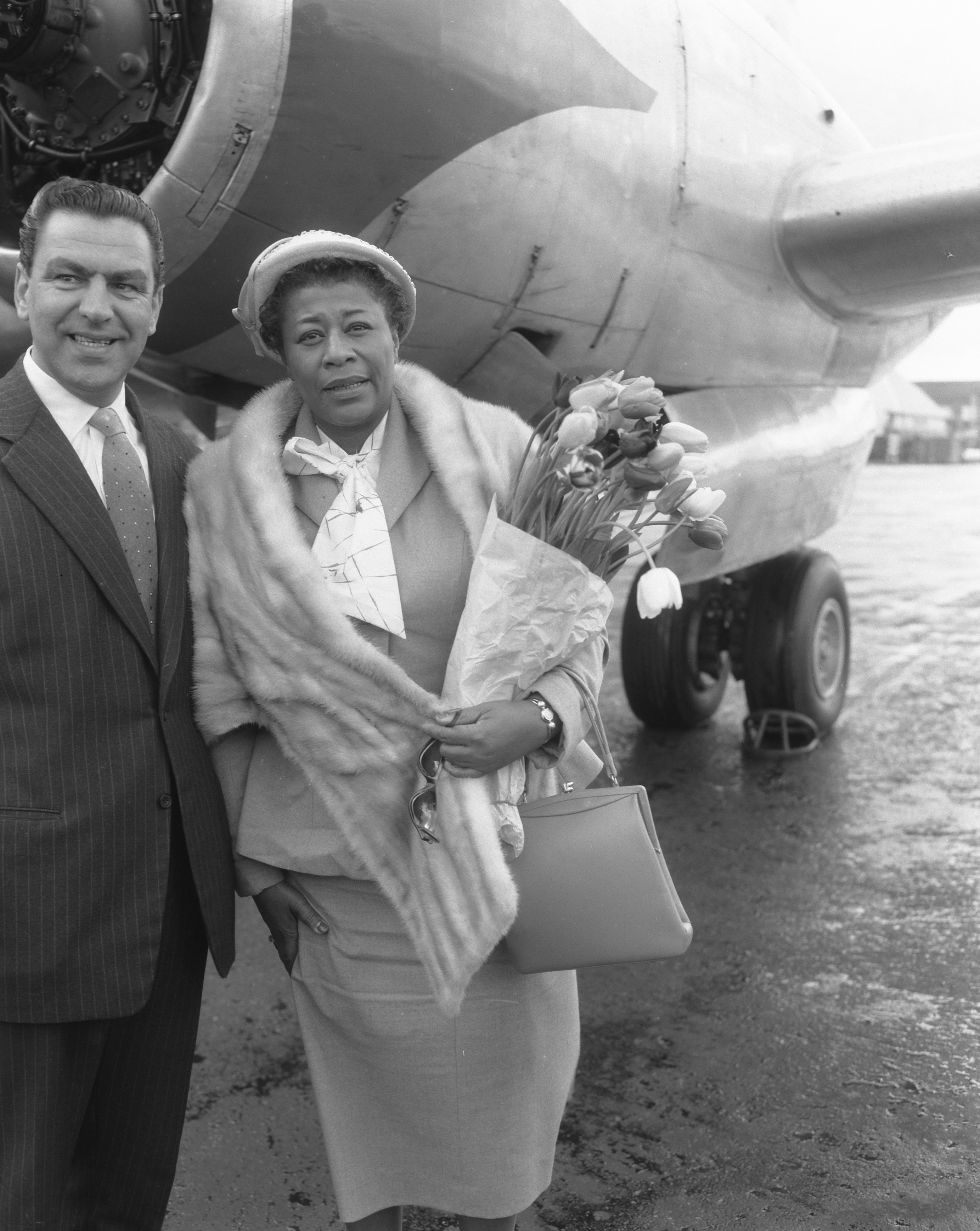
Ella Fitzgerald (1957)

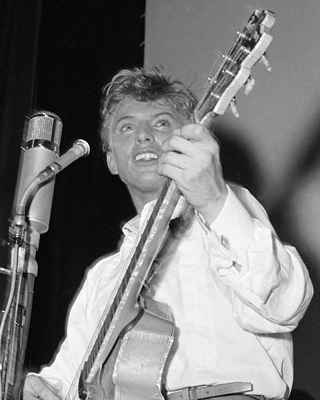
Tommy Steele (1957)

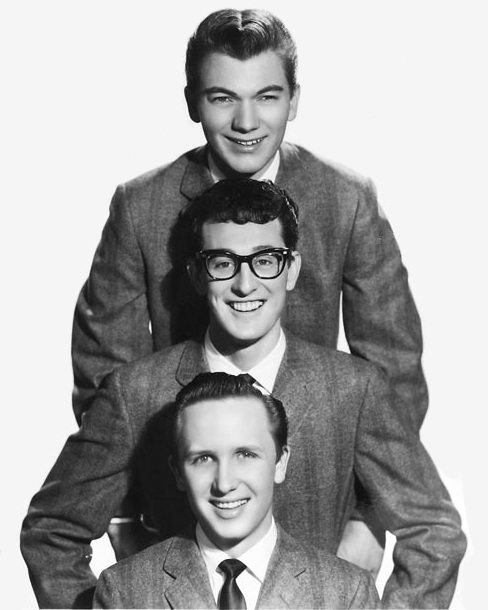
Buddy Holly & The Crickets (1957)

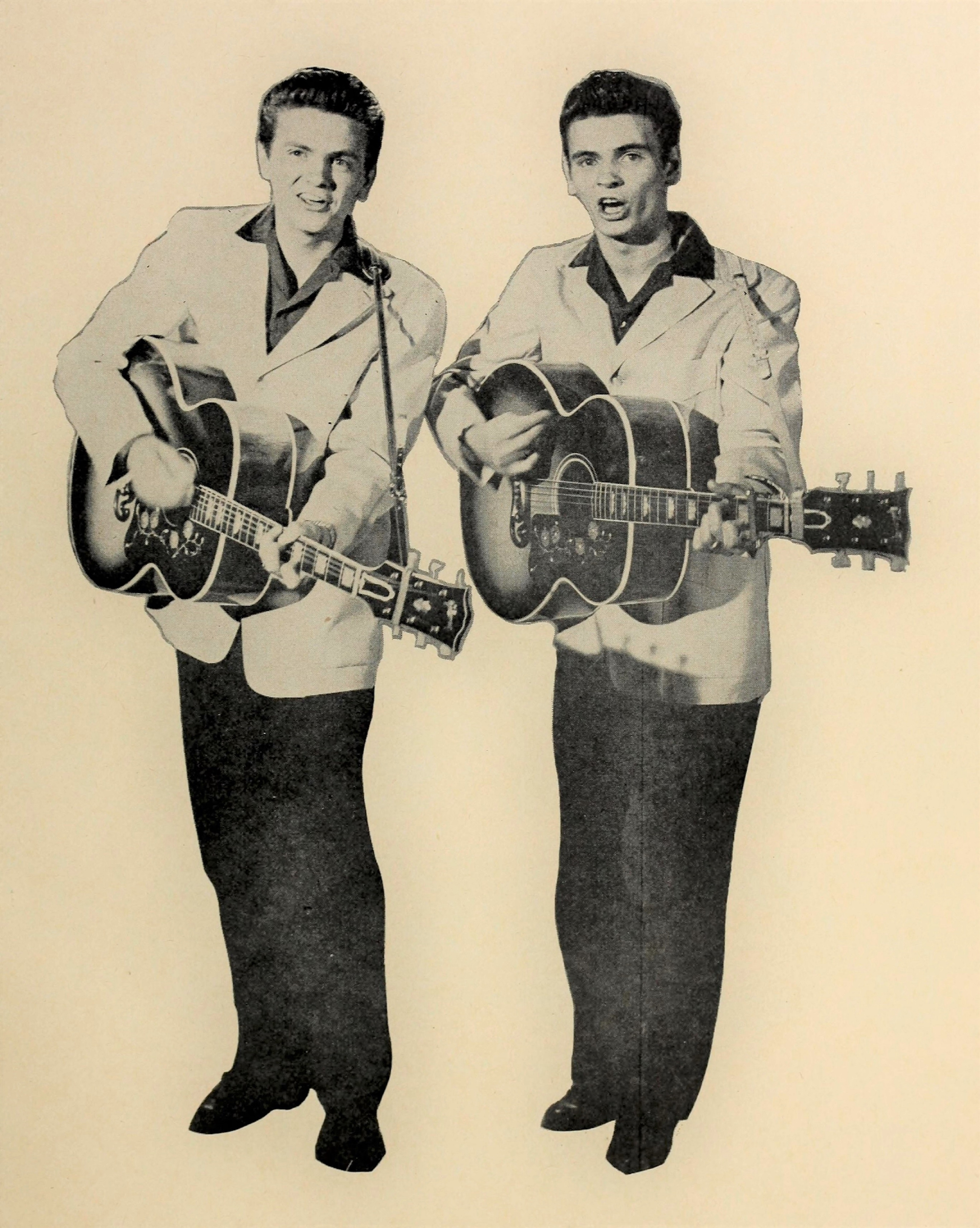
The Everly Brothers (1957)

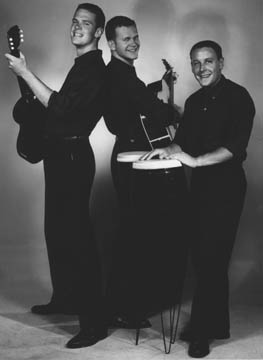
The Kingston Trio (1957)

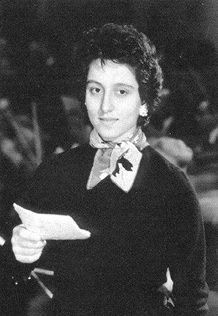
Fairuz (1957)

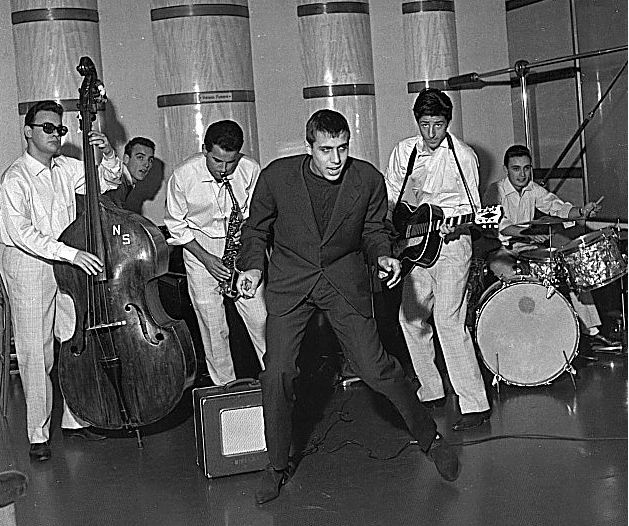
The Rock Boys mit Adriano Celentano (1957)

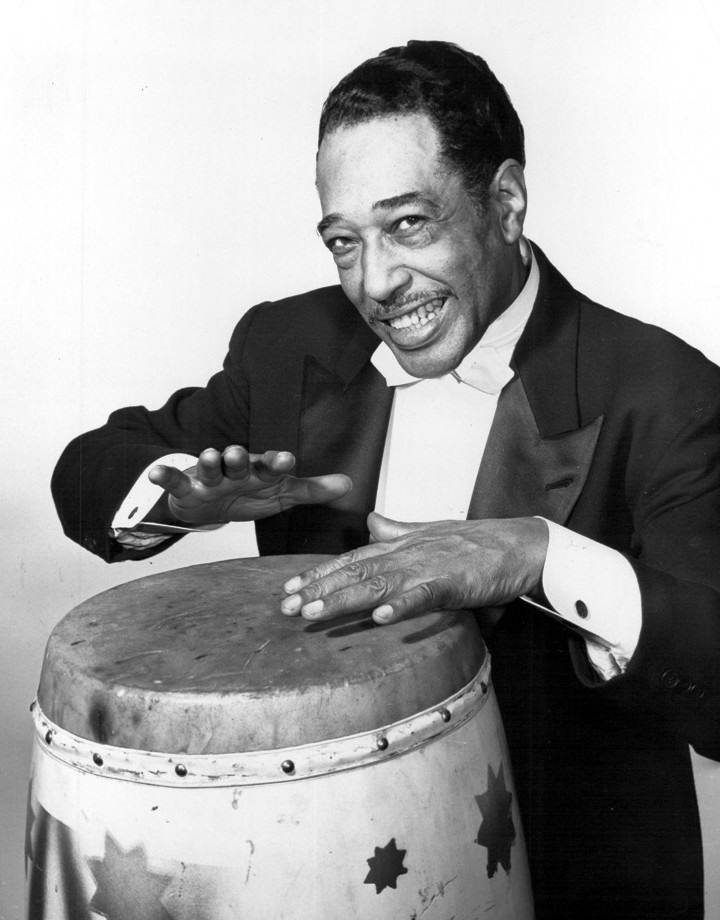
Duke Ellington (1957)

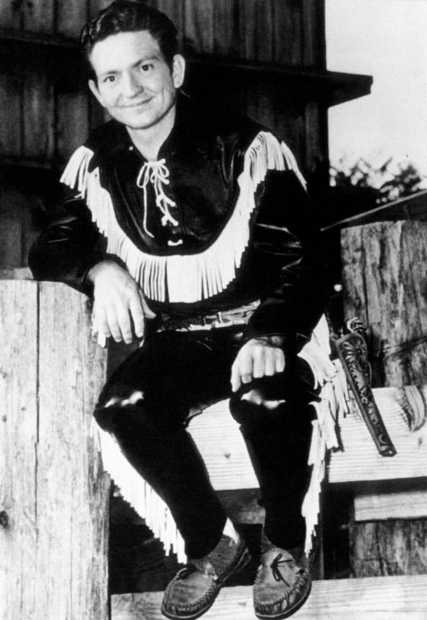
Willie Nelson (1957)

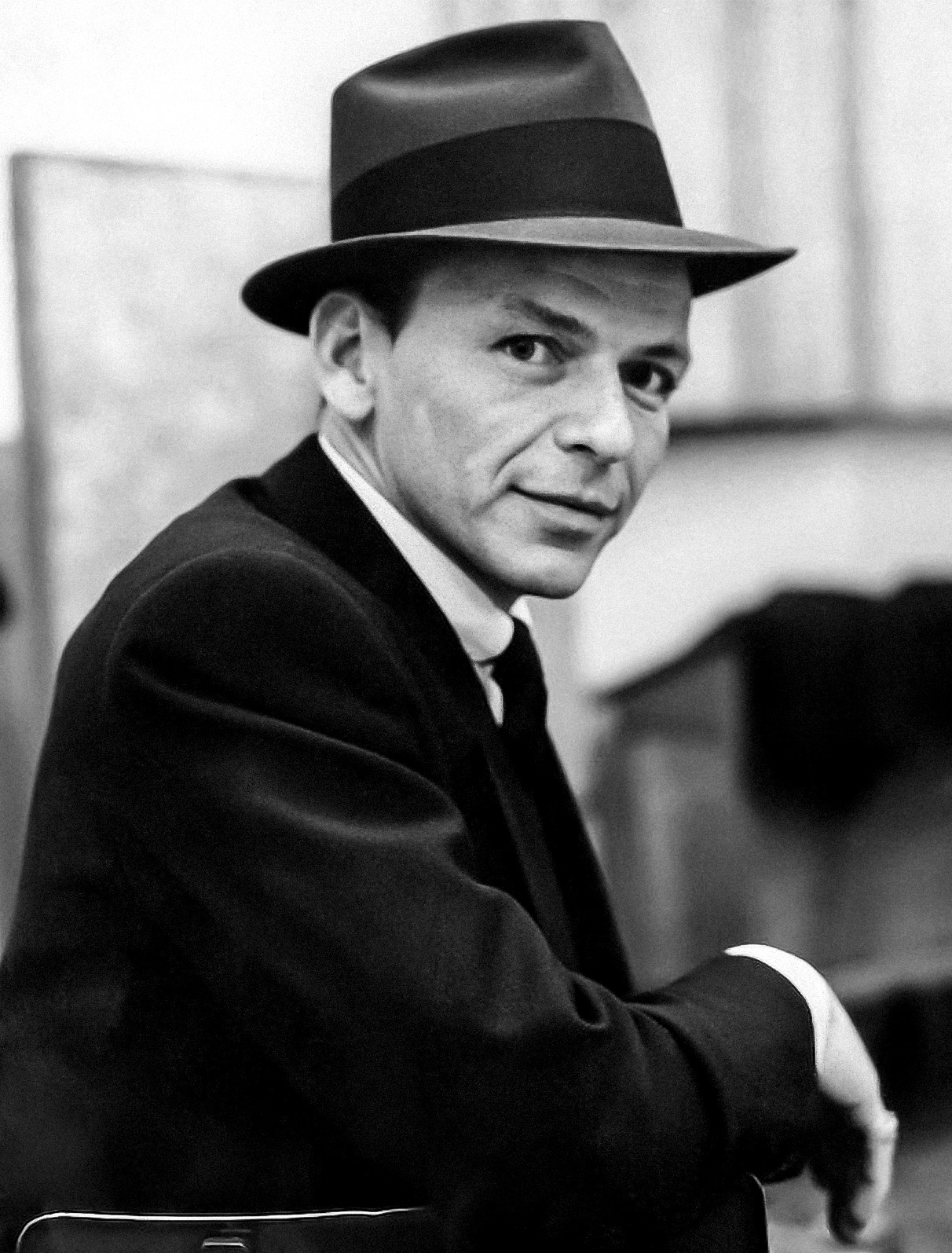
Frank Sinatra (1957)

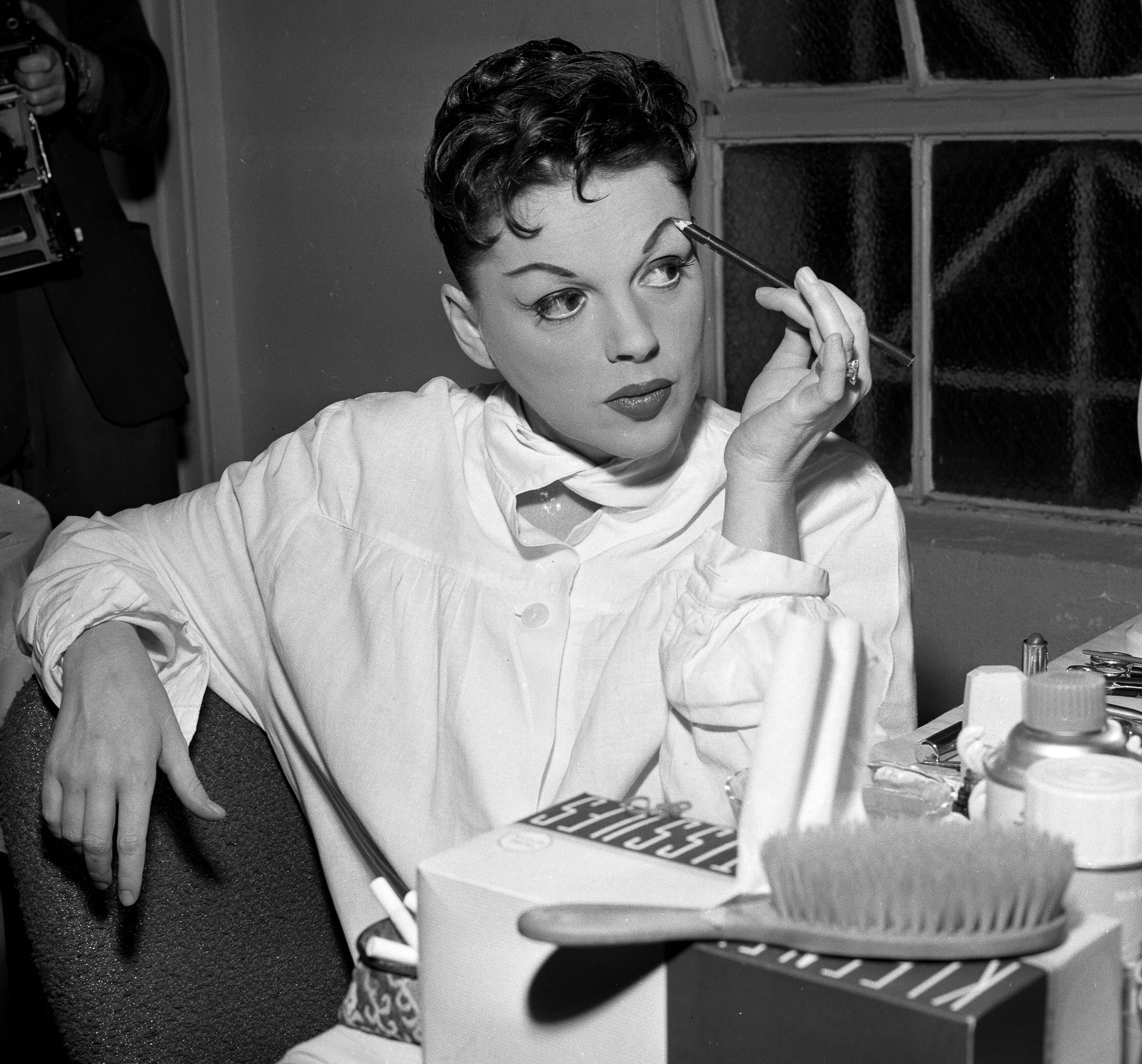
Judy Garland (1957)

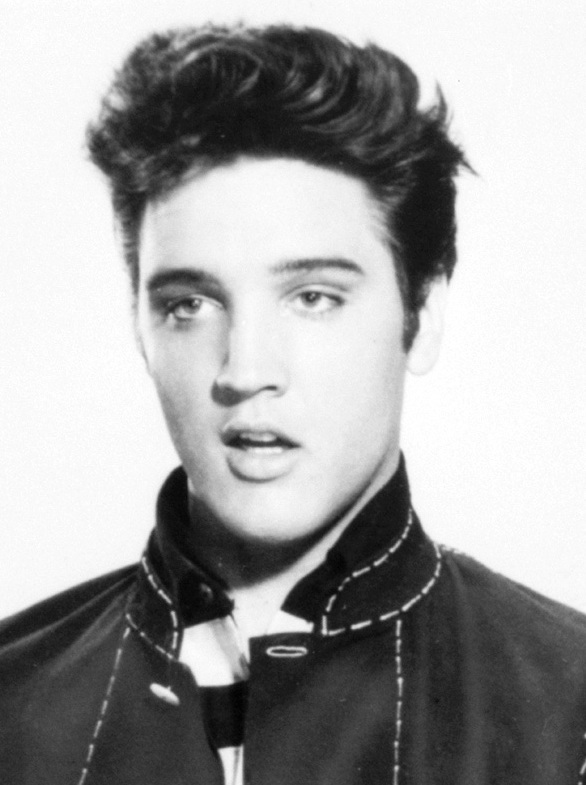
Elvis Presley (1957)

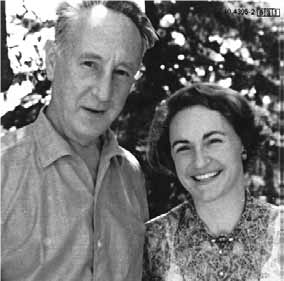
Bohuslav Martinů und Margrit Weber (um 1957)

## Ereignisse

### Amerika

#### Brasilien
- Dorival Caymmi komponiert die Suíte do Pescador.

#### Kolumbien
- In Cali findet erstmals die Feria de Cali, ein Stadt- und Volksfest sowie Musikfestival statt.

#### Kuba
- 05. Januar: Renato Carosone und seine Band starten ihre amerikanische Tournee in Kuba.

#### Vereinigte Staaten von Amerika

##### Populäre Musik
- 03. Januar: Elvis Presley wird in Memphis gemustert.[1]
- 06. Januar: Elvis Presley hat seinen ersten Auftritt in der The Ed Sullivan Show.
- 08. Februar: Bo Diddley nimmt die Lieder Hey! Bo Diddley und Mona (I Need You Baby) auf.
- 23. Februar: Jerry Lee Lewis hat seinen ersten großen Auftritt im Big D Jamboree, einer Live-Countryshow aus Dallas, Texas, und am 31. März startet er seine erste Tournee mit Johnny Cash, Carl Perkins und Onie Wheeler.
- 01. März: Die Everly Brothers nehmen in Nashville ihre erste Single Bye Bye Love für Cadence Records auf.
- 19. März: Elvis Presley kauft eine Villa in Memphis und nennt sie Graceland.
- 26. März: Ricky Nelson nimmt seine ersten drei Lieder auf.
- 27. März: Das Lied Que Sera, Sera (Whatever Will Be, Will Be) aus Alfred Hitchcocks Film The Man Who Knew Too Much aus dem Jahr 1956 gewinnt den Oscar für den besten Song. Der im Film von Doris Day gesungene Song erweist sich auch als einer ihrer größten Hits.
- 00. März: Kardinal Samuel Stritch aus Chicago verbietet jegliche Rock-’n’-Roll- und Rhythm-and-Blues-Musik an katholisch geführten Schulen mit der Begründung, dass „ihre Rhythmen junge Menschen dazu ermutigen, sich hedonistisch zu verhalten“.
- 00. April: Jimmy Dean moderiert seine erste landesweit im Fernsehen übertragene Sendung, eine 30-minütige tägliche Varieté-Show namens The Jimmy Dean Show, die auf CBS ausgestrahlt wird. Sie hat auf Grund einer ungünstigen Sendezeit nur wenig Zuschauer.
- 26. Mai: Paul Robeson, dem in der McCarthy-Ära der Reisepass entzogen wird, dessen Schallplatten aus den Läden genommen werden und dessen Name auf eine Schwarze Listen kommt, was einem Auftrittsverbot in den Vereinigten Staaten gleichkommt, gibt über die neue transatlantische Telefonleitung von New York City aus ein Konzert vor einem Publikum in der Londoner St. Pancras Town Hall.[2] Dieses „transnationale“ Konzert wird von Abgeordnete des britischen Unterhauses organisiert. Ein weiteres Konzert über Telefon organisieren walisische Bergarbeiter am 5. Oktober beim Miners’ Eisteddfod im Grand Pavilion in Porthcawl in Wales.[3][4] Erst 1958 darf Robeson wieder aus den Vereinigten Staaten ausreisen.
- 05. August: Die in Philadelphia produzierte Musik-Tanz-Show American Bandstand wird erstmals USA-weit im US-amerikanischen Fernsehen ausgestrahlt.
- 00. September: In New York City findet die erste deutsch-amerikanische Steubenparade statt.
- 11. Oktober: Das erste Studioalbum des Country-Sängers Johnny Cash, With His Hot and Blue Guitar, erscheint bei Sun Records unter der Produktion von Sam Phillips. Das Album ist auch die erste LP, die jemals bei Sun Records erschienen ist. Vier Songs der LP waren zuvor schon als Single veröffentlicht worden.
- 04. November: Die Songs Jailhouse Rock von Elvis Presley und Wake Up Little Susie von den Everly Brothers schaffen es in den Billboard Hot 100 sowie den Billboard R&B- und Country-Charts auf Platz 1 und 2.[5]
- 25./27. November: Die ersten beiden Hollywood-Filme mit Pat Boone, Bernadine und April Love kommen in die Kinos.
- 11. Dezember: Jerry Lee Lewis heiratet heimlich in Hernando seine 13-jährige Cousine zweiten Grades, Myra Gale Brown, die Tochter seines Bassisten und Cousins J. W. Brown.[6][7]
- Doris Day verlängert 1957 ihren Plattenvertrag mit Columbia Records für die damalige Rekordsumme von einer Million US-Dollar um weitere zehn Jahre.
- Buddy Holly erlangt 1957, nachdem er 1956 vom Talentsucher Jim Denny entdeckt wurde, mit den Eigenkompositionen That'll Be the Day und Peggy Sue weltweite Berühmtheit. Die Begleitband heißt zunächst The Two-Tunes, wird aber bald in The Crickets umbenannt.
- Elvis Presley gelingen 1957 mit All Shook Up, Teddy Bear und Jailhouse Rock drei Crossover-Charttopper – nur einige Höhepunkte einer Serie von Charterfolgen Presleys, der in dieser Zeit auch international immer erfolgreicher wird.[8]
- Die Schauspielerin Debbie Reynolds erhält eine Goldene Schallplatte für ihren Song Tammy, der 1957 in den USA die meistverkaufte Single einer Sängerin ist. Das Lied aus dem Film Tammy and the Bachelor ist ebenfalls für einen Oscar nominiert.
- Paul Simon und Art Garfunkel beginnen als Tom and Jerry ihre Plattenkarriere mit einem Vertrag bei Sid Prosen von Big Records. Ihre erste Single Hey, Schoolgirl, mit der B-Seite Dancin’ Wild, erreicht Platz 49 der Billboard-Pop-Charts. Unter dem Namen Tom and Jerry touren sie achtzehn Monate lang, bevor sie ihr Studium beginnen und sich dann 1963 als Simon & Garfunkel neu formieren.
- Das Magazin Billboard ändert sein Auswertungssystem der Charts. Die Rangliste Most Played in Jukeboxes wird im Juni gestrichen.[9]

##### Jazz
- 4.–7. Juli: Das 4. Newport Jazz Festival findet in Newport, Rhode Island statt. An den vier Festivaltagen treten Louis Armstrong, Sidney Bechet, Ella Fitzgerald, das Stan Kenton Orchestra, das Erroll Garner Trio, Stan Getz, das Dizzy Gillespie Orchestra, das Gerry Mulligan Quartet, Billie Holiday, das Count Basie Orchestra, das Oscar Peterson Trio und Sarah Vaughan auf.[10]
- 08. Dezember: Billie Holiday singt – begleitet von Lester Young – den Titel Fine and Mellow in der TV-Sendung The Sound of Jazz.
- 17. Dezember: Die seit dem 5. November 1956 bei NBC ausgestrahlte Fernsehsendung von Nat King Cole, die Nat King Cole Show, muss wegen des Ausbleibens von Sponsoren eingestellt werden. Im Jahr 1957 ist Frankie Laine der erste weiße Künstler, der die „Farbgrenze des Fernsehens überschreitet“, in der Show als Gast auftritt und auf sein übliches Gehalt von 10.000 US-Dollar verzichtet. Andere Top-Künstler folgen diesem Beispiel, darunter Mel Tormé und Tony Bennett. Doch trotz steigender Einschaltquoten gelingt es der Show nicht, einen nationalen Sponsor zu gewinnen.
- Louis Armstrong weigert sich 1957 wegen der Rassentrennung in den Vereinigten Staaten, im Auftrag des Außenministeriums in die UdSSR zu reisen.[11]
- Louis Armstrong nimmt auf Satchmo: A Musical Autobiography neue Versionen seiner klassischen Soli auf, und einige von ihnen können sich mit den Originalen messen.[12]
- Carla Bley heiratet den Jazzpianisten Paul Bley, den sie als „cigarette girl“ im Birdland kennengelernt hat.[13]
- Für Thelonious Monk stellt das Jahr 1957 einen Wendepunkt seiner Karriere dar: Er hat ein erfolgreiches mehrmonatiges Engagement im New Yorker Five Spot Café mit dem Tenorsaxophonisten John Coltrane (Live at the Five Spot: Discovery!), veröffentlicht das Album Brilliant Corners und spielt im Herbst des Jahres mit seinem ehemaliger Mentor Coleman Hawkins und erneut John Coltrane zusammen (veröffentlicht auf der Riverside-LP Monk’s Music).
- Jimmy Smith hat sein Debüt in New York City. Es „folgt ein triumphaler Auftritt in Newport, der ihn als wichtigen Vertreter des Blues und des gospelgepräften Jazz etabliert“.[12] Durch ihn „wird die Hammond-Orgel ... zu einem wertvollen Werkzeug von Improvisatoren“.[12]
- Das Magazin Playboy verleiht zum ersten Mal den Jazzpreis Playboy Jazz Poll.

##### Klassische Musik und Musiktheater
- 16. Januar: In New York City stirbt der italienische Dirigent Arturo Toscanini in seinem Haus in der New Yorker Bronx.
- 25. Januar: Uraufführung von William Waltons Cellokonzert in Boston.[14]
- 09. Mai: Uraufführung der Oper The Visitors von Carlos Chávez Ramírez in New York City.
- 26. September: Im Winter Garden Theatre in New York City findet die Uraufführung des Musicals West Side Story statt. Die Musik stammt von Leonard Bernstein, die Gesangstexte von Stephen Sondheim und das Buch von Arthur Laurents nach einer Idee des Choreographen Jerome Robbins.[1]
- 31. Oktober: Das Musical Jamaica mit der Musik von Harold Arlen und den Gesangstexten von E. Y. Harburg wird im Imperial Theatre in New York City uraufgeführt.
- 29. November: Der austroamerikanische Komponist, Dirigent und Pianist Erich Wolfgang Korngold stirbt in Los Angeles.
- 1. Dezember: Uraufführung des Balletts Agon von Igor Strawinsky in New York City.
- 19. Dezember: Im Majestic Theatre in New York City findet die Uraufführung des Musicals The Music Man von Meredith Willson (Musik, Liedtexte und Buch) statt.
- Benjamin Britten wird als auswärtiges Ehrenmitglied in die American Academy of Arts and Letters gewählt.
- Der Cellist, Dirigent und Komponist Pablo Casals gründet das Festival Casals de Puerto Rico, ein Festival für klassische Musik, das jährlich in San Juan stattfindet.

##### Musikindustrie
- 28. Mai: In Los Angeles wird die National Academy of Recording Arts and Sciences (NARAS) gegründet, die ab 1959 die Grammy Awards vergibt.

### Asien

#### Israel
- In Tel Aviv wird das Fredric R. Mann Auditorium eröffnet. Zur Eröffnung findet ein Konzert des Pianisten Artur Rubinstein und des Israel Philharmonic Orchestra unter der Leitung von Leonard Bernstein statt.

#### Japan
- 20. Juni: Tōru Takemitsus Requiem für Streicher wird vom Tokyo Symphony Orchestra uraufgeführt.[15]

#### Libanon
- Die libanesische Sängerin Fairuz hat 1957 ihren ersten größeren Auftritt. Danach wird sie schnell zum Star der libanesischen Musikszene.

### Europa

#### Bundesrepublik Deutschland

##### Populäre Musik
- 17. Februar: Die deutsche Vorentscheidung zum Eurovision Song Contest 1957 findet in Frankfurt am Main im Rahmen der Sendung Zwei auf einem Pferd statt. Ausgewählt wird Margot Hielscher mit dem Lied Telefon, Telefon.
- 03. März: Der zweite jährliche Eurovision Song Contest findet in Frankfurt am Main statt. Den Wettbewerb gewinnt die niederländische Sängerin Corry Brokken mit dem Lied Net als toen.
- 03. August: Anlässlich der Funkausstellung in Frankfurt am Main wird die erste Sendung Zum Blauen Bock mit Otto Höpfner von der ARD ausgestrahlt.
- Der Preis Bravo Otto wird erstmals von den Bravo-Lesern durch Abstimmung an ihre Lieblingsstars verliehen. Von 1957 bis 1960 werden nur Ottos für die beliebtesten Schauspieler verliehen. Ab 1960 werden auch Sänger ausgezeichnet, ab 1961 auch Stars des Fernsehens.
- Die Bravo-Jahrescharts werden zum zweiten Mal veröffentlicht. Auf den ersten drei Plätzen finden sich der Banana Boat Song von Harry Belafonte (1. Platz), Cindy, Oh Cindy von Wolfgang Sauer (2. Platz) und Cindy, oh, Cindy von Margot Eskens (3. Platz).

##### Klassische Musik und Musiktheater
- 13. Januar: Der Neubau des Nationaltheaters Mannheim wird durch gleichzeitig stattfindende Vorstellungen von Carl Maria von Webers Der Freischütz im Opernhaus[16], Dirigent: Herbert Albert, und Friedrich Schillers Die Räuber im Kleinen Haus in einer Inszenierung von Erwin Piscator eingeweiht. Noch im gleichen Jahr wird der Architekt des Neubaus, Gerhard Weber, für sein wegweisendes Konzept auf der Biennale in Sao Paulo als bester Theaterarchitekt geehrt.
- 20. Januar: Am Staatstheater am Gärtnerplatz in München wird das Musical Katharina Knie von Mischa Spoliansky nach dem gleichnamigen „Seiltänzerstück“ von Carl Zuckmayer uraufgeführt. Hans Albers spielt in diesem Stück seine letzte Bühnenrolle.
- 08. Februar: Uraufführung der Ballettsuite für zwei Jazzbands und Orchester Maratona von Hans Werner Henze in Köln.
- 04. Mai: Das Grundstücksamt Berlin-Tiergarten beantragt die „öffentliche Abräumung“ der Gebäudereste der Krolloper.[16] Im Herbst 1957 sind die letzten Spuren des traditionsreichen Opernhauses beseitigt.
- 09. Mai: Uraufführung der komischen Oper Der Revisor von Werner Egk bei den Schwetzinger Festspielen.[16]
- 18. Mai: Die neue Oper Köln wird in Anwesenheit des damaligen Bundeskanzlers und Alt-Oberbürgermeisters von Köln, Konrad Adenauer, als Großes Haus für Oper und Schauspiel eingeweiht. Die erste Premiere im neuen Haus ist Carl Maria von Webers Oper Oberon, dirigiert von Otto Ackermann.[16] Das Gebäude wird bei der Eröffnung von der Presse als „schönster Theaterbau“ Deutschlands gerühmt.
- 03. Juni: In Düsseldorf erfolgt die Uraufführung der Oper Die Räuber von Giselher Klebe.[16]
- 08. Juni: Uraufführung der lyrischen Tragödie Bluthochzeit von Wolfgang Fortner nach dem gleichnamigen Drama von Federico García Lorca in Köln.[16]
- 09. Juli: Die zweite Fassung der Oper Simplicius Simplicissimus von Karl Amadeus Hartmann wird am Nationaltheater Mannheim uraufgeführt.[16]
- 16.–28. Juli: In Darmstadt finden die 12. Internationalen Ferienkurse für Neue Musik statt.
- 23. Juli – 24. August: In Bayreuth finden die Bayreuther Festspiele statt.[17] Zur Eröffnung wird Richard Wagners Oper Tristan und Isolde in der Inszenierung und dem Bühnenbild von Wolfgang Wagner und den Kostümen von Kurt Palm gegeben.[18] Es dirigiert Wolfgang Sawallisch und zu hören sind Wolfgang Windgassen und Birgit Nilsson in den Titelrollen.[16]
- 25. Juli: Die Stiftung Preußischer Kulturbesitz entsteht als Körperschaft des öffentlichen Rechts.
- 00. Juli: Die Mailänder Scala gastiert in Köln und Maria Callas steht als Sonnambula auf der Bühne.
- 11. August: Die Uraufführung der Oper Die Harmonie der Welt von Paul Hindemith findet am Prinzregententheater in München statt.[16]
- 12. Oktober: Die Zweitfassung der Revue-Operette Hopsa von Paul Burkhard auf das Libretto von Paul Baudisch und Armin L. Robinson wird in Wiesbaden uraufgeführt.[19]
- 19. Oktober: Igor Strawinsky dirigiert in der Stadthalle Donaueschingen sein Ballett Agon.[1]

#### Dänemark
- 06. August: Nach einer Vorführung des Films Rock Around the Clock in Kopenhagen kommt es „zu schweren Krawallen zwischen Jugendlichen und der Polizei“.[1]

#### Deutsche Demokratische Republik
- 28. Juni – 2. Juli: In Eisenach findet das 34. Bachfest statt.
- 2.–15. Oktober: Die Berliner Festtage finden erstmals in Ost-Berlin statt.
- Die Stadt Leipzig vergibt erstmals den Arthur-Nikisch-Preis für herausragende Dirigentenleistungen. Die Preisträger sind Bruno Walter und Franz Konwitschny.

#### Finnland
- 20. September: Jean Sibelius stirbt im Alter von 91 Jahren in Järvenpää bei Helsinki durch eine Gehirnblutung. Zum Zeitpunkt seines Todes findet in Helsinki eine Aufführung seiner 5. Sinfonie unter der Leitung von Sir Malcolm Sargent statt.

#### Frankreich
- 14. Mai: Heitor Villa-Lobos nimmt in Paris für EMI sein Bachiana Brasileira Nr. 4 mit dem Orchestre Nationale de la Radiodiffusion Française auf. Bis zum 21. Mai folgen die Aufnahmen von Bachiana Brasileira Nr. 7 und Bachiana Brasileira Nr. 3 mit Manoel Braune am Klavier.
- 19. September: Dalida ist die erste Künstlerin, die in Frankreich für 300.000 Verkäufe des Liedes Bambino mit einer Goldenen Schallplatte ausgezeichnet wird. In diesem Jahr ist sie auch die erste weibliche Sängerin, die einen eigenen Fanclub hat.
- Francis Poulenc stellt seine Sonate für Flöte und Klavier fertig.

#### Griechenland
- Maria Callas wird dem griechischen Reeder Aristoteles Onassis vorgestellt.

#### Italien
- 26. Januar: Am Teatro alla Scala in Mailand erfolgt die Uraufführung der auf der Erzählung Die Letzte am Schafott von Gertrud von le Fort basierenden Oper Dialogues des Carmélites (Gespräche der Karmelitinnen) von Francis Poulenc.[1][16]
- 18. Mai: Der gelernte Uhrmacher Adriano Celentano hat sein öffentliches Debüt als Sänger mit dem Lied Ciao ti dirò zusammen mit der Gruppe Rocky Boys.
- 30. November: Der italienische Opernsänger und Filmschauspieler Beniamino Gigli stirbt in Rom.
- Gorni Kramer hat seinen ersten Auftritt im italienischen Fernsehen in Mario Rivas Programm Il Musichiere, dessen Erkennungsmelodie er komponiert und an dessen musikalischen Inhalten er mit seinem Orchester, das aus diesem Anlass zu I Musichieri umgetauft wird, beteiligt ist.

#### Norwegen
- 00. Mai: In Bergen findet das 5. Bergen International Festival statt.[20]
- Die Fana Folklore, eine jährliche Sommerveranstaltung, wird von Signy Eikeland ins Leben gerufen.

#### Österreich
- 01. Januar: Im Goldenen Saal des Wiener Musikvereins findet das 17. Neujahrskonzert der Wiener Philharmoniker statt. Dirigiert wird es zum dritten Mal von Willi Boskovsky, der diese Institution 1941 schon als Konzertmeister der Wiener Philharmoniker mit ins Leben gerufen hatte.[21]
- 02. April: Herbert von Karajan „beginnt seine Wiener Produktion von Richard Wagners Ring des Nibelungen mit einer selbst inszenierten und dirigierten Walküre.“[16]
- 15. April: Herbert von Karajan „führt an der Wiener Staatsoper Regie bei Giuseppe Verdis Otello.“[16]
- 04. Mai: Aufgrund zu hoher Honorarforderungen kündigt die Wiener Staatsoper „ihren Vertrag mit der Sopranistin Maria Callas“.[1]
- 15. Mai: Das Ensemble der Mailänder Scala gastiert in Wien und gibt Giuseppe Verdis Aida an der Wiener Staatsoper mit Franco Corelli, Antonietta Stella und Giulietta Simionato in den Titelpartien.[16]
- 27. Juli – 31. August: In Salzburg finden die 38. Salzburger Festspiele statt.[22] Zu den Höhepunkten der Festspiele gehört in diesem Jahr:
  - 07. August: Dimitri Mitropoulos dirigiert die Oper Elektra von Richard Strauss in einer Inszenierung von Herbert Graf.[16][23]
  - 10. August: Giuseppe Verdis Falstaff kommt – inszeniert und dirigiert von Herbert von Karajan – auf die Bühne. „In den Hauptrollen sind Tito Gobbi, Elisabeth Schwarzkopf, Rolando Panerai, Luigi Alva und Anna Moffo zu hören.“[16]
  - 17. August: Uraufführung der Neufassung der auf drei Akte erweiterten Opera buffa Die Schule der Frauen von Rolf Liebermann, dirigiert von George Shell. Oscar Fritz Schuh führt Regie und Caspar Neher zeichnet für die Ausstattung verantwortlich.[16]
- 23. Dezember: Richard Wagners Siegfried wird von Herbert von Karajan inszeniert und dirigiert.
- Herbert von Karajan ist von 1957 bis 1964 künstlerischer Leiter der Wiener Staatsoper.
- Das Oratorium Gilgamesch vom Wiener Akademieprofessor Alfred Uhl wird 1957 im Goldenen Saals des Musikvereins uraufgeführt.
- In Wien findet erstmals der Kaffeesiederball statt, der jährlich in der Faschingszeit in der Wiener Hofburg vom Klub der Wiener Kaffeehausbesitzer veranstaltet wird.
- Die Seefestspiele Mörbisch, ein jährliches Operetten-Festival in Mörbisch am See, findet erstmals statt.

#### Schweiz
- 06. Juni: Die Oper Moses und Aron von Arnold Schönberg auf ein Libretto des Komponisten hat anlässlich der Weltmusiktage der Internationalen Gesellschaft für Neue Musik ihre szenische Uraufführung im Stadttheater in Zürich. Es dirigiert Hans Rosbaud.[1][16]
- Uraufführung der Oper Tilman Riemenschneider von Casimir von Pászthory auf ein Libretto von Dora von Pászthory in Basel.
- Yehudi Menuhin gibt 1957 in der Kirche Saanen zwei Konzerte mit Benjamin Britten, Peter Pears und Maurice Gendron. Damit begründet er das jährlich stattfindende Gstaad Menuhin Festival in Gstaad.
- Der Schlieremer Lehrer Werner von Aesch gründet den Kinderchor Schlieremer Chind.
- In Genf wird die World Federation of International Music Competitions gegründet.

#### Sowjetunion
- 10. Mai: Das 2. Klavierkonzert von Dmitri Dmitrijewitsch Schostakowitsch wird von Maxim Schostakowitsch am 10. Mai 1957 zu seinem 19. Geburtstag im großen Saal des Moskauer Konservatoriums uraufgeführt. Begleitet wird Maxim Schostakowitsch vom Moskauer Staatlichen Akademischen Sinfonieorchester unter der Leitung von Nikolai Anossow (1900–1962).
- 08. Juli: In Moskau werden die VI. Weltfestspiele der Jugend und Studenten eröffnet, die auch zahlreiche Musik- und Tanzveranstaltungen umfassen. 34.000 Menschen aus 130 Ländern nehmen an den Weltfestspiele der Jugend und Studenten, die erstmals in der Sowjetunion stattfinden, teil.
- 30. Oktober: Dmitri Dmitrijewitsch Schostakowitsch stellt dem sowjetischen Publikum seine 11. Sinfonie in g-Moll op. 103 vor. Es spielt das Staatliche Symphonieorchester der UdSSR in Moskau unter der Leitung von Natan Rachlin.[24]

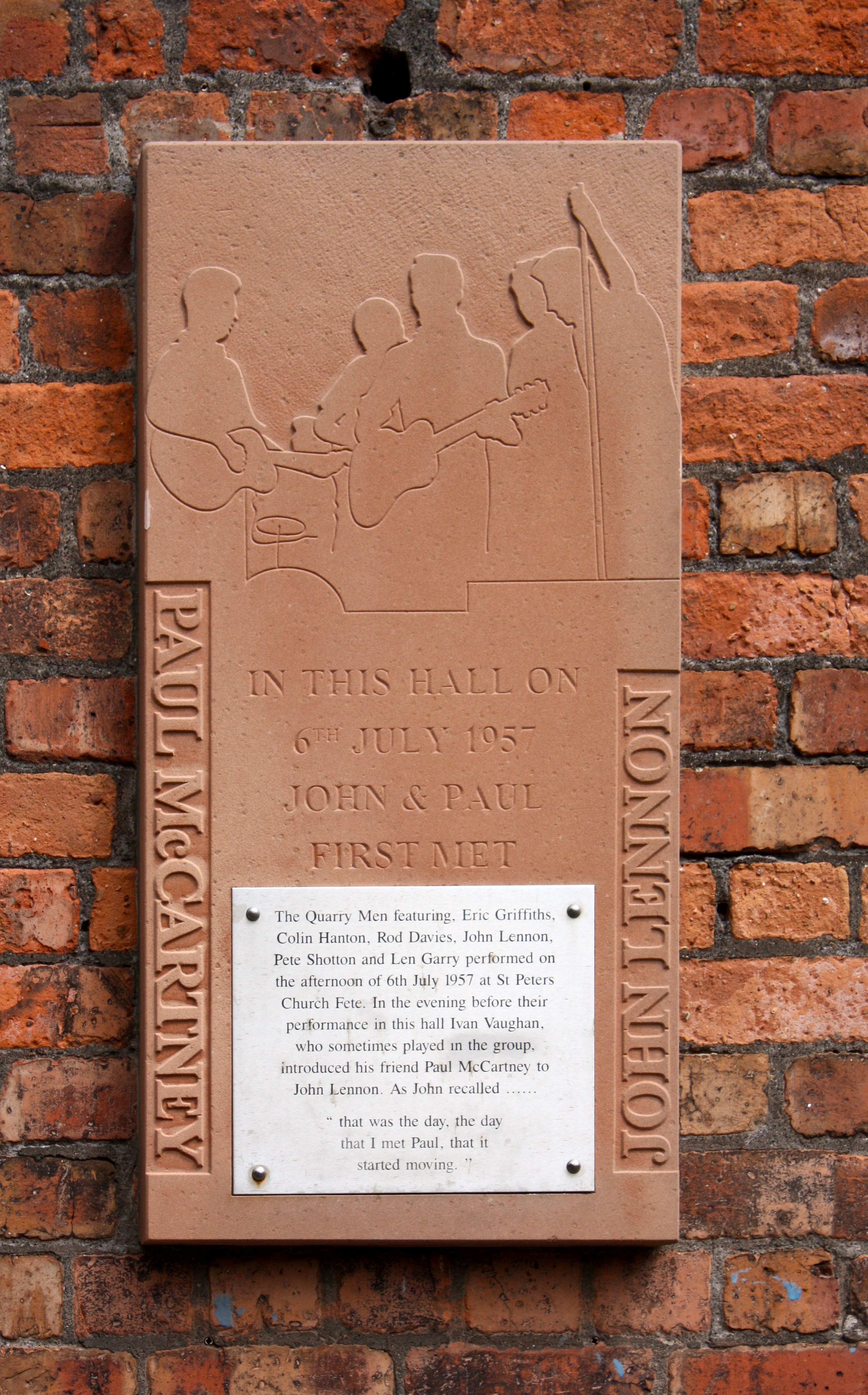
Erinnerung an das erste Zusammentreffen von John Lennon und Paul McCartney in Liverpool

#### Vereinigtes Königreich

##### Populäre Musik und Jazz
- 11. Januar: Tommy Steele erreicht mit seiner Coverversion von Singing the Blues Platz 1 der britischen Charts und landet damit vor seinem amerikanischen Rivalen Elvis Presley an der Spitze der Charts.
- 16. Januar: In Liverpool eröffnet der Cavern Club, zunächst als Jazzclub, seine Pforten. Er gilt als die Wiege der britischen Beatmusik.
- 03. März: Patricia Bredin vertritt Großbritannien beim 2. Eurovision Song Contest in Frankfurt und belegt den 7. Platz. Es ist das erste Mal, dass Großbritannien am Wettbewerb teilnimmt.
- 06. Juli: John Lennon und Paul McCartney treffen sich zum ersten Mal bei einem Gartenfest in der St. Peter’s Church in Woolton, bei dem Lennons Skiffle-Gruppe The Quarrymen spielt (und auf dessen Friedhof eine Eleanor Rigby begraben liegt). Als Beatles werden Lennon und McCartney mit George Harrison und Ringo Starr ab 1960 die bekannteste Rockband der Musikgeschichte.
- 07. August: The Quarrymen spielen zum ersten Mal im Cavern Club in Liverpool. Als John Lennon mit dem Spielen von Elvis Presleys Don’t Be Cruel beginnt, überreicht ihm der Clubbesitzer einen Zettel mit der Aufschrift „Cut out the Bloody Rock ’n Roll“ (im Deutschen etwa: „Lass den verdammten Rock ’n Roll sein“).[25]
- 02. Oktober: In den Kinos Großbritanniens läuft der Kriegsfilm The Bridge on the River Kwai (Die Brücke am Kwai) an, dessen Filmmusik in der Folge mit dem March from the River Kwai und dem gepfiffenen Colonel Bogey March zum Ohrwurm wird.
- 22. November: Der US-amerikanische Sänger Harry Belafonte gelangt als erster Schwarzer auf Rang 1 der britischen Hitparade. Seine Interpretation des Weihnachtsliedes Mary’s Boy Child des Afroamerikaners Jester Joseph Hairston bleibt dort sieben Wochen.

##### Klassische Musik und Musiktheater
- 01. Januar: Benjamin Britten dirigiert die Eröffnungsvorstellung seines Balletts The Prince of the Pagodas in Covent Garden.[14]
- 00. Juni: Kay Kendall, Star des Films Les Girls heiratet Rex Harrison, Star des Musicals My Fair Lady.
- 23. Juli: Uraufführung des Melodrams A Tale of Two Cities von Arthur Benjamin an der Londoner Sadler’s Wells Opera.
- 18. Dezember: Benjamin Britten vollendet seinen Kompositionsentwurf der Kinderoper Noye’s Fludde.[26]

## Musikcharts

### Deutschland
Die längsten Nummer-eins-Singles
Lieder, die die meiste Zeit während eines anderen Jahres auf Platz 1 der Charts verbrachten, werden hier nicht aufgeführt.
1. Margot Eskens – Cindy, Oh Cindy (5 Monate)
2. Harry Belafonte – Banana Boat Song (3 Monate)

Alle weiteren Lieder waren einen Monat auf Platz 1 gelistet.
Alle Nummer-eins-Hits und die Hits des Jahres
Automatenmarkt-Chartsongs

### Vereinigtes Königreich
| Position | Singles                            |
| -------- | ---------------------------------- |
|          |                                    |
| 1        | Love Letters in the Sand Pat Boone |
| 2        | Diana Paul Anka                    |
| 3        | All Shook Up Elvis Presley         |
| 4        | Young Love Tab Hunter              |
| 5        | Island in the Sun Harry Belafonte  |
| 6        | Teddy Bear Elvis Presley           |
| 7        | Yes Tonight Josephine Johnnie Ray  |
| 8        | Don’t Forbid Me Pat Boone          |
| 9        | When I Fall in Love Nat King Cole  |
| 10       | Mary’s Boy Child Harry Belafonte   |

Die längsten Nummer-eins-Singles
Lieder, die die meiste Zeit während eines anderen Jahres auf Platz 1 der Charts verbrachten, werden hier nicht aufgeführt.
1. Paul Anka – Diana (9 Wochen)
2. Tab Hunter – Young Love; Elvis Presley – All Shook Up; Harry Belafonte – Mary’s Boy Child (7 Wochen)
3. Lonnie Donegan – Cumberland Gap (5 Wochen)

Die längsten Nummer-eins-Alben
Alben, die die meiste Zeit während eines anderen Jahres auf Platz 1 der Charts verbrachten, werden hier nicht aufgeführt.
1. (Soundtrack) – The King and I (35 Wochen)
2. Frank Sinatra – A Swingin’ Affair (7 Wochen)
3. Frank Sinatra – This Is Sinatra; Tommy Steele – The Tommy Steele Story (jeweils 4 Wochen)

Alle Nummer-eins-Hits und die Hits des Jahres

### Vereinigte Staaten
Die längsten Nummer-eins-Singles
Lieder, die die meiste Zeit während eines anderen Jahres auf Platz 1 der Charts verbrachten, werden hier nicht aufgeführt.
1. Elvis Presley with The Jordanaires – All Shook Up (8 Wochen)
2. Elvis Presley with The Jordanaires – (Let Me be Your) Teddy Bear (7 Wochen)
3. Guy Mitchell with Ray Conniff & His Orchestra – Singing the Blues; Tab Hunter with Billy Vaughn & His Orchestra & Chorus – Young Love; Elvis Presley – Jailhouse Rock (jeweils 6 Wochen)

Die längsten Nummer-eins-Alben
Alben, die die meiste Zeit während eines anderen Jahres auf Platz 1 der Charts verbrachten, werden hier nicht aufgeführt.
1. Harry Belafonte – Calypso (20 Wochen)
2. Elvis Presley – Loving You; Original Motion Picture Soundtrack – Michael Todd’s Around the World in 80 Days (jeweils 10 Wochen)
3. Nat King Cole – Love is the Thing (8 Wochen)

Alle Nummer-eins-Hits und die Hits des Jahres

### Charts in weiteren Ländern
Siehe auch: Nummer-eins-Hits 1957 in  Australien, Belgien, Deutschland, Frankreich, Kanada, den Vereinigten Staaten und im Vereinigten Königreich.

### Top-Hits auf Schallplatte
- 3:10 To Yuma – Frankie Laine
- All Shook Up – Elvis Presley
- An Affair To Remember – Nat King Cole
- And That Reminds Me – Della Reese
- Almost In Your Arms (aus dem Film Houseboat) – Sophia Loren
- April Love – Pat Boone
- Around the World – Nat King Cole
- A Teenager’s Romance – Ricky Nelson
- At the Hop – Danny & the Juniors
- Bad Motorcycle – The Storey Sisters
- Be-Bop Baby – Ricky Nelson
- Bernardine – Pat Boone
- Black Slacks – Joe Bennett & the Sparkletones
- Blue Starr – Kay Starr
- Blueberry Hill – Fats Domino
- Butterfly – Andy Williams
- Buzz-Buzz-Buzz – The Hollywood Flames
- Bye Bye Love – Everly Brothers
- Chances Are – Johnny Mathis
- Come Go With Me – The Del-Vikings
- Dark Moon – Gale Storm (erstmals aufgenommen von Bonnie Guitar)
- Deep Purple – Billy Ward & The Dominoes
- Diana – Paul Anka
- Drive-In Show – Eddie Cochran
- Everyday – Buddy Holly
- Fascination, aufgenommen von
  - Nat King Cole
  - Jane Morgan & The Troubadors
- Forbidden Fruit – Anita Ellis
- Four Walls – Jim Reeves
- Gonna Find Me a Bluebird, aufgenommen von
  - Marvin Rainwater
  - Eddy Arnold
- Great Balls of Fire – Jerry Lee Lewis
- Gunfight At the OK Corral – Frankie Laine
- Happy, Happy Birthday, Baby – The Tune Weavers
- Hey, Schoolgirl – Tom & Jerry
- Histoire d’un amour – Dalida
- Honeycomb – Jimmie Rodgers
- Hoot Owl – Guy Mitchell
- How High The Moon – Pat Suzuki
- I Like Your Kind of Love – Andy Williams
- I’m Available – Margie Rayburn
- I’m Not a Juvenile Delinquent – Frankie Lymon and The Teenagers
- I’m Sorry – The Platters
- I’m Stickin’ with You – Jimmy Bowen with The Rhythm Orchids
- I’m Walkin’ – Ricky Nelson
- I’m Walking The Floor Over You – Georgia Gibbs
- It’s Not For Me To Say – Johnny Mathis
- Jailhouse Rock – Elvis Presley
- Jim Dandy – LaVern Baker
- Kisses Sweeter Than Wine – Jimmie Rodgers
- Last Train to San Fernando – Johnny Duncan
- Lips of Wine – Andy Williams
- Little Darlin’ – The Diamonds
- Long Lonely Nights – Lee Andrews & the Hearts
- Look Homeward, Angel – Johnnie Ray
- Love Letters in the Sand – Pat Boone
- Loving You – Elvis Presley
- Lucille – Little Richard
- Moonlight Gambler – Frankie Laine
- Mr. Lee – The Bobbettes
- My Juanita – The Crests
- My Special Angel – Bobby Helms
- Not Fade Away – Buddy Holly
- Oh Boy – Buddy Holly
- Old Cape Cod – Patti Page
- Out in the Cold Again – The Teenagers featuring Frankie Lymon
- Party Doll – Buddy Knox
- Peggy Sue – Buddy Holly
- Pink Champagne – The Tyrones
- Queen Of The Senior Prom – The Mills Brothers
- Raunchy – Bill Justis
- Reet Petite – Jackie Wilson
- Remember You’re Mine – Pat Boone
- Rock-A-Billy – Guy Mitchell
- Rock-A-Bye Baby Blues – Brenda Lee
- Rock and Roll Music – Chuck Berry
- Round and Round – Perry Como
- Rumble – Link Wray
- Sail Along, Silv’ry Moon – Billy Vaughn
- Searchin’ – The Coasters
- Send for Me – Nat King Cole
- Shangri-La – The Four Coins
- Silent Lips – Georgia Gibbs
- So Rare – Jimmy Dorsey
- Stardust – Nat King Cole
- Starlight – Jack Huddle
- Start Movin’ (In My Direction) – Sal Mineo
- Stood Up – Ricky Nelson
- Sugar Moon – Pat Boone
- Sugartime – McGuire Sisters
- Tammy, aufgenommen von
  - Ames Brothers
  - Debbie Reynolds
- (Let Me Be Your) Teddy Bear – Elvis Presley
- Teen-Age Crush – Tommy Sands
- That’ll Be the Day – The Crickets
- The Greater Sin – Frankie Laine
- The Lonesome Road – Frankie Laine
- The Stroll – The Diamonds
- The Twelfth Of Never – Johnny Mathis
- Too Much – Elvis Presley
- Too Young To Have A Broken Heart – Gayla Peevey
- Treat Me Nice – Elvis Presley
- Tu n’as pas très bon caractère – Dalida
- Tutti Frutti – Little Richard
- Up Above My Head – Johnnie Ray und Frankie Laine
- Valley of Tears – Fats Domino
- Wait A Minute – Jo Ann Campbell
- Waitin’ in School – Ricky Nelson
- Wake Up Little Susie – The Everly Brothers
- Walkin’ After Midnight – Patsy Cline
- When I Fall in Love – Nat King Cole
- Whispering Bells – The Del-Vikings
- White Silver Sands – Don Rondo
- Who Needs You – The Four Lads
- Whole Lotta Shakin’ Goin’ On – Jerry Lee Lewis
- Why Baby Why – Pat Boone
- Willie and the Hand Jive – Johnny Otis
- Witchcraft – Frank Sinatra
- Wonderful! Wonderful! – Johnny Mathis
- Words of Love, aufgenommen von
  - Buddy Holly
  - The Diamonds
- You Know How It Is – Frankie Laine
- You Send Me – Sam Cooke
- Young Blood – The Coasters
- Young Love, aufgenommen von
  - The Crew-Cuts
  - Tab Hunter
  - Sonny James
- You’re My One and Only Love – Ricky Nelson

Elvis Presley im Film Jailhouse Rock – Rhythmus hinter Gittern (1957)
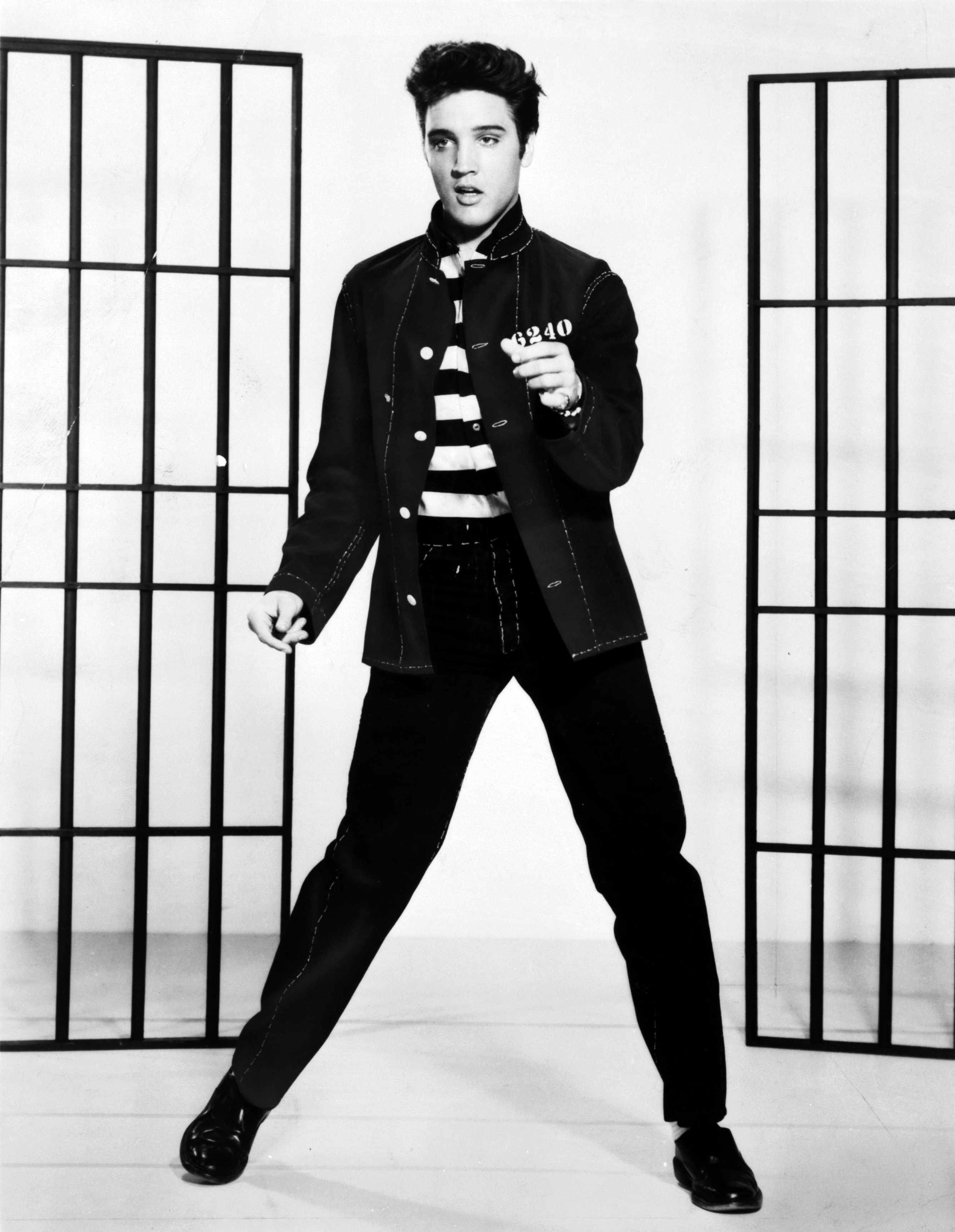
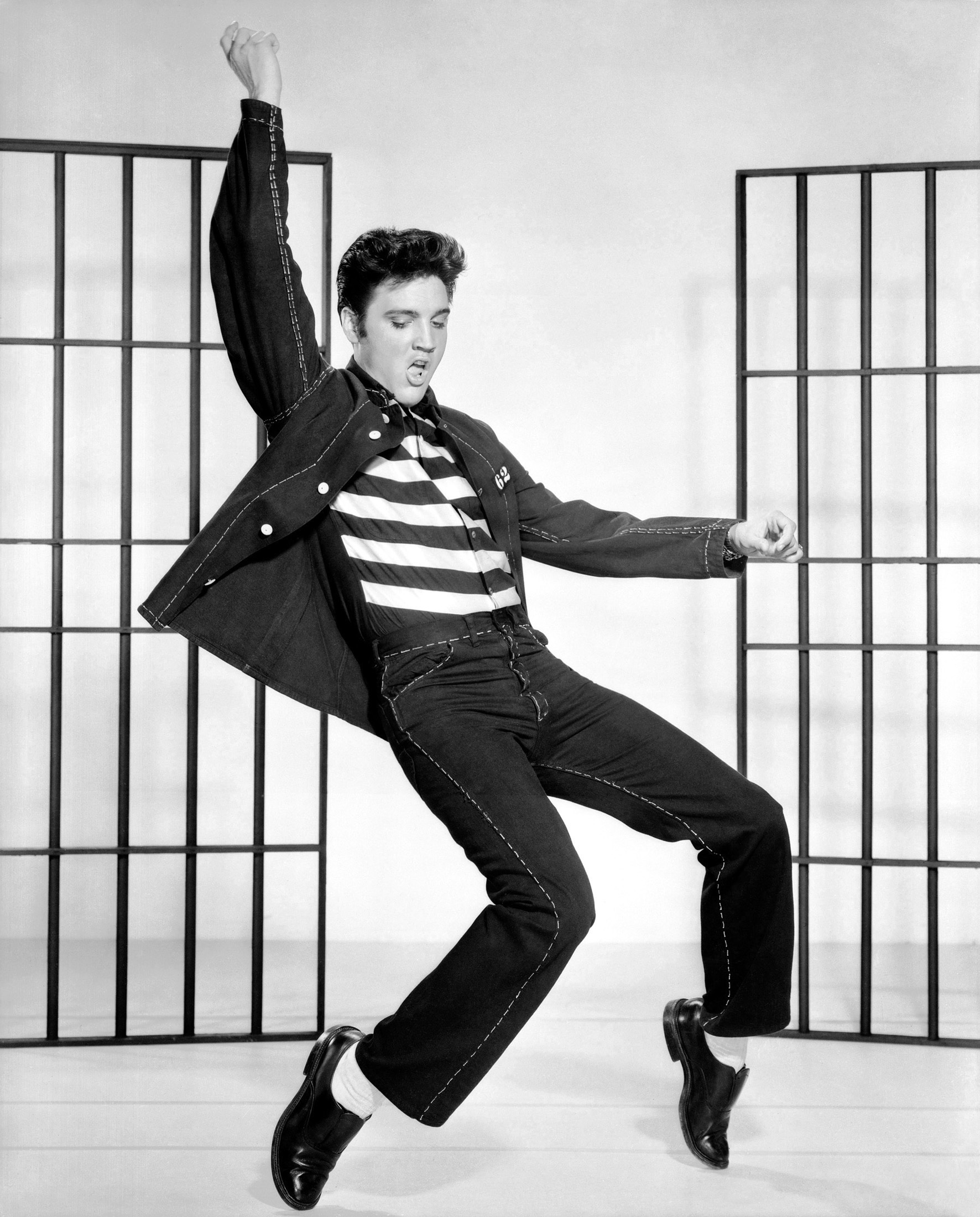
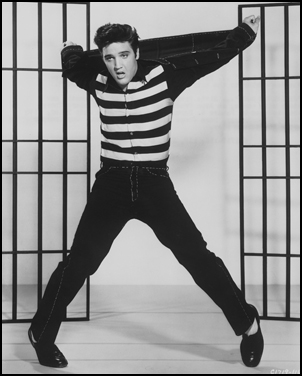
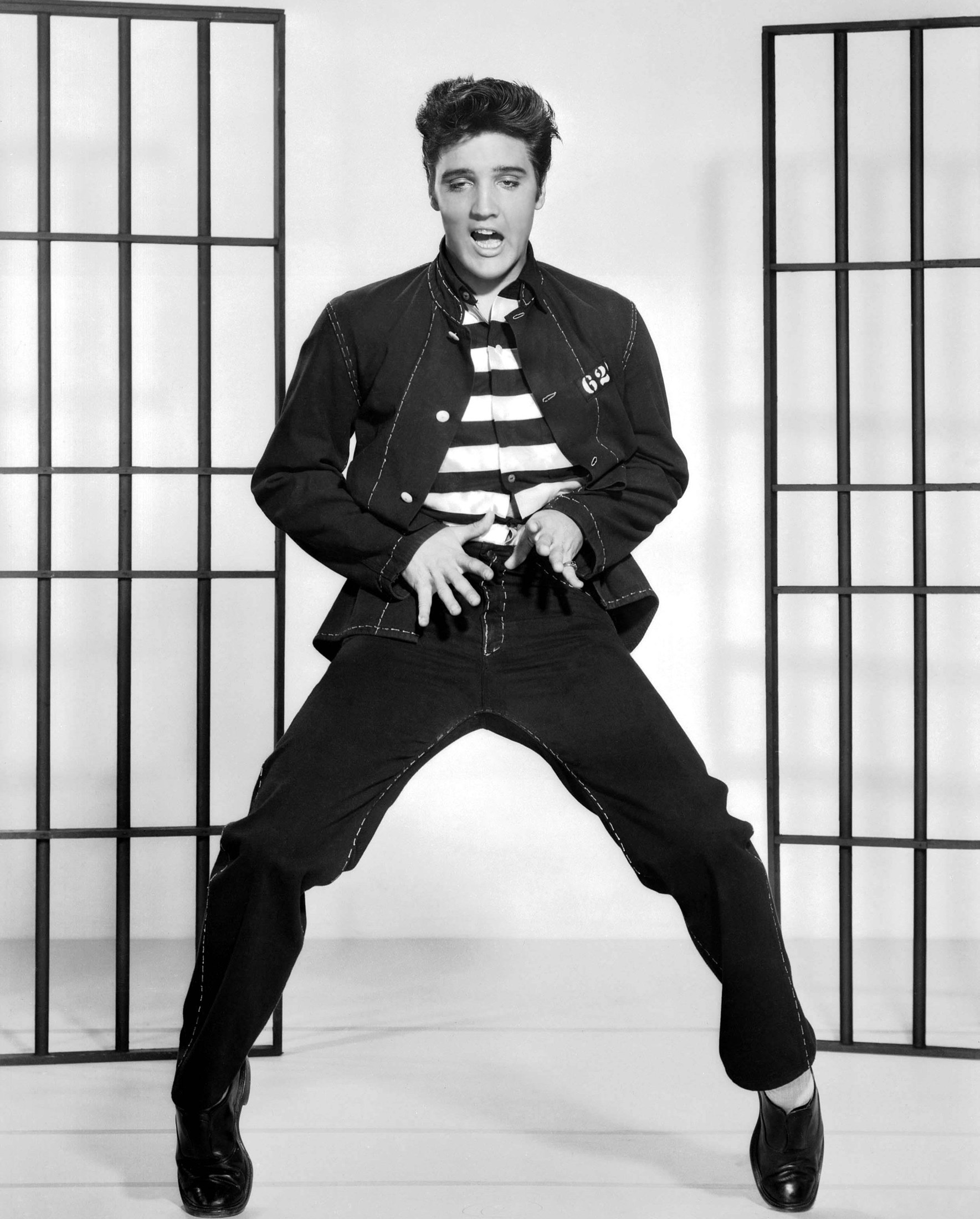
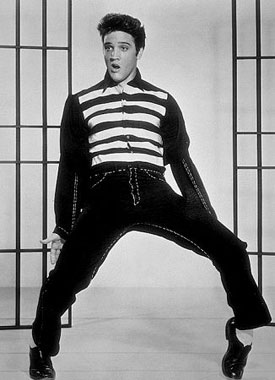
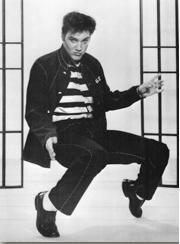

## Musikpreise und Ehrungen

### Amerika

#### Vereinigte Staaten
Golden Globe Awards
- Bester Film – Musical/Komödie: Der König und ich (The King and I) – Regie: Walter Lang
- Bester Hauptdarsteller – Musical/Komödie: Cantinflas – In 80 Tagen um die Welt (Around the World in Eighty Days)
- Beste Hauptdarstellerin – Musical/Komödie: Deborah Kerr – Der König und ich (The King and I)

Oscarverleihung
- Beste Filmmusik (Drama/Komödie): Victor Young – In 80 Tagen um die Welt (Around the World in Eighty Days) (postum)
- Beste Filmmusik (Musikfilm): Ken Darby, Alfred Newman – Der König und ich (The King and I)
- Bester Song: Que Sera, Sera aus Der Mann, der zuviel wusste (The Man Who Knew Too Much) – Ray Evans, Jay Livingston
- Bester Ton: Carlton W. Faulkner – Der König und ich (The King and I)

Primetime-Emmy-Verleihung
- Bester Musikbeitrag: Leonard Bernstein – Omnibus, CBS
- Beste männliche TV-Persönlichkeit: Perry Como, NBC
- Beste weibliche TV-Persönlichkeit: Dinah Shore, NBC

Pulitzerpreis
- Pulitzerpreis/Musik: Meditations on Ecclesiastes von Norman Dello Joio

Tony Awards
- Bestes Musical: Alan Jay Lerner (Buch und Liedtexte) und Frederick Loewe (Musik) – My Fair Lady
- Bester Produzent (Musical): Herman Levin – My Fair Lady
- Bester Hauptdarsteller Musical: Rex Harrison – My Fair Lady
- Beste Hauptdarstellerin Musical: Judy Holliday – Bells Are Ringing
- Bester Nebendarsteller Musical: Sydney Chaplin – Bells Are Ringing
- Beste Nebendarstellerin Musical: Edith Adams – Li’l Abner
- Beste Choreographie: Michael Kidd – Li’l Abner
- Bester Dirigent und Musikdirektor: Franz Allers – My Fair Lady
- Beste Kostüme: Cecil Beaton – My Fair Lady
- Beste Regie: Moss Hart – My Fair Lady

### Asien

#### Indien
Filmfare Award
- Beste Musik: Chori Chori – Shankar-Jaikishan
- Bester Ton: Jhanak Jhanak Payal Baaje – A. K. Parmer

#### Japan
- Otaka-Preis: Irino Yoshirō

### Europa

#### Bundesrepublik Deutschland
- Bravo Otto: 1957 nicht an Musiker vergeben
- Deutscher Kritikerpreis
  - Fachgruppe Musik: Hermann Scherchen
  - Fachgruppe Tanz: Gert Reinholm
- Förderpreis Musik der Landeshauptstadt München: Wilhelm Killmayer
- Förderpreis des Landes Nordrhein-Westfalen für junge Künstlerinnen und Künstler: Denise Laumer (Tänzerin), Aloys Kontarsky (Pianist), Alexander Meyer von Bremen (Komponist), Eduard Wollitz (Sänger)
- Großer Kunstpreis des Landes Nordrhein-Westfalen – Musik: Karl Amadeus Hartmann
- Kunstpreis Berlin – Musik: Heinz Tiessen
- Kunstpreis Rheinland-Pfalz: tbd
- Louis Spohr Musikpreis Braunschweig: Karl Höller
- Nordgaupreis des Oberpfälzer Kulturbundes – Musik: nicht vergeben
- Paul-Lincke-Ring: Gerhard Winkler

#### Deutsche Demokratische Republik
- Arthur-Nikisch-Preis: Bruno Walter und Franz Konwitschny

#### Finnland
- Wihuri-Sibelius-Preis: Preis nicht vergeben

#### Frankreich
- Prix Django Reinhardt: Christian Chevallier

#### Italien
- Prix de Rome: Alain Bernaud, Jean-Pierre Rivière und Alain Margoni[27]

#### Niederlande
- Kompositionspreis der Stiftung Gaudeamus: Peter Schat (Niederlande)

#### Norwegen
- Buddyprisen: Arvid Gram Paulsen

#### Österreich
- Preis der Stadt Wien für Musik: Preis nicht vergeben
- Kunstpreis der Stadt Innsbruck – Musik: Preis nicht vergeben
- Mozart-Medaille der Mozartgemeinde Wien: Karl Böhm, Maria Gerhart, Erich Kunz und Erich Müller von Asow

#### Schweden
- Gyllene Skivan: Bengt Hallberg: Dinah – Philips

#### Schweiz
- Kulturpreis der Stadt Winterthur: Walther Reinhart (Musiker) und Erich Weiss (Marionettenbauer/Bildhauer)
- Kunst- und Kulturpreis der Stadt Luzern – Musik: Preis nicht vergeben

#### Vereinigtes Königreich
Ivor Novello Awards
- The Best Selling and Most Performed Song of the Year: Tolchard Evans – My September Love

## Musikfestivals und -wettbewerbe

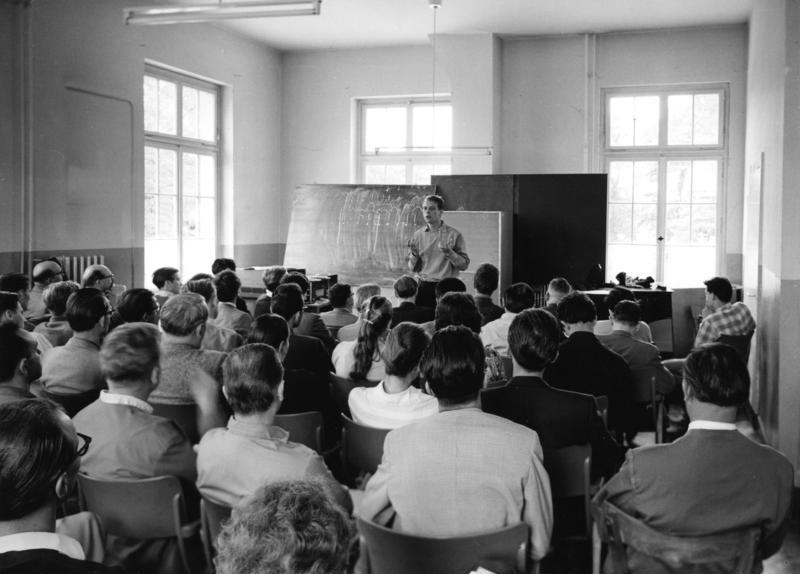
Karlheinz Stockhausen bei den Darmstädter Ferienkursen im Juli 1957

### Musikfestivals und -veranstaltungen (Auswahl)

Eurovision Song Contest 1957 logo

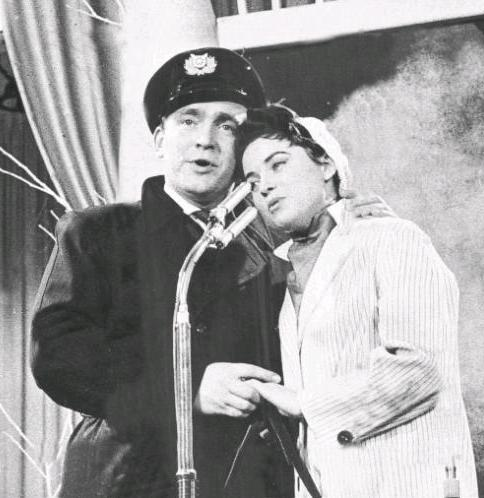
Birthe Wilke & Gustav Winckler (1957)

| Land                            | Von          | Bis          | Musikwettbewerb / -veranstaltung                                   | Ort             | Weitere Informationen |
| ------------------------------- | ------------ | ------------ | ------------------------------------------------------------------ | --------------- | --------------------- |
| BR Deutschland                  | 16. Juli     | 28. Juli     | 12. Internationale Ferienkurse für Neue Musik                      | Darmstadt       |                       |
| BR Deutschland                  | 23. Juli     | 24. August   | Bayreuther Festspiele                                              | Bayreuth        |                       |
| BR Deutschland                  | 19. Oktober  | 20. Oktober  | Donaueschinger Musiktage                                           | Donaueschingen  |                       |
| Deutsche Demokratische Republik | 28. Juni     | 02. Juli     | 34. Bachfest                                                       | Eisenach        |                       |
| Deutsche Demokratische Republik | 02. Oktober  | 15. Oktober  | Berliner Festtage                                                  | Ost-Berlin      | Erstveranstaltung     |
| Deutsche Demokratische Republik |              |              | Hallische Musiktage                                                | Halle           |                       |
| Deutsche Demokratische Republik |              |              | Parkfestspiele Sanssouci                                           | Potsdam         |                       |
| Niederlande                     |              |              | Holland Festival                                                   | Amsterdam       |                       |
| Norwegen                        | 00. Mai      | 00. Mai      | 4. Bergen International Festival                                   | Bergen          |                       |
| Österreich                      | 01. Januar   | 01. Januar   | Neujahrskonzert der Wiener Philharmoniker                          | Wien            |                       |
| Österreich                      | 27. Juli     | 31. August   | 38. Salzburger Festspiele                                          | Salzburg        |                       |
| Österreich                      |              |              | Mozartwoche                                                        | Salzburg        |                       |
| Österreich                      |              |              | Salzburger Schlosskonzerte                                         | Salzburg        |                       |
| Österreich                      |              |              | Kaffeesiederball                                                   | Wien            | Erstveranstaltung     |
| Österreich                      |              |              | Seefestspiele Mörbisch                                             | Mörbisch am See | Erstveranstaltung     |
| Kolumbien                       | 00. Dezember | 00. Dezember | Feria de Cali                                                      | Cali            | Erstveranstaltung     |
| Polen                           |              |              | Warschauer Herbst                                                  | Warschau        |                       |
| Puerto Rico                     |              |              | Festival Casals de Puerto Rico                                     | San Juan        | Erstveranstaltung     |
| Schweiz                         | 31. Mai      | 06. Juni     | 31. Weltmusiktage der International Society for Contemporary Music | Zürich          |                       |
| Schweiz                         |              |              | Gstaad Menuhin Festival                                            | Gstaad          | Erstveranstaltung     |
| Vereinigte Staaten              | 04. Juli     | 07. Juli     | 4. Newport Jazz Festival                                           | Newport         |                       |

### Musikwettbewerbe (Auswahl)
| Land                            | Musikwettbewerb                                                   | Ort               | Preisträger |
| ------------------------------- | ----------------------------------------------------------------- | ----------------- | --- |
| Europa                          | Eurovision Song Contest                                           | Frankfurt         | 1. Corry Brokken: Net als toen 2. Paule Desjardins: La belle amour 3. Birthe Wilke & Gustav Winckler: Skibet skal sejle i nat 4. Danièle Dupré: Tant de peine 5. Margot Hielscher: Telefon, Telefon |
| Belgien                         | Concours Reine Elisabeth – Komposition                            | Brüssel           | - 1. Preis: Orazio Fiume - 2. Preis: tbd - 3. Preis: tbd |
| BR Deutschland                  | Deutsche Vorentscheidung zum Eurovision Song Contest 1957         | Frankfurt am Main | - Margot Hielscher – Telefon, Telefon |
| Deutsche Demokratische Republik | Internationaler Robert-Schumann-Wettbewerb für Klavier und Gesang | Zwickau           | - wird nur alle vier Jahre vergeben |
| Frankreich                      | Concours international de jeunes chefs d’orchestre de Besançon    | Besançon          | - Jean Lapierre |
| Niederlande                     | Internationaler Orgelimprovisationswettbewerb Haarlem             | Haarlem           | - Klaas Bolt (Niederlande) |
| Niederlande                     | Internationaler Gesangswettbewerb von ’s-Hertogenbosch            | ’s-Hertogenbosch  | - Maria van Dongen |
| Italien                         | Premio Paganini                                                   | Genua             | - 1. Preis: nicht vergeben - 2. Preis: Salvatore Accardo (Italien) und Pierre Doukan (Frankreich) - 4. Preis: Jean-Pierre Wallez (Frankreich) - 5. Preis: nicht vergeben - 6. Preis: nicht vergeben |
| Italien                         | Sanremo-Festival                                                  | Sanremo           | - Claudio Villa / Nunzio Gallo – Corde della mia chitarra |
| Spanien                         | Maria Canals International Music Competition                      | Barcelona         | - Großer Preis: nicht vergeben - 1. Preis (Herren): Alberto Colombo (Italien) - 1. Preis (Damen): Thérèse Castaigne (Frankreich)                                                                    |
| Vereinigte Staaten              | Metropolitan Opera National Council Auditions                     | New York City     | - Robert Mosley, Bariton - Joan Wall, Mezzosopran - Felicia Weathers, Sopran |

## Erst- und Letzterscheinungen

### Ersterscheinungen

#### Deutsche Demokratische Republik
- Melodie und Rhythmus – Fachblatt für Tanz- und Unterhaltungsmusik in der DDR

## Erst- und Letztverleihungen

### Erstverleihung

#### Amerika

##### Vereinigte Staaten
- Playboy Jazz Poll – US-amerikanischer Jazzpreis des Magazins Playboy

#### Europa

##### Bundesrepublik Deutschland
- Bravo Otto – Preis, den die Bravo-Leser seit 1957 jährlich durch Abstimmung an ihre Lieblingsstars verleihen
- Förderpreis des Landes Nordrhein-Westfalen für junge Künstlerinnen und Künstler – Preis für überdurchschnittlich begabte junge Menschen im Bereich der Kunst

##### Deutsche Demokratische Republik
- Arthur-Nikisch-Preis – Musikpreis der Stadt Leipzig

##### Niederlande
- Kompositionspreis der Stiftung Gaudeamus – international ausgerichtete Auszeichnung für junge Komponisten zeitgenössischer Musik

##### Schweiz
- Hans-Reinhart-Ring – höchste Auszeichnung im Theaterleben der Schweiz
- Kulturpreis der Stadt Winterthur – jährlich von der Stadt Winterthur vergebener Preis

## Erst- und Letztveranstaltungen

### Erstveranstaltungen

#### Amerika

##### Kolumbien
- Feria de Cali – jährlich im Dezember stattfindendes Stadt- und Volksfest und Musikfestival in Cali

##### Vereinigte Staaten
- Festival Casals de Puerto Rico – Festival für klassische Musik in San Juan
- German-American Steuben Parade – traditionsreicher Umzug, der jedes Jahr am dritten Samstag im September auf der Fifth Avenue in New York City stattfindet

#### Europa

##### Deutsche Demokratische Republik
- Berliner Festtage – Kulturfestival in Ost-Berlin

##### Österreich
- Kaffeesiederball – Tanzball der Wiener Ballsaison
- Seefestspiele Mörbisch – Operetten-Festival in Mörbisch am See

##### Schweiz
- Gstaad Menuhin Festival – Musikfestival für klassische Musik in Gstaad

## Gründungen und Auflösungen

### Gründungen

#### Amerika

##### Vereinigte Staaten
- AFS Records – US-amerikanisches Musiklabel aus Miami
- Carlton Record Corporation – New Yorker Plattenfirma, die zwischen 1958 und 1961 Popmusik veröffentlicht
- Jazz Loft Project – mehrjährige Arbeit des Fotografen W. Eugene Smith, der die amerikanische Jazzszene in einem New Yorker Loft zwischen 1957 und 1965 in Bild und Ton festhält
- Jazz Workshop – US-amerikanisches Plattenlabel von Charles Mingus, das mit einer Unterbrechung von 1957 bis Mitte der 1960er Jahre besteht
- The Recording Academy – in Los Angeles gegründete privatrechtliche Organisation der Musikindustrie mit Hauptsitz in Santa Monica, bekannt durch die Vergabe der Grammy Awards seit 1959
- The Troubadour – Nachtclub in Los Angeles
- United States Navy Steel Band

#### Europa

##### Bundesrepublik Deutschland
- Figuralchor der Gedächtniskirche Stuttgart – Kirchen- und Konzertchor in der Gedächtnis- und Rosenberggemeinde in Stuttgart-Nord
- Gesellschaft für Bayerische Musikgeschichte – Verein zur Erforschung der musikalische Vergangenheit und Gegenwart derjenigen Gebiete Deutschlands, die seit Beginn des 20. Jahrhunderts zu Bayern gehören
- Gesellschaft zur Förderung der westfälischen Kulturarbeit – gemeinnütziger Verein mit Sitz in Münster, der es sich zur Aufgabe gemacht hat, junge Künstler aus Westfalen-Lippe sowie Kulturprojekte in der Region zu konzipieren und zu fördern
- Hamburger Bachorchester – Orchester in Hamburg, das sich vor allem der Aufführung von Werken Johann Sebastian Bachs widmet
- Jazzclub Henkelmann – ein vom Hot Club Iserlohn in einer alten Fabrik 1957 gegründeter Veranstaltungsort für Jazzmusik in Iserlohn
- Musikkorps der Bundeswehr – Orchester der Bundeswehr „mit besonderem Auftrag“ und Teil des deutschen Militärmusikdienstes
- Niedersächsischer Musikverband – niedersächsische Musikorganisation
- Oratorienchor Köln – deutscher Chor mit Sitz in Köln
- Stiftung Preußischer Kulturbesitz – Stiftung des öffentlichen Rechts mit Sitz in Berlin mit der Aufgabe zur Bewahrung und Pflege der Kulturgüter des ehemaligen Landes Preußen, darunter das Staatliche Institut für Musikforschung

##### Deutsche Demokratische Republik
- Tanzarchiv Leipzig – erstes und einziges Tanzarchiv der DDR, das von Kurt Petermann am Zentralhaus für Kulturarbeit der DDR in Leipzig zur Dokumentation und Förderung der Volkstanzpraxis gegründet wurde
- Verlag Neue Musik – vom Verband Deutscher Komponisten und Musikwissenschaftler in Ost-Berlin gegründeter Verlag

##### Jamaika
- Federal Records – jamaikanisches Plattenlabel inklusive Aufnahmestudio (Federal Records Studio) und angeschlossenem Plattenpresswerk

##### Niederlande
- International Society of Organbuilders – internationale Vereinigung von Orgelbauern mit Sitz in Amsterdam

##### Schweiz
- Glockengiesserei Eschmann – Glockengiesserei in Rickenbach
- International Council of Amateur Dancers – Internationale Vereinigung für Tanzsport mit Sitz in Lausanne
- Schlieremer Chind – Schweizer Kinderchor
- World Federation of International Music Competitions – Weltverband der Internationalen Musikwettbewerbe mit Sitz in Genf und Mitglied des Internationalen Musikrats

### Auflösungen

#### Bundesrepublik Deutschland
- Cantulia – Akkordeonhersteller mit Sitz in Siegburg
- Glockengießerei Munte – Metallgießerei und Dreherei in Witten

## Neuveröffentlichungen (Auswahl)

### Lieder und Kompositionen
| Lied                                        | Text                                                                  | Musik                                                                 | Erstinterpret                      | Label                  | Veröffentlichung   | Genre                     | Album                                       | Weitere Informationen |
| ------------------------------------------- | --------------------------------------------------------------------- | --------------------------------------------------------------------- | ---------------------------------- | ---------------------- | ------------------ | ------------------------- | ------------------------------------------- | --- |
| 26 Miles (Santa Catalina)                   | Bruce Belland, Glen Larson                                            | Bruce Belland, Glen Larson                                            | The Four Preps                     |                        | 1957               | Popmusik                  | The Four Preps                              | |
| A Pub with No Beer                          | Gordon Parsons                                                        | Gordon Parsons                                                        | Slim Dusty                         |                        | 1957               | Country                   |                                             | |
| A Thousand Miles Away                       | James Sheppard und William H. Miller                                  | James Sheppard und William H. Miller                                  | The Heartbeats                     | Roulette Records       | 1957               | Doo Wop                   |                                             | |
| A Very Precious Love                        | Paul Francis Webster                                                  | Sammy Fain                                                            | Gene Kelly                         |                        | 1957               | Filmmusik                 |                                             | Lied aus dem Film Die Liebe der Marjorie Morningstar                                                                            |
| A White Sport Coat                          | Marty Robbins                                                         | Marty Robbins                                                         | Marty Robbins                      | Columbia Records       | März 1957          | Country                   |                                             | |
| An Affair to Remember (Our Love Affair)     | Harold Adamson & Leo McCarey                                          | Harry Warren                                                          | Vic Damone                         | Columbia Records       | 1957               | Jazz                      |                                             | |
| All Shook Up                                | Otis Blackwell                                                        | Otis Blackwell                                                        | Elvis Presley                      | Aladdin Records        | 22. März 1957      | Rock ’n’ Roll             |                                             | |
| All the Way                                 | Sammy Cahn                                                            | Jimmy Van Heusen                                                      | Frank Sinatra                      |                        | 1957               | Filmmusik                 |                                             | Lied aus dem Film The Joker Is Wild                                                                                             |
| Alone (Why Must I Be Alone)                 | Selma Craft                                                           | Morton Craft                                                          | The Shepherd Sisters               | Lance Records          | August 1957        | Rock                      |                                             | |
| America                                     | Stephen Sondheim                                                      | Leonard Bernstein                                                     |                                    |                        | 1957               | Musical                   |                                             | Lied aus dem Musical West Side Story                                                                                            |
| An Affair to Remember (Our Love Affair)     | Leo McCarey und Harold Adamson                                        | Harry Warren                                                          | Vic Damone und Marni Nixon         |                        | 1957               | Filmmusik                 |                                             | Lied aus dem Film An Affair to Remember                                                                                         |
| April Love                                  | Paul Francis Webster                                                  | Sammy Fain                                                            | Pat Boone                          | Dot Records            | 15. September 1957 | Filmmusik                 | Pat Boone Sings                             | Lied aus dem Film Junges Glück im April                                                                                         |
| Arrivederci Roma                            | Pietro Garinei und Sandro Giovannini                                  | Renato Rascel                                                         |                                    |                        | 1957               | Filmmusik                 |                                             | Lied aus dem Film Seven Hills of Rome                                                                                           |
| At the Hop                                  | Artie Singer, Johnny Medora & Dave White                              | Artie Singer, Johnny Medora & Dave White                              | Danny & the Juniors                | ABC Records            | 1957               | Rock                      |                                             | |
| Bernardine                                  | Johnny Mercer                                                         | Johnny Mercer                                                         | Pat Boone                          |                        | 1957               | Filmmusik                 |                                             | Lied aus dem Film Bernadine |
| Bertha Lou                                  | Johnny Burnette, John Marascalco                                      | Johnny Burnette, John Marascalco                                      | Johnny Faire                       | Surf Records           | 9. Dezember 1957   | Rockabilly                |                                             | |
| Big River                                   | Johnny Cash                                                           | Johnny Cash                                                           | Johnny Cash & Tennessee Two        |                        | März 1957          | Country                   | Sings the Songs That Made Him Famous        | |
| Blue Train                                  |                                                                       | John Coltrane                                                         | John Coltrane                      |                        | Dezember 1957      | Jazz                      |                                             | Jazz-Komposition vom Album Blue Train                                                                                           |
| Bony Moronie                                | Larry Williams                                                        | Larry Williams                                                        | Larry Williams                     |                        | 1957               | Rock                      |                                             | |
| Butterfly                                   | Bernie Lowe und Kal Mann                                              | Bernie Lowe und Kal Mann                                              | Charlie Gracie                     |                        | Januar 1957        | Rockabilly                |                                             | |
| Bye Bye Love                                | Felice & Boudleaux Bryant                                             | Felice & Boudleaux Bryant                                             | The Everly Brothers                | Cadence Records        | März 1957          | Rockabilly, Country, Rock | The Everly Brothers                         | |
| Ca, C’est L’Amour                           | Cole Porter                                                           | Cole Porter                                                           | Taina Elg                          |                        |                    | Pop                       |                                             | Lied aus dem Film Les Girls |
| Catch a Falling Star                        | Lee Pockriss & Paul Vance                                             | Lee Pockriss & Paul Vance                                             | Perry Como                         | RCA Victor             | 3. Dezember 1957   | Pop                       |                                             | |
| Chances Are                                 | Al Stillman                                                           | Robert Allen                                                          | Johnny Mathis                      | Columbia Records       | 12. August 1957    | Pop                       |                                             | |
| Chantez, Chantez                            | Albert Gamse                                                          | Irving Fields                                                         | Dinah Shore                        |                        | 1957               | Pop                       |                                             | |
| Cielo rojo                                  | Juan Záizar                                                           | Juan Záizar                                                           | Flor Silvestre                     |                        | 1957               | Pop                       |                                             | |
| Come Go with Me                             | Clarence E. Quick                                                     | Clarence E. Quick                                                     | The Del-Vikings                    |                        | Januar 1957        | Doo-Wop                   |                                             | |
| Cool                                        | Stephen Sondheim                                                      | Leonard Bernstein                                                     |                                    |                        | 1957               | Musical                   |                                             | Lied aus dem Musical West Side Story                                                                                            |
| Cruisin’                                    |                                                                       |                                                                       | Gene Vincent & His Blue Caps       |                        | 1957               | Pop                       |                                             | |
| Dark Moon                                   | Ned Miller                                                            | Ned Miller                                                            | Bonnie Guitar                      | Dot Records            | März 1957          | Country, Rock             |                                             | |
| Der lachende Vagabund                       | Jim Lowe                                                              | Jim Lowe                                                              | Fred Bertelmann                    | Electrola              | Oktober 1957       | Country                   |                                             | deutscher Coversong von Gambler’s Guitar                                                                                        |
| Der Mann mit dem Rock ’n’ Roll-Pullover     | Hans Hubberten                                                        | Hans Hubberten                                                        | Evelyn Künneke                     | Metronome              | 1957               | Pop                       |                                             | |
| Diana                                       | Paul Anka                                                             | Paul Anka                                                             | Paul Anka                          |                        | 20. Mai 1957       | Pop                       | Paul Anka                                   | |
| Do I Love You Because You’re Beautiful?     | Oscar Hammerstein II                                                  | Richard Rodgers                                                       |                                    |                        | 1957               | Musical                   |                                             | Lied aus dem Musical Cinderella                                                                                                 |
| Don’t You Rock Me Daddy-O                   | W. Whyton und F.W.Varley                                              | W. Whyton und F.W.Varley                                              | The Vipers Skiffle Group           |                        | 1957               | Skiffle                   |                                             | |
| Ein armer Mulero                            | Lotar Olias, Peter Moesser                                            | Lotar Olias, Peter Moesser                                            | Freddy Quinn                       | Polydor                | 1957               | Schlager                  |                                             | |
| Einmal in Tampico                           | Lotar Olias, Peter Moesser                                            | Lotar Olias, Peter Moesser                                            | Freddy Quinn                       | Polydor                | 1957               | Schlager                  | Freddy                                      | |
| Erev schel Schoschanim                      | Mosche Dor                                                            | Josef Hadar                                                           |                                    |                        | 1957               | Folk                      |                                             | hebräisches Liebeslied |
| Everybody’s Trying to Be My Baby            | Carl Perkins                                                          | Carl Perkins                                                          | Carl Perkins                       |                        | 24. Februar 1957   | Rock                      | Dance Album of…Carl Perkins                 | |
| Farther Up The Road                         | Don Robey, Joe Medwick Veasey                                         | Don Robey, Joe Medwick Veasey                                         | Bobby Blue Bland                   | Duke Records           | 1957               | Blues                     |                                             | |
| Fools Fall in Love                          | Jerry Leiber und Mike Stoller                                         | Jerry Leiber und Mike Stoller                                         | The Drifters                       | Atlantic Records       | März 1957          | R&B                       |                                             | |
| Four Walls                                  | George Campbell & Marvin Moore                                        | George Campbell & Marvin Moore                                        | Jim Reeves                         | RCA Victor             | 1957               | Country                   |                                             | |
| From a Jack to a King                       | Ned Miller                                                            | Ned Miller                                                            | Ned Miller                         | Fabor                  | 1957               | Country                   |                                             | |
| Gee, Officer Krupke                         | Stephen Sondheim                                                      | Leonard Bernstein                                                     |                                    |                        |                    | 1957                      | Musical                                     | Lied aus dem Musical West Side Story                                                                                            |
| Give My Love to Rose                        | Johnny Cash                                                           | Johnny Cash                                                           | Johnny Cash & Tennessee Two        | Sun Records            | 1957               | Country                   |                                             | |
| Goodnight My Someone                        | Meredith Willson                                                      | Meredith Willson                                                      |                                    |                        | 1957               | Musical                   |                                             | Lied aus dem Musical The Music Man                                                                                              |
| Great Balls of Fire                         | Jack Hammer & Otis Blackwell                                          | Jack Hammer & Otis Blackwell                                          | Jerry Lee Lewis                    | Sun Records            | 3. November 1957   | Rock                      |                                             | |
| Happy, Happy Birthday Baby                  | Margo Sylvia & Gilbert Lopez                                          | Margo Sylvia & Gilbert Lopez                                          | The Tune Weavers                   | Checker Records        | Juli 1957          | Country                   |                                             | |
| Heimatlos                                   | Lotar Olias, Peter Moesser                                            | Lotar Olias, Peter Moesser                                            | Freddy Quinn                       | Polydor                | 1957               | Schlager                  | Freddy                                      | |
| Hey Schoolgirl                              | Art Garfunkel                                                         | Paul Simon                                                            | Tom & Jerry                        |                        | 1957               | Pop                       |                                             | |
| Home of the Blues                           | Johnny Cash                                                           | Johnny Cash                                                           | Johnny Cash & Tennessee Two        | Sun Records            | 1957               | Country                   | Sings the Songs That Made Him Famous        | |
| Hula Love                                   | Buddy Knox                                                            | Buddy Knox                                                            | Buddy Knox with The Rhythm Orchids | Roulette Records       | August 1957        | Rockabilly                |                                             | adaptiert von Buddy Knox aus dem Lied My Hula Hula Love aus dem Jahr 1911                                                       |
| I Can’t Stop Loving You                     | Don Gibson                                                            | Don Gibson                                                            | Don Gibson                         | RCA Victor             | 3. Dezember 1957   | Country                   | Oh Lonesome Me                              | |
| I Feel Pretty                               | Stephen Sondheim                                                      | Leonard Bernstein                                                     |                                    |                        | 1957               | Musical                   |                                             | Lied aus dem Musical West Side Story                                                                                            |
| I Just Don’t Know                           | Joe Stone                                                             | Robert Allen                                                          | The Four Lads                      | Columbia Records       | 1957               | Pop                       |                                             | |
| I Like Your Kind of Love                    | Melvin Endsley                                                        | Melvin Endsley                                                        | Andy Williams                      | Cadence Records        | Mai 1957           | Pop                       |                                             | |
| I Remember Clifford                         | Benny Golson                                                          | Jon Hendricks                                                         | Donald Byrd                        | Columbia Records       | Januar 1957        | Jazz                      |                                             | Jazzstandard |
| I’m Coming Home                             | Lotar Olias, Peter Moesser, Paddy Roberts                             | Lotar Olias, Peter Moesser, Paddy Roberts                             | Freddy Quinn                       | Decca Records, Polydor | 1957               | Schlager                  |                                             | |
| I’m Sorry                                   | Buck Ram, Peter Tinturin und William W. „Billy“ White                 | Buck Ram, Peter Tinturin und William W. „Billy“ White                 | The Platters                       |                        | 1957               | Pop                       |                                             | |
| I’m Walkin’                                 | Fats Domino, Dave Bartholomew                                         | Fats Domino, Dave Bartholomew                                         | Fats Domino                        | Imperial Records       | 23. Februar 1957   | Rock                      |                                             | |
| Im Tröpferlbad                              | Erich Meder                                                           | Hans Lang                                                             | Pirron und Knapp                   |                        | 1957               | Schlager                  |                                             | Coversong des Liedes Aus Urfahr war mein Vorfahr aus dem Jahr 1940                                                              |
| Immer wieder lieb’ ich dich                 | Elvis Presley (Eng), Peter Moesser (Deu)                              | Elvis Presley                                                         | Gerhard Wendland                   | Polydor                | 1957               | Schlager                  |                                             | Coversong des Liedes Love Me Tender                                                                                             |
| In der Straßenbahn                          | Erich Meder                                                           | Hans Lang                                                             | Pirron und Knapp                   |                        | 1957               | Schlager                  |                                             | Coversong des Liedes Aus Urfahr war mein Vorfahr aus dem Jahr 1940                                                              |
| In My Own Little Corner                     | Oscar Hammerstein II                                                  | Richard Rodgers                                                       |                                    |                        | 1957               | Musical                   |                                             | Lied aus dem Musical Cinderella                                                                                                 |
| In the Middle of an Island                  | Ted Varnick & Nick Acquaviva                                          | Ted Varnick & Nick Acquaviva                                          | Tony Bennett                       |                        | 1957               | Pop                       |                                             | |
| Island in the Sun                           | Harry Belafonte & Irving L. Burgie                                    | Harry Belafonte & Irving L. Burgie                                    | Harry Belafonte                    |                        | Mai 1957           | Filmmusik                 | Belafonte Sings of the Caribbean            | Filmmusik des gleichnamigen Films aus dem Jahr 1957 mit James Mason und Harry Belafonte                                         |
| It’s Not for Me to Say                      | Robert Allen, Al Stillman                                             | Robert Allen, Al Stillman                                             | Johnny Mathis und Ray Conniff      | Columbia Records       | 25. Februar 1957   | Pop                       |                                             | |
| Jailhouse Rock                              | Jerry Leiber & Mike Stoller                                           | Jerry Leiber & Mike Stoller                                           | Elvis Presley                      |                        | 24. September 1957 | Rock                      | Elvis’ Golden Records                       | Titelsong des gleichnamigen Musikfilms mit Elvis Presley in der Hauptrolle                                                      |
| Jingle Bell Rock                            | Joseph Beal & James Boothe                                            | Joseph Beal & James Boothe                                            | Bobby Helms                        | Decca Records          | 28. November 1957  | Rock, Country             |                                             | |
| Just Between You and Me                     | Lee Cathy & Jack Keller                                               | Lee Cathy & Jack Keller                                               | The Chordettes                     | Cadence Records        | Juli 1957          | Pop                       |                                             | |
| Lida Rose                                   | Meredith Willson                                                      | Meredith Willson                                                      |                                    |                        | 1957               | Musical                   |                                             | Lied aus dem Musical The Music Man                                                                                              |
| Liechtensteiner Polka                       | Edmund Koetscher & Rudi Lindt                                         | Edmund Koetscher & Rudi Lindt                                         | Will Glahé and His Orchestra       | London Recordings      | September 1957     | Polka                     |                                             | |
| Lips of Wine                                | Shirley Wolfe                                                         | Sy Soloway                                                            | Andy Williams                      | Cadence Records        | September 1957     | Pop                       |                                             | |
| Little Bitty Pretty One                     | Bobby Day                                                             | Bobby Day                                                             | Thurston Harris and the Sharps     | Aladdin Records        | September 1957     | Pop                       |                                             | |
| Little Darlin’                              | Maurice Williams                                                      | Maurice Williams                                                      | The Diamonds                       | Mercury Records        | 8. Februar 1957    | Rock, Doo-Wop             |                                             | |
| Louie Louie                                 | Richard Berry                                                         | Richard Berry                                                         | Richard Berry & The Pharaohs       | Flip Records           | April 1957         | R&B                       |                                             | |
| Love Is a Golden Ring                       | Richard Dehr, Terry Gilkyson, Frank Miller                            | Richard Dehr, Terry Gilkyson, Frank Miller                            | Frankie Laine & The Easy Riders    | Columbia Records       | 1957               | Pop                       |                                             | |
| Loving You                                  | Jerry Leiber & Mike Stoller                                           | Jerry Leiber & Mike Stoller                                           | Elvis Presley                      | RCA Records            | 11. Juni 1957      | Pop                       |                                             | |
| Lucille                                     | Richard Penniman & Albert Collins                                     | Richard Penniman & Albert Collins                                     | Little Richard                     | Specialty Records      | Februar 1957       | Rock                      |                                             | |
| Lucky Lips                                  | Jerry Leiber & Mike Stoller                                           | Jerry Leiber & Mike Stoller                                           | Ruth Brown                         | Atlantic Records       | Januar 1957        | Pop                       |                                             | |
| Magic Moments                               | Hal David                                                             | Burt Bacharach                                                        | Perry Como                         | RCA Victor             | 1957               | Pop                       |                                             | |
| Mailman, Bring Me No More Blues             | Ruth Roberts, Bill Katz und Stanley Clayton                           | Ruth Roberts, Bill Katz und Stanley Clayton                           | Buddy Holly                        |                        | 20. Juni 1957      | Pop                       | Buddy Holly                                 | |
| Mama Look at Bubu                           | Harry Belafonte, Lord Burgess, Lord Melody                            | Harry Belafonte, Lord Burgess, Lord Melody                            | Harry Belafonte                    | RCA Victor             | März 1957          | Calypso                   |                                             | |
| March from the River Kwai                   | Malcolm Arnold                                                        | Malcolm Arnold                                                        | Orchester Mitch Miller             |                        | 1957               | Filmmusik                 |                                             | Lied für den Film The Bridge on the River Kwai (deutscher Titel: Die Brücke am Kwai)                                            |
| Matchbox                                    | Carl Perkins                                                          | Carl Perkins                                                          | Carl Perkins                       |                        | 24. Februar 1957   | Rockabilly                | Dance Album of … Carl Perkins               | |
| Mean Woman Blues                            | Claude Demetrius                                                      | Claude Demetrius                                                      | Elvis Presley                      | RCA Victor             | 20. Januar 1957    | Rock                      |                                             | |
| Mona                                        | Ellas McDaniel                                                        | Ellas McDaniel                                                        | Bo Diddley                         |                        | April 1957         | Rock                      |                                             | |
| My Special Angel                            | Jimmy Duncan                                                          | Jimmy Duncan                                                          | Bobby Helms                        | Decca Records          | 26. August 1957    | Country                   |                                             | |
| No Other Baby                               | Dickie Bishop, Bob Watson                                             | Dickie Bishop, Bob Watson                                             | Dickie Bishop and The Sidekicks    |                        | März 1957          | Pop                       |                                             | |
| Nouroog                                     |                                                                       | Charles Mingus                                                        | Charles Mingus                     |                        | 1957               | Jazz                      | A Modern Jazz Symposium Of Music And Poetry | Jazzkomposition |
| Oh, es riecht gut                           | Christel Ulbrich                                                      | Christel Ulbrich                                                      |                                    |                        | 1957               | Weihnachtslied            |                                             | Das Lied wird 1957 erstmals unter dem Titel Weihnachtsbäckerei in der Kinderzeitschrift Fröhlich sein und singen veröffentlicht |
| Oh Boy!                                     | Sunny West, Norman Petty & Bill Tilghman                              | Sunny West, Norman Petty & Bill Tilghman                              | The Crickets                       | Brunswick Records      | 27. Oktober 1957   | Rock, Rockabilly          |                                             | |
| Oh Lonesome Me                              | Don Gibson                                                            | Don Gibson                                                            | Don Gibson                         | RCA Victor             | Dezember 1957      | Country                   |                                             | |
| Old Cape Cod                                | Claire Rothrock, Milt Yakus & Allan Jeffrey                           | Claire Rothrock, Milt Yakus & Allan Jeffrey                           | Patti Page                         | Mercury Records        | 23. April 1957     | Pop                       |                                             | |
| One Hand, One Heart                         | Stephen Sondheim                                                      | Leonard Bernstein                                                     |                                    |                        | 1957               | Musical                   |                                             | Lied aus dem Musical West Side Story                                                                                            |
| Parchman Farm                               | Mose Allison                                                          | Mose Allison                                                          | Mose Allison                       |                        | 1957               | Blues                     |                                             | |
| Party Doll                                  | Jimmy Bowen & Buddy Knox                                              | Jimmy Bowen & Buddy Knox                                              | Buddy Knox                         | Roulette Records       | 1957               | Rock, Rockabilly          |                                             | |
| Passing Strangers                           | Mel Mitchell, Stanley Applebaum                                       | Mel Mitchell, Stanley Applebaum                                       | Billy Eckstine und Sarah Vaughan   |                        | 1957               | Pop                       |                                             | |
| Peggy Sue                                   | Jerry Allison, Norman Petty & Buddy Holly                             | Jerry Allison, Norman Petty & Buddy Holly                             | Buddy Holly                        | Coral Records          | 20. September 1957 | Rock                      | Buddy Holly                                 | Der Rolling Stone führt das Lied auf Platz 194 der Liste der „500 besten Songs aller Zeiten.“                                   |
| Put a Light in the Window                   | Rhoda Roberts                                                         | Kenny Jacobson                                                        | The Four Lads                      | Columbia Records       | 1957               | Pop                       |                                             | |
| Rainbow                                     | Russ Hamilton                                                         | Russ Hamilton                                                         | Russ Hamilton                      | Oriole Records         | März 1957          | Pop                       |                                             | |
| Raunchy                                     |                                                                       | William E. Justis Jr & Sidney Manker                                  | Bill Justis                        |                        | 23. September 1957 | Rock                      | Cloud 9                                     | |
| Reet Petite                                 | T. Carlo, Berry Gordy                                                 | T. Carlo, Berry Gordy                                                 | Jackie Wilson                      | Brunswick Records      | August 1957        | Pop                       |                                             | |
| Remember You’re Mine                        | Bernie Lowe, Kal Mann                                                 | Bernie Lowe, Kal Mann                                                 | Pat Boone                          | Dot Records            | Juli 1957          | Rock                      |                                             | |
| Rock and Roll Music                         | Chuck Berry                                                           | Chuck Berry                                                           | Chuck Berry                        | Chess Records          | September 1957     | Rock                      |                                             | |
| Rocking Pneumonia And The Boogie Boogie Flu | Huey „Piano“ Smith                                                    | Huey „Piano“ Smith                                                    | Huey „Piano“ Smith                 | Ace Records            | August 1957        | Rock                      |                                             | |
| Rock-A-Billy                                | Woody Harris & Eddie V. Deane                                         | Woody Harris & Eddie V. Deane                                         | Guy Mitchell                       | Columbia Records       | 11. März 1957      | Rockabilly                |                                             | |
| Santa, Bring My Baby Back (To Me)           | Claude Demetrius & Aaron Schroeder                                    | Claude Demetrius & Aaron Schroeder                                    | Elvis Presley                      | RCA Victor             | 1957               | Rock                      |                                             | |
| School Day                                  | Chuck Berry                                                           | Chuck Berry                                                           | Chuck Berry                        | Chess Records          | März 1957          | Rock, R&B                 |                                             | |
| Searchin’                                   | Jerry Leiber & Mike Stoller                                           | Jerry Leiber & Mike Stoller                                           | The Coasters                       |                        | März 1957          | Rock, R&B, Doo Wop        | The Coasters                                | |
| Send for Me                                 | Ollie Jones                                                           | Ollie Jones                                                           | Nat King Cole                      | Capitol Records        | 6. Juni 1957       | R&B, Soul                 |                                             | |
| Send Me Some Lovin’                         |                                                                       |                                                                       | Little Richard                     | Specialty Records      | Februar 1957       | Rock, Blues               | Little Richard                              | |
| Seventy-Six Trombones                       | Meredith Willson                                                      | Meredith Willson                                                      |                                    |                        | 1957               | Musical                   |                                             | Lied aus dem Musical The Music Man                                                                                              |
| Short Fat Fannie                            | Larry Williams                                                        | Larry Williams                                                        | Larry Williams                     | Specialty Records      | 1957               | Rock                      |                                             | |
| Silhouettes                                 | Frank Slay & Bob Crewe                                                | Frank Slay & Bob Crewe                                                | The Rays                           |                        | 1957               | Doo Wop                   |                                             | |
| Sind die Lichter angezündet                 | Erika Engel                                                           | Hans Sandig                                                           |                                    | Eterna                 | 1957               | Weihnachtslied            |                                             | |
| Something’s Coming                          | Stephen Sondheim                                                      | Leonard Bernstein                                                     |                                    |                        | 1957               | Musical                   |                                             | Lied aus dem Musical West Side Story                                                                                            |
| Somewhere                                   | Stephen Sondheim                                                      | Leonard Bernstein                                                     |                                    |                        | 1957               | Musical                   |                                             | Lied aus dem Musical West Side Story                                                                                            |
| Star-Crossed Lovers                         |                                                                       | Duke Ellington und Billy Strayhorn                                    | Duke Ellington und Billy Strayhorn |                        | 1957               | Jazz                      |                                             | Instrumental; Jazzstandard |
| Sure to Fall (In Love with You)             | Carl Perkins/Bill Cantrell/Quinton Claunch                            | Carl Perkins/Bill Cantrell/Quinton Claunch                            | Carl Perkins                       |                        | 1957               | Pop                       | Dance Album of Carl Perkins                 | |
| Susie Q                                     | Dale Hawkins, Stan Lewis und Eleanor Broadwater                       | Dale Hawkins, Stan Lewis und Eleanor Broadwater                       | Dale Hawkins                       | Checker Records        | Mai 1957           | Rock, Rockabilly          |                                             | |
| Tammy                                       | Ray Evans                                                             | Jay Livingston                                                        | Debbie Reynolds                    | Coral Records          | Juni 1957          | Filmmusik                 |                                             | Lied aus dem Film Tammy and the Bachelor; Oscarnominierung 1958 in der Kategorie „Bester Song“                                  |
| (Let Me Be Your) Teddy Bear                 | Kal Mann & Bernie Lowe                                                | Kal Mann & Bernie Lowe                                                | Elvis Presley                      | RCA Victor             | 11. Juni 1957      | Filmmusik                 |                                             | Lied aus dem Film Loving You |
| Telefon, Telefon                            | Ralph Maria Siegel                                                    | Friedrich Meyer                                                       | Margot Hielscher                   |                        | 1957               | Schlager                  |                                             | deutscher Beitrag zum Eurovision Song Contest 1957                                                                              |
| That’ll Be the Day                          | Buddy Holly, Norman Petty & Jerry Allison                             | Buddy Holly, Norman Petty & Jerry Allison                             | The Crickets                       | Brunswick Records      | Juli 1957          | Rock, Rockabilly          |                                             | |
| The Day the Rains Came                      | (Eng) Carl Sigman (Fr) Pierre Delanoë                                 | Gilbert Bécaud                                                        |                                    |                        | 1957               | Pop                       |                                             | |
| The First Time Ever I Saw Your Face         | Ewan MacColl                                                          | Ewan MacColl                                                          | Peggy Seeger                       |                        | 1957               | Folk                      |                                             | |
| The Story of My Life                        | Hal David                                                             | Burt Bacharach                                                        | Marty Robbins                      | Columbia Records       | November 1957      | Country                   |                                             | |
| The Stroll                                  | Nancy Lee & Clyde Otis                                                | Nancy Lee & Clyde Otis                                                | The Diamonds                       | Mercury Records        | 2. Dezember 1957   | Rock                      |                                             | |
| The Twelfth of Never                        | Paul Francis Webster                                                  | Jerry Livingston                                                      | Johnny Mathis                      | Columbia Records       | 12. August 1957    | Pop                       |                                             | |
| Tie Me Kangaroo Down, Sport                 | Rolf Harris                                                           | Rolf Harris                                                           | Rolf Harris                        | Epic Records           | 1957               | Folk, Pop                 |                                             | |
| Till                                        | Carl Sigman, Charles Sananes & Pierre Buisson                         | Carl Sigman, Charles Sananes & Pierre Buisson                         | Roger Williams                     | Kapp Records           | Oktober 1957       | Pop                       |                                             | |
| Till There Was You                          | Meredith Willson                                                      | Meredith Willson                                                      | Robert Preston und Barbara Cook    |                        | 1957               | Musical                   | The Music Man                               | Lied aus dem Musical The Music Man                                                                                              |
| Tonight                                     | Stephen Sondheim                                                      | Leonard Bernstein                                                     |                                    |                        | 1957               | Musical                   |                                             | Lied aus dem Musical West Side Story                                                                                            |
| Treat Me Nice                               | Jerry Leiber & Mike Stoller                                           | Jerry Leiber & Mike Stoller                                           | Elvis Presley                      | RCA Victor             | 24. September 1957 | Rock, R&B                 |                                             | |
| Trouble (In River City)                     | Meredith Willson                                                      | Meredith Willson                                                      | Robert Preston                     |                        | 1957               | Musical                   |                                             | Lied aus dem Musical The Music Man                                                                                              |
| Twenty-six Miles                            | Bruce Bell & Glen Larson                                              | Bruce Bell & Glen Larson                                              | The Four Preps                     | Capitol Records        | 1957               | Pop                       |                                             | |
| Wake Up Little Susie                        | Felice & Boudleaux Bryant                                             | Felice & Boudleaux Bryant                                             | The Everly Brothers                | RCA Victor             | 2. September 1957  | Pop                       | The Everly Brothers                         | |
| Walking Along                               | Milton Love, Winston Willis, Bobby Baylor, Monte Owens und Pat Gaston | Milton Love, Winston Willis, Bobby Baylor, Monte Owens und Pat Gaston | The Solitaires                     | Argo Records           | 1957               | Doo Wop                   |                                             | |
| Wer das vergisst                            | Lotar Olias, Peter Moesser                                            | Lotar Olias, Peter Moesser                                            | Freddy Quinn                       | Polydor                | 1957               | Schlager                  | Fernweh und Sehnsucht                       | |
| White Silver Sands                          | Charles G. Matthews & Gladys Reinhardt                                | Charles G. Matthews & Gladys Reinhardt                                | Don Rondo                          | Jubilee Records        | Juni 1957          | Pop                       |                                             | |
| Whole Lotta Shakin’ Goin’ On                | Dave Williams & Sunny David                                           | Dave Williams & Sunny David                                           | Jerry Lee Lewis                    | Sun Records            | 15. April 1957     | Rock, R&B                 |                                             | Coversong des gleichnamigen Liedes von Big Maybelle aus dem Jahr 1955                                                           |
| Why Baby Why                                | Luther Dixon & Larry Harrison                                         | Luther Dixon & Larry Harrison                                         | Pat Boone                          | Dot Records            | Februar 1957       | Pop                       |                                             | |
| Why Don’t They Understand                   | Jack Fishman, Joe Henderson                                           | Jack Fishman, Joe Henderson                                           | George Hamilton IV                 | ABC-Paramount          | Oktober 1957       | Pop                       |                                             | |
| Wild Is the Wind                            | Ned Washington                                                        | Dimitri Tiomkin                                                       | Johnny Mathis                      |                        | 11. November 1957  | Filmmusik                 |                                             | Lied aus dem Film Wild ist der Wind                                                                                             |
| Witchcraft                                  | Carolyn Leigh                                                         | Cy Coleman                                                            | Frank Sinatra                      | Capitol Records        | 23. Dezember 1957  | Jazz, Pop                 |                                             | |
| Wo meine Sonne scheint                      | Lord Burgess und Harry Belafonte                                      | Lord Burgess und Harry Belafonte                                      | Caterina Valente                   |                        | 1957               | Schlager                  |                                             | deutsche Coverversionen des Liedes Island in the Sun                                                                            |
| Yes Tonight, Josephine                      | Winfield Scott & Dorothy Goodman                                      | Winfield Scott & Dorothy Goodman                                      | Johnnie Ray                        |                        | 1957               | Pop                       |                                             | |
| Young And Beautiful                         | Aaron Schroeder und Abner Silver                                      | Aaron Schroeder und Abner Silver                                      | Elvis Presley                      | RCA Victor             | Oktober 1957       | Rock                      |                                             | Lied aus dem Film Jailhouse Rock                                                                                                |

### Alben
| Album                                                       | Interpret                                                | Label                                       | Veröffentlichung   | Genre                            | Weitere Informationen |
| ----------------------------------------------------------- | -------------------------------------------------------- | ------------------------------------------- | ------------------ | -------------------------------- | --------------------- |
| A Blowin’ Session                                           | Johnny Griffin                                           | Blue Note Records                           | September 1957     | Jazz                             |                       |
| A Christmas Story                                           | Bing Crosby                                              | Golden Records                              | Oktober 1957       | Pop                              |                       |
| A Closer Walk with Thee                                     | Pat Boone                                                | Dot Records                                 | 1957               | Jazz, Pop                        |                       |
| A Jolly Christmas from Frank Sinatra                        | Frank Sinatra                                            | Capitol Records                             | 21. September 1957 | Jazz, Pop                        |                       |
| A Midnight Session with the Jazz Messengers                 | Art Blakey                                               | Elektra                                     | Mai 1957           | Jazz                             |                       |
| A Modern Jazz Symposium of Music and Poetry                 | Charles Mingus                                           | Bethlehem Records                           | 1957               | Jazz                             |                       |
| A Swinging Introduction to Jimmy Knepper                    | Jimmy Knepper                                            | Bethlehem Records/Affinity/JVC              | 1957               | Jazz                             |                       |
| A Swingin’ Affair!                                          | Frank Sinatra                                            | Capitol Records                             | 1957               | Jazz, Pop                        |                       |
| About the Blues                                             | Julie London                                             | Liberty                                     | Juni 1957          | Jazz, Blues                      |                       |
| After Glow                                                  | Carmen McRae                                             | Decca Records                               | 1957               | Jazz                             |                       |
| After School Session                                        | Chuck Berry                                              | Chess                                       | 1957               | Rock                             |                       |
| All Day Long                                                | Kenny Burrell                                            | Prestige Records                            | 1957               | Jazz                             |                       |
| An Evening with Belafonte                                   | Harry Belafonte                                          | RCA Victor                                  | 1957               | Folk, World & Country            |                       |
| Anita Sings the Most                                        | Anita O’Day                                              | Verve Records                               | 1957               | Jazz, Pop                        |                       |
| April in Paris                                              | Count Basie                                              | Verve Records                               | April 1957         | Jazz                             |                       |
| Art Pepper Meets the Rhythm Section                         | Art Pepper                                               | Contemporary Records                        | Juli 1957          | Jazz                             |                       |
| At the Gate of Horn                                         | Odetta                                                   | Tradition Records                           | Oktober 1957       | Blues, Folk, World & Country     |                       |
| Bags’ Groove                                                | Miles Davis                                              | Prestige Records                            | 1957               | Jazz                             |                       |
| Belafonte Sings of the Caribbean                            | Harry Belafonte                                          | RCA Victor                                  | 1957               | Pop, Folk, World & Country       |                       |
| Bing with a Beat                                            | Bing Crosby                                              | RCA Victor                                  | September 1957     | Jazz, Pop                        |                       |
| Bird on 52nd St.                                            | Charlie Parker                                           | Debut, Jazz Workshop, Fantasy, OJC, Concord | 1957               | Jazz                             |                       |
| Birth of the Cool                                           | Miles Davis                                              | Capitol Records                             | 1957               | Jazz                             |                       |
| Blossom Dearie                                              | Blossom Dearie                                           | Verve Records                               | 1957               | Jazz, Pop                        |                       |
| Blue Starr                                                  | Kay Starr                                                | RCA Victor                                  | 1957               | Jazz, Pop                        |                       |
| Blue Train                                                  | John Coltrane                                            | Blue Note Records                           | 1957               | Jazz                             |                       |
| Bone & Bari                                                 | Curtis Fuller                                            | Blue Note Records                           | 1957               | Jazz                             |                       |
| Boy Meets Girl                                              | Sammy Davis Jr. und Carmen McRae                         | Decca Records                               | 1957               | Jazz                             |                       |
| Brilliant Corners                                           | Thelonious Monk                                          | Riverside Records                           | April 1957         | Jazz                             |                       |
| Bud! The Amazing Bud Powell (Vol. 3)                        | Bud Powell                                               | Blue Note Records                           | 1957               | Jazz                             |                       |
| Calypso – is like so…                                       | Robert Mitchum                                           | Capitol Records                             | 1957               | Calypso                          |                       |
| Close to You                                                | Frank Sinatra                                            | Capitol Records                             | Januar 1957        | Jazz, Pop                        |                       |
| Coltrane                                                    | John Coltrane                                            | Prestige Records                            | September 1957     | Jazz                             |                       |
| Concerto for Clarinet & Combo                               | Shelly Manne & His Men mit dem Klarinettisten Bill Smith | Fantasy Records                             | 1957               | Jazz                             |                       |
| Cookin’ with the Miles Davis Quintet                        | Miles Davis                                              | Prestige Records                            | 1957               | Jazz                             |                       |
| Count Basie at Newport                                      | Count Basie                                              | Verve Records                               | 1. November 1957   | Jazz                             |                       |
| Criollísima                                                 | Aldemaro Romero                                          | RCA Victor                                  | 1957               | Latin, Folk, World & Country     |                       |
| Day by Night                                                | Doris Day                                                | Columbia Records                            | 1957               | Jazz, Pop                        |                       |
| Dedicated to You                                            | The “5” Royales                                          | King Records                                | 1957               | Blues                            |                       |
| Die große Chance                                            | Freddy Quinn                                             | Polydor                                     | 1957               | Schlager                         | EP                    |
| Dinner Music for People Who Aren't Very Hungry              | Spike Jones                                              | Verve Records                               | 1957               | Pop                              |                       |
| Double Play!                                                | Russ Freeman & André Previn                              | Contemporary Records                        | 1957               | Jazz                             |                       |
| Dream Street                                                | Peggy Lee                                                | Decca Records                               | 1957               | Jazz                             |                       |
| Drum Suite                                                  | Art Blakey                                               | Columbia Records                            | Juni 1957          | Jazz                             |                       |
| Ella and Louis Again                                        | Ella Fitzgerald & Louis Armstrong                        | Verve Records                               | 1957               | Jazz                             |                       |
| Ella Fitzgerald Sings the Duke Ellington Song Book          | Ella Fitzgerald & Duke Ellington                         | Verve Records                               | 1957               | Jazz                             |                       |
| Elvis’ Christmas Album                                      | Elvis Presley                                            | RCA Records                                 | 15. Oktober 1957   | Rock, Pop                        |                       |
| Exotica                                                     | Martin Denny                                             | Liberty Records                             | 1957               | Jazz, Pop, Folk, World & Country |                       |
| Fernweh und Sehnsucht                                       | Freddy Quinn & Horst-Wende-Tanzsolisten                  | Polydor                                     | 1957               | Schlager                         | EP                    |
| Flute Soufflé                                               | Herbie Mann                                              | Prestige Records                            | 1957               | Jazz                             |                       |
| Gene Vincent and the Blue Caps                              | Gene Vincent                                             | Capitol Records                             | 1957               | Rockabilly                       |                       |
| Gil Evans and Ten                                           | Gil Evans                                                | Prestige Records                            | 1957               | Jazz                             |                       |
| Hard Bop                                                    | Art Blakely and the Jazz Messengers                      | Columbia Records                            | 1957               | Jazz                             |                       |
| Here’s Little Richard                                       | Little Richard                                           | Specialty Records                           | März 1957          | Rock                             |                       |
| Hi-Fi in Focus                                              | Chet Atkins                                              | RCA Victor                                  | Oktober 1957       | Country                          |                       |
| Hymns We Love                                               | Pat Boone                                                | Dot Records                                 | 1957               | Pop                              |                       |
| I Love John Frigo...He Swings                               | Johnny Frigo                                             | Mercury Records                             | 1957               | Jazz                             | Debüt                 |
| In Las Vegas                                                | Johnnie Ray                                              | Columbia Records                            | 1957               | Pop                              |                       |
| Interplay for 2 Trumpets and 2 Tenors                       | John Coltrane                                            | Prestige Records                            | 1957               | Jazz                             |                       |
| Jackie’s Pal                                                | Jackie McLean                                            | Prestige Records                            | 1957               | Jazz                             |                       |
| Jazz by Sun Ra                                              | Sun Ra                                                   | Transition Records, Delmark Records         | 1957               | Jazz                             |                       |
| Jazz in 3/4 Time                                            | Max Roach                                                | Mercury Records                             | 1957               | Jazz                             |                       |
| Jazz Mood                                                   | Yusef Lateef                                             | Savoy Records                               | 1957               | Jazz                             |                       |
| Jim Edward, Maxine and Bonnie Brown                         | The Browns                                               | RCA Victor                                  | 1957               | Country                          | Debüt                 |
| Johnny Cash With His Hot and Blue Guitar                    | Johnny Cash                                              | Sun Records                                 | 1957               | Country                          | Debüt                 |
| Julie                                                       | Julie London                                             | Liberty Records                             | 1957               | Jazz, Pop                        |                       |
| Just One of Those Things                                    | Nat King Cole                                            | Capitol Records                             | 1957               | Jazz, Pop                        |                       |
| Jutta Hipp With Zoot Sims                                   | Jutta Hipp                                               | Blue Note Records                           | Februar 1957       | Jazz                             |                       |
| Kenton with Voices                                          | Stan Kenton                                              | Capitol Records                             | 1957               | Jazz                             |                       |
| Lawrence Welk Plays Dixieland                               | Lawrence Welk                                            | Coral Records                               | 1957               | Jazz                             |                       |
| Like Someone in Love                                        | Ella Fitzgerald                                          | Verve Records                               | Dezember 1957      | Jazz, Pop                        |                       |
| Louis and the Angels                                        | Louis Armstrong                                          | Decca Records                               | 1957               | Jazz                             |                       |
| Love Is the Thing                                           | Nat King Cole                                            | Capitol Records                             | 1957               | Jazz, Soul                       |                       |
| Love, Gloom, Cash, Love                                     | Herbie Nichols                                           | Bethlehem, Affinity (Charly)                | 1957               | Jazz                             |                       |
| Loving You                                                  | Elvis Presley                                            | RCA Victor                                  | Juli 1957          | Rock                             |                       |
| Mad Thad                                                    | Thad Jones                                               | Period Records                              | 1957               | Jazz                             |                       |
| Make Love to Me                                             | Julie London                                             | Liberty Records                             | 1957               | Jazz, Pop                        |                       |
| Mal/2                                                       | Mal Waldron                                              | Prestige Records                            | November 1957      | Jazz                             |                       |
| Mating Call                                                 | Tadd Dameron                                             | Prestige Records                            | März 1957          | Jazz                             |                       |
| Meets the Rhythm Section                                    | Art Pepper                                               | Contemporary Records                        | Juli 1957          | Jazz                             |                       |
| Mel Tormé’s California Suite                                | Mel Tormé                                                | Bethlehem Records                           | 1957               | Jazz                             |                       |
| Miguel                                                      | Dalida                                                   | Barclay                                     | 1957               | Chanson                          |                       |
| Miles Ahead                                                 | Miles Davis                                              | Columbia Records                            | 1957               | Jazz                             |                       |
| Mingus Three                                                | Charles Mingus                                           | Jubilee Records                             | 1957               | Jazz                             |                       |
| Monk’s Music                                                | Thelonious Monk                                          | Riverside/OJC                               | 1957               | Jazz                             |                       |
| Moondreams                                                  | Dick Haymes                                              | Capitol Records                             | 1957               | Jazz, Pop                        |                       |
| Mulligan Meets Monk                                         | Gerry Mulligan und Thelonious Monk                       | Riverside Records                           | 1957               | Jazz                             |                       |
| My Love Serenade                                            | The Ames Brothers                                        | Coral Records                               | 1957               | Pop                              |                       |
| New Tricks                                                  | Bing Crosby                                              | Decca Records                               | 1957               | Jazz                             |                       |
| Now Hear This                                               | The Hi-Lo’s                                              | Columbia Records                            | September 1957     | Jazz                             |                       |
| Once Over Lightly                                           | Jo Stafford                                              | Philips                                     | 1957               | Jazz                             |                       |
| One Dozen Roses                                             | The Mills Brothers                                       | Decca Records                               | 1957               | Jazz                             |                       |
| One O’Clock Jump                                            | Count Basie Orchestra, Ella Fitzgerald & Joe Williams    | Columbia Records                            | Juni 1957          | Jazz                             |                       |
| Orgy in Rhythm                                              | Art Blakey                                               | Blue Note Records                           | Mai 1957           | Jazz                             |                       |
| Pat                                                         | Pat Boone                                                | London Records                              | 1957               | Rock, Pop                        |                       |
| Pat Boone Sings Irving Berlin                               | Pat Boone                                                | Dot Records                                 | 1957               | Pop                              |                       |
| Patsy Cline                                                 | Patsy Cline                                              | Decca Records                               | 5. August 1957     | Folk, Country                    |                       |
| Plenty Valente!                                             | Caterina Valente                                         | Polydor                                     | 1957               | Jazz, Pop                        |                       |
| Pretty Baby                                                 | Dean Martin                                              | Capitol Records                             | 17. Juni 1957      | Jazz                             |                       |
| Quand on n’a que l’amour                                    | Jacques Brel                                             | Impact                                      | 1957               | Chanson                          |                       |
| Ray Charles                                                 | Ray Charles                                              | Atlantic Records                            | 1957               | Funk, Soul                       |                       |
| Ray Price Sings Heart Songs                                 | Ray Price                                                | Columbia Records                            | 1957               | Folk, Country                    |                       |
| Ricky                                                       | Ricky Nelson                                             | Imperial Records                            | 1957               | Rock, Rockabilly                 | Debüt                 |
| Ring around Rosie                                           | The Hi-Lo’s                                              | Columbia Records                            | 1957               | Jazz, Pop                        |                       |
| Rockin’                                                     | Frankie Laine                                            | Columbia Records                            | 1957               | Jazz, Pop                        |                       |
| Rockin’ the Oldies                                          | Bill Haley & His Comets                                  | Decca Records                               | 1957               | Rock                             |                       |
| ’Round About Midnight                                       | Miles Davis                                              | Columbia Records                            | 1957               | Jazz                             |                       |
| Sammy Swings                                                | Sammy Davis Jr.                                          | Decca Records                               | 27. Mai 1957       | Pop                              |                       |
| Sidney Bechet/Martial Solal                                 | Sidney Bechet                                            | Disques Vogue, Swing                        | 1957               | Jazz                             |                       |
| Son nom est Dalida                                          | Dalida                                                   | Barclay                                     | 1957               | Pop                              |                       |
| Songs of Scotland                                           | Jo Stafford                                              | Columbia Records                            | 1957               | Pop                              |                       |
| Song of the Islands                                         | Marty Robbins                                            | Columbia Records                            | 1957               | Folk, Country                    |                       |
| Sophisticated Swing                                         | Cannonball Adderley                                      | EmArcy                                      | 1957               | Jazz                             |                       |
| Strictly Powell                                             | Bud Powell                                               | RCA Victor                                  | 1957               | Jazz                             |                       |
| Such Sweet Thunder                                          | Duke Ellington                                           | Columbia Records                            | 1957               | Jazz                             |                       |
| Suddenly It’s The Hi-Lo’s                                   | The Hi-Lo’s                                              | Columbia Records                            | 1957               | Jazz                             |                       |
| Super-Sonic Jazz                                            | Sun Ra                                                   | El Saturn, Impulse!, Evidence               | 1957               | Jazz                             |                       |
| Swingin’ Easy                                               | Sarah Vaughan                                            | EmArcy                                      | 1957               | Jazz                             |                       |
| Taylor’s Wailers                                            | Art Taylor                                               | Prestige Records                            | Dezember 1957      | Jazz                             |                       |
| Tenor Conclave                                              | Prestige All Stars                                       | Prestige Records                            | April 1957         | Jazz                             |                       |
| The Beat of My Heart                                        | Tony Bennett                                             | Columbia Records                            | 1957               | Jazz                             |                       |
| The Big Beat                                                | Johnnie Ray                                              | Columbia Records                            | 1957               | Jazz                             |                       |
| The "Chirping" Crickets                                     | Buddy Holly & The Crickets                               | Brunswick Records                           | 27. November 1957  | Rock, Pop                        | Debüt                 |
| The Clown                                                   | Charles Mingus                                           | Atlantic Records                            | 1957               | Jazz                             |                       |
| The Great Ray Charles                                       | Ray Charles                                              | Atlantic Records                            | August 1957        | Funk, Soul                       |                       |
| The Helen Morgan Story                                      | Gogi Grant                                               | RCA Victor                                  | 1957               | Soundtrack                       |                       |
| The Jazz Workshop                                           | George Russell                                           | RCA Victor                                  | 1957               | Jazz                             |                       |
| The John Lewis Piano                                        | John Lewis                                               | Atlantic Records                            | 1957               | Jazz                             |                       |
| The Jones Boys                                              | Thad Jones                                               | Period Records                              | 1957               | Jazz                             |                       |
| The Man I Love                                              | Peggy Lee                                                | Capitol Records                             | 1957               | Jazz, Pop                        |                       |
| The Opener                                                  | Curtis Fuller                                            | Blue Note Records                           | 1957               | Jazz                             |                       |
| The Pajama Game                                             | Doris Day                                                | Columbia Records                            | 12. August 1957    | Musical                          |                       |
| The Song of Robbins                                         | Marty Robbins                                            | Columbia Records                            | 1957               | Country                          |                       |
| The Sound of Sonny                                          | Sonny Rollins                                            | Riverside Records                           | 1957               | Jazz                             |                       |
| The Sounds of Christmas Harmony                             | Ames Brothers                                            | Coral Records                               | 1957               | Pop                              |                       |
| The Tatum Group Masterpieces Vol. 6                         | Art Tatum                                                | Verve, Pablo Records                        | 1957               | Jazz                             |                       |
| The Weavers at Carnegie Hall                                | The Weavers                                              | Vanguard                                    | 1957               | Folk, Country                    |                       |
| Thelonious Himself                                          | Thelonious Monk                                          | Riverside Records                           | 1957               | Jazz                             |                       |
| Thelonious Monk Quartet with John Coltrane at Carnegie Hall | Thelonious Monk Quartet mit John Coltrane                | Blue Note Records                           | 1957               | Jazz                             |                       |
| There’ll Always Be A Christmas                              | Ames Brothers                                            | RCA Victor                                  | 1957               | Pop, Folk, Country               |                       |
| Tony                                                        | Tony Bennett                                             | Columbia Records                            | Februar 1957       | Jazz, Pop                        |                       |
| Tormé Meets the British                                     | Mel Tormé                                                | Philips                                     | 1957               | Jazz, Pop                        |                       |
| Voilà Freddy!                                               | Freddy Quinn                                             | Polydor                                     | 1957               | Schlager                         | EP                    |
| Wailers                                                     | Art Taylor                                               | Prestige Records                            | Dezember 1957      | Jazz                             |                       |
| Walkin’                                                     | Miles Davis                                              | Prestige Records                            | 1957               | Jazz                             |                       |
| Way Out West                                                | Sonny Rollins                                            | Contemporary Records                        | 1957               | Jazz                             |                       |
| We Get Letters                                              | Perry Como                                               | RCA Victor                                  | 1957               | Jazz, Pop                        |                       |
| Where Are You?                                              | Frank Sinatra                                            | Capitol Records                             | 1957               | Pop                              |                       |
| With His Hot and Blue Guitar                                | Johnny Cash                                              | Sun Records                                 | 1957               | Country                          | Debüt                 |

## Musiktheater

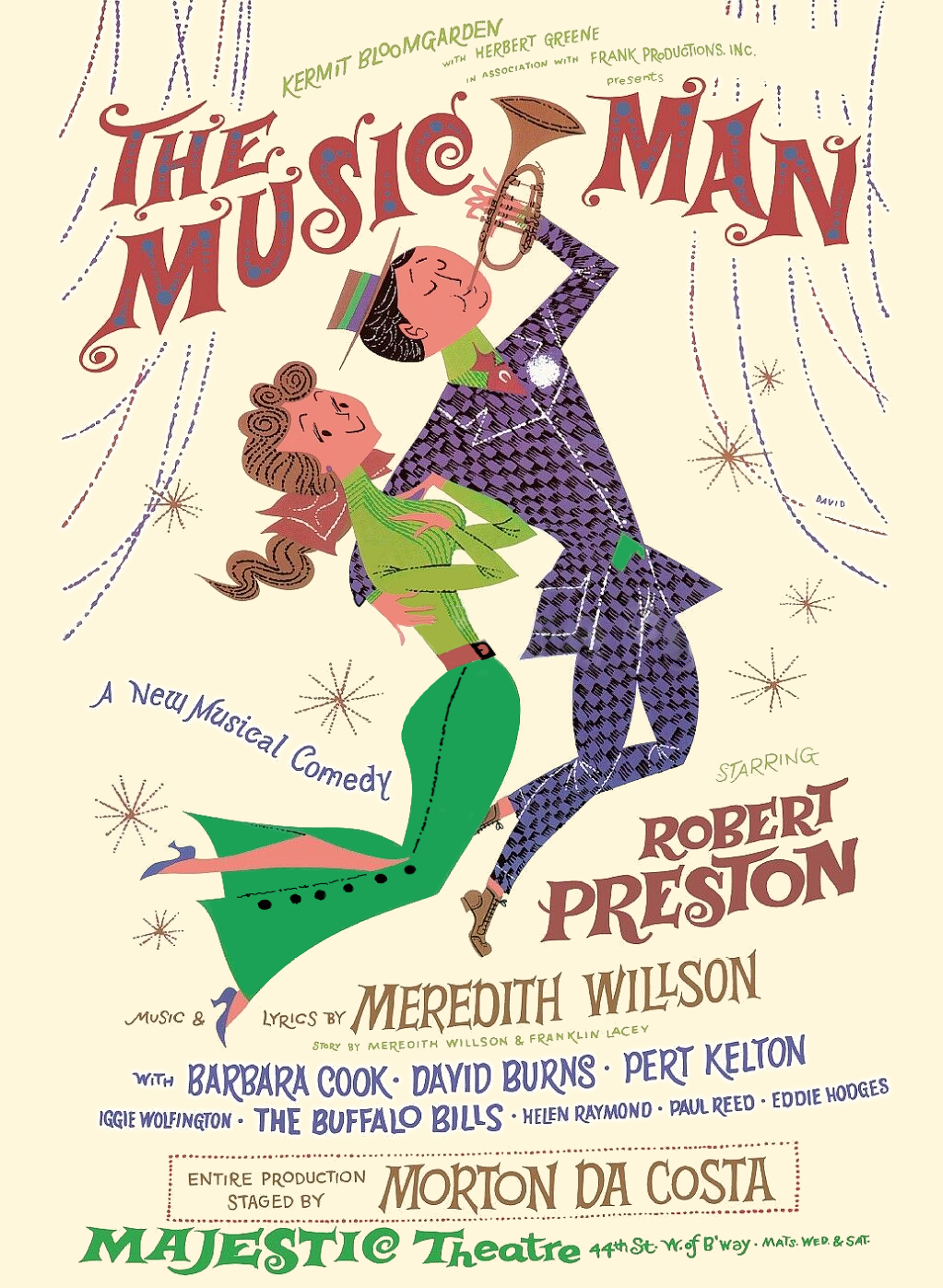
Poster des Musical The Music Man (1957)

### Musical (Auswahl)
| Datum Uraufführung / Wiederaufnahme | Musical          | Komponist                    | Buch und Liedtexte                                                                     | Theater                       | Ort           | Weitere Informationen                                   |
| ----------------------------------- | ---------------- | ---------------------------- | -------------------------------------------------------------------------------------- | ----------------------------- | ------------- | ------------------------------------------------------- |
| 20. Januar                          | Katharina Knie   | Mischa Spoliansky            | Carl Zuckmayer und Robert Gilbert (Buch) sowie Robert Gilbert (Liedtexte)              | Staatstheater am Gärtnerplatz | München       | Produktion in München                                   |
| 11. April                           | Zuleika          | Peter Tranchell              | James Ferman (Buch und Liedtexte)                                                      | Saville Theatre               | London        | Produktion in London; in der Hauptrolle Diane Cilento   |
| 04. Mai                             | New Girl in Town | Bob Merrill                  | George Abbott (Buch) und Bob Merrill (Liedtexte)                                       | 46th Street Theatre           | New York City | Broadway-Neuproduktion mit insgesamt 431 Vorstellungen  |
| 26. September                       | West Side Story  | Leonard Bernstein            | Arthur Laurents (Buch) und Stephen Sondheim (Liedtexte)                                | Winter Garden Theatre         | New York City | Broadway-Neuproduktion mit insgesamt 732 Vorstellungen  |
| 31. Oktober                         | Jamaica          | Harold Arlen                 | E. Y. Harburg und Fred Saidy (Buch) sowie E. Y. Harburg (Liedtexte)                    | Imperial Theatre              | New York City | Broadway-Neuproduktion                                  |
| 19. Dezember                        | The Music Man    | Meredith Willson             | Meredith Willson (Buch und Liedtexte)                                                  | Majestic Theatre              | New York City | Broadway-Neuproduktion mit insgesamt 1375 Vorstellungen |
|                                     | Brigadoon        | Frederick Loewe              | Alan Jay Lerner (Buch und Liedtexte)                                                   |                               | New York City | Broadway-Wiederaufnahme                                 |
|                                     | Damn Yankees     | Richard Adler und Jerry Ross | George Abbott und Douglas Wallop (Buch) sowie Richard Adler und Jerry Ross (Liedtexte) |                               | London        | Produktion in London                                    |
|                                     |                  |                              |                                                                                        | Saville Theatre               | London        | Produktion in London                                    |

### Oper und Operette (Auswahl)
| Datum der Uraufführung | Oper / Operette           | Komponist             | Libretto                                                  | Opernhaus                   | Ort           | Weitere Informationen                     |
| ---------------------- | ------------------------- | --------------------- | --------------------------------------------------------- | --------------------------- | ------------- | ----------------------------------------- |
| 26. Januar             | Dialogues des Carmélites  | Francis Poulenc       | Francis Poulenc                                           | Teatro alla Scala           | Mailand       |                                           |
| 09. Mai                | Der Revisor               | Werner Egk            | Werner Egk                                                | Schlosstheater Schwetzingen | Schwetzingen  |                                           |
| 09. Mai                | The Visitors              | Carlos Chávez Ramírez |                                                           |                             | New York City |                                           |
| 03. Juni               | Die Räuber                | Giselher Klebe        |                                                           |                             | Düsseldorf    |                                           |
| 06. Juni               | Moses und Aron            | Arnold Schönberg      | Arnold Schönberg                                          |                             | Zürich        | Uraufführung der szenischen Uraufführung  |
| 08. Juni               | Bluthochzeit              | Wolfgang Fortner      | Federico García Lorca in der Übersetzung von Enrique Beck |                             | Köln          |                                           |
| 09. Juli               | Simplicius Simplicissimus | Karl Amadeus Hartmann | Hermann Scherchen, Wolfgang Petzet, Karl Amadeus Hartmann | Nationaltheater Mannheim    | Mannheim      | Uraufführung der zweiten Fassung der Oper |
| 11. August             | Die Harmonie der Welt     | Paul Hindemith        | Paul Hindemith                                            | Münchner Staatstheater      | München       |                                           |
| 12. Oktober            | Hopsa                     | Paul Burkhard         | Paul Baudisch und Armin L. Robinson                       |                             | Wiesbaden     | Zweitfassung                              |
|                        | Tilman Riemenschneider    | Casimir von Pászthory | Dora von Pászthory                                        |                             | Basel         |                                           |

### Oratorium (Auswahl)
| Datum der Uraufführung | Oratorium        | Komponist  | Libretto                                    | Aufführungsort                        | Ort  | Weitere Informationen |
| ---------------------- | ---------------- | ---------- | ------------------------------------------- | ------------------------------------- | ---- | --------------------- |
|                        | Gilgamesch (Uhl) | Alfred Uhl | basiert auf dem sumerischen Gilgamesch-Epos | Goldener Saal des Wiener Musikvereins | Wien |                       |

### Ballett (Auswahl)
| Datum der Uraufführung | Oratorium                                                 | Komponist         | Libretto | Aufführungsort         | Ort  | Weitere Informationen                                      |
| ---------------------- | --------------------------------------------------------- | ----------------- | -------- | ---------------------- | ---- | ---------------------------------------------------------- |
| 08. Februar            | - Maratona. Ballettsuite für zwei Jazzbands und Orchester | Hans Werner Henze |          | Westdeutscher Rundfunk | Köln | Es spielt das Sinfonieorchester des WDR unter Hans Rosbaud |

## Klassische Musik

### Premieren (Auswahl)
| Datum der Uraufführung | Komponist                             | Komposition                                             | Ort                                |
| ---------------------- | ------------------------------------- | ------------------------------------------------------- | ---------------------------------- |
| 05. Januar             | Sergei Sergejewitsch Prokofjew        | 4. Sinfonie (2. Version)                                | Moskau                             |
| 25. Januar             | William Walton                        | Cellokonzert                                            | Boston                             |
| 08. Februar            | Hans Werner Henze                     | Maratona, Ballettsuite für zwei Jazzbands und Orchester | Köln                               |
| 08. März               | Eduard Tubin                          | Kontrabasskonzert                                       | Bogotá                             |
| 08. März               | Iannis Xenakis                        | Pithoprakta                                             | München, Musica Viva               |
| 15. März               | George Crumb                          | Cellosonate                                             | Ann Arbor                          |
| 25. März               | Edgar Bainton                         | 3. Sinfonie                                             | Sydney                             |
| 22. April              | Karlheinz Stockhausen                 | Klavierstück XI                                         | New York City, Carl Fischer Hall   |
| 24. April              | Luciano Berio                         | Mutazioni                                               | Mailand                            |
| 24. April              | Charles Ives                          | From the Salvation Army (Streichquartett Nr. 1)         | New York City                      |
| 10. Mai                | Dmitri Dmitrijewitsch Schostakowitsch | 2. Klavierkonzert                                       | Moskau                             |
| 01. Juni               | Matsudaira Yoritsune                  | Figures sonores                                         | Zürich, ISCM-Festival              |
| 20. Juni               | Tōru Takemitsu                        | Requiem für Streicher                                   | Tokio                              |
| 16. Juli               | Robert Simpson                        | 2. Sinfonie                                             | Cheltenham Music Festival          |
| 17. Juli               | Malcolm Arnold                        | Hornkonzert Nr. 2                                       | Cheltenham Music Festival          |
| 22. Juni               | Karl Amadeus Hartmann                 | 1. Symphonie. Versuch eines Requiems                    | Wien                               |
| 20. Juli               | Peter Maxwell Davies                  | Klarinettensonate                                       | Darmstadt, Darmstädter Ferienkurse |
| 24. August             | Heitor Villa-Lobos                    | Klavierkonzert Nr. 3                                    | Rio de Janeiro, Theatro Municipal  |
| 01. Oktober            | Edmund Rubbra                         | 7. Sinfonie                                             | Birmingham                         |
| 20. Oktober            | Luigi Nono                            | Varianti                                                | Donaueschingen, Musiktage          |
| 28. Oktober            | Jean Barraqué                         | Klaviersonate                                           | Paris                              |
| 30. Oktober            | Dmitri Dmitrijewitsch Schostakowitsch | 11. Sinfonie                                            | Moskau                             |
| 01. Dezember           | Igor Strawinsky                       | Agon                                                    | New York City                      |
| 10. Dezember           | Lars-Erik Larsson                     | Concertini: Nr. 4, für Fagott                           | Gothenburg                         |
| 00. 1957               | Bohuslav Martinů                      | Klaviersonate                                           | Düsseldorf                         |

### Kompositionen (Auswahl)
- Hugo Alfvén – Den förlorade sonen (Der verlorene Sohn), Ballett
- Malcolm Arnold
  - Sinfonie Nr. 3
  - The River Kwai March
  - Toy Symphony
- Luciano Berio – Serenata I
- Arthur Bliss – Discourse for orchestra
- Ernest Bloch
  - Cellosuite Nr. 3
  - Klavierquintett Nr. 2
- Pierre Boulez – Le Marteau sans maître (1953–55/1957)
- Benjamin Britten – Songs from the Chinese op. 58, Liederzyklus für hohe Stimme und Gitarre
- John Cage – Winter Music
- Aaron Copland – Orchestral Variations
- Pierre Gabaye – Boutade
- Henryk Górecki
  - Sonate für zwei Violinen, op. 10
  - Konzert für fünf Instrumente und Streichquartett, op. 11
- Gordon Jacob – Klavierkonzert Nr. 2
- Jørgen Jersild – 3 Madrigali
- Wojciech Kilar – Lullabies, Solokantaten für Sopran und sieben Instrumente
- Giselher Klebe – Konzert für Cello und Orchester
- Jan Klusák – Concerto grosso
- László Lajtha – Sinfonie Nr. 7 Révolution op. 63
- Bohuslav Martinů – Romance z pampelišek, H. 364
- Toshiro Mayuzumi – Phonologie Symphonique
- Ennio Morricone – Concerto, für Orchester
- Per Nørgård – Klaviersonate Nr. 2, op. 20
- Robin Orr – Rhapsody for string orchestra
- Walter Piston – Viola Concerto
- Allan Pettersson – Konzert für Streichorchester Nr. 3
- Francis Poulenc – Sonate für Flöte und Klavier
- Hilding Rosenberg – Streichquartette Nr. 8 – 12
- Edmund Rubbra – 7. Sinfonie C-Dur op. 88
- John Serry Sr. – Reeds in a Rush
- Roger Sessions – 3. Sinfonie
- Alfred Schnittke – Sinfonie Nr. 0
- Dmitri Dmitrijewitsch Schostakowitsch
  - 2. Klavierkonzert
  - 11. Sinfonie
- Elie Siegmeister – 3. Sinfonie
- Karlheinz Stockhausen – Gruppen Nr. 6 für 3 Orchestergruppen
- Tōru Takemitsu – Requiem for Strings
- Michael Tippett – 2. Sinfonie
- Vladimir Ussachevski – Metamorphosis
- Galina Iwanowna Ustwolskaja – Klaviersonate Nr. 4
- Ralph Vaughan Williams
  - Blake Songs (10)
  - 9. Sinfonie
- Heitor Villa-Lobos
  - Klavierkonzert Nr. 3
  - Streichquartett Nr. 17
  - 12. Sinfonie
- William Walton – Partita for Orchestra
- Mieczysław Weinberg – 4. Sinfonie
- Grace Williams – 2. Sinfonie
- Malcolm Williamson
  - A Vision of Beasts and Gods, Liederzyklus
  - Santiago de Espada, Ouvertüre für Orchester
  - 1. Sinfonie – Elevamini
- Iannis Xenakis – Achorripsis
- Bernd Alois Zimmermann
  - Canto di speranza
  - Die fromme Helene
  - Omnia tempus habent

## Film

### Filmmusik (Auswahl)
| Originaltitel                | deutscher Titel            | Besetzung                                                                                        | Regie            | Komponist         |
| ---------------------------- | -------------------------- | ------------------------------------------------------------------------------------------------ | ---------------- | ----------------- |
| 1984                         |                            | in den Hauptrollen Edmond O’Brien, Donald Pleasence, Jan Sterling und Michael Redgrave           | Michael Anderson | Malcolm Arnold    |
| Across the Bridge            | Die Brücke der Vergeltung  | in den Hauptrollen Rod Steiger und Bernard Lee                                                   | Ken Annakin      | James Bernard     |
| Blue Murder at St Trinian’s  |                            | in den Hauptrollen Terry-Thomas, George Cole, Joyce Grenfell, Lionel Jeffries und Richard Wattis | Frank Launder    | Malcolm Arnold    |
| Campbell’s Kingdom           | Gefährliches Erbe          | in den Hauptrollen Dirk Bogarde und Stanley Baker                                                | Ralph Thomas     | Muir Mathieson    |
| Lucky Jim                    | Volltreffer ins Glück      | in den Hauptrollen Ian Carmichael, Terry-Thomas und Hugh Griffith                                | John Boulting    | John Addison      |
| Night of the Demon           | Der Fluch des Dämonen      | in den Hauptrollen Dana Andrews, Peggy Cummins und Niall MacGinnis                               | Jacques Tourneur | Clifton Parker    |
| The Abominable Snowman       | Yeti, der Schneemensch     | in den Hauptrollen Peter Cushing, Forrest Tucker und Richard Wattis                              | Val Guest        | Humphrey Searle   |
| The Bridge on the River Kwai | Die Brücke am Kwai         | in den Hauptrollen William Holden, Jack Hawkins, Alec Guinness und Sessue Hayakawa               | David Lean       | Malcolm Arnold    |
| The Curse of Frankenstein    | Frankensteins Fluch        | in den Hauptrollen Peter Cushing und Christopher Lee                                             | Terence Fisher   | James Bernard     |
| The Naked Truth              | Die nackte Wahrheit        | in den Hauptrollen Terry-Thomas, Peter Sellers und Dennis Price                                  | Mario Zampi      | Stanley Black     |
| The Passionate Stranger      |                            | in den Hauptrollen Margaret Leighton und Ralph Richardson                                        | Muriel Box       | Humphrey Searle   |
| The Prince and the Showgirl  | Der Prinz und die Tänzerin | in den Hauptrollen Laurence Olivier und Marilyn Monroe                                           | Laurence Olivier | Richard Addinsell |

### Musikfilme (Auswahl)
| Originaltitel          | deutscher Titel                          | Besetzung                                                             | Regie                                 |
| ---------------------- | ---------------------------------------- | --------------------------------------------------------------------- | ------------------------------------- |
| Funny Face             | Ein süßer Fratz                          | in den Hauptrollen Fred Astaire und Audrey Hepburn                    | Stanley Donen                         |
| Jailhouse Rock         | Jailhouse Rock – Rhythmus hinter Gittern | in den Hauptrollen Elvis Presley, Judy Tyler und Mickey Shaughnessy   | Richard Thorpe                        |
| Les Girls              | Die Girls                                | in den Hauptrollen Gene Kelly, Mitzi Gaynor und Kay Kendall           | George Cukor                          |
| Let’s Be Happy         | Die Frau meiner Sehnsucht                | in den Hauptrollen Vera-Ellen, Tony Martin und Robert Flemyng         | Henry Levin                           |
| Loving You             | Gold aus heißer Kehle                    | in den Hauptrollen Elvis Presley, Lizabeth Scott und Wendell Corey    | Hal Kanter                            |
| Maya Bazar             |                                          | in den Hauptrollen Savithri, N.T. Rama Rao und S.V. Ranga Rao         | Kadiri Venkata Reddy                  |
| Pal Joey               |                                          | in den Hauptrollen Frank Sinatra, Rita Hayworth und Kim Novak         | George Sidney                         |
| Pardesi                | Fahrt über drei Meere                    | in den Hauptrollen Oleg Strischenow, Nargis und Balraj Sahni          | Khwaja Ahmad Abbas und Wassili Pronin |
| Silk Stockings         | Seidenstrümpfe                           | in den Hauptrollen Fred Astaire, Janis Paige und Cyd Charisse         | Rouben Mamoulian                      |
| The Good Companions    |                                          | in den Hauptrollen Eric Portman, Celia Johnson und Hugh Griffit       | J. Lee Thompson                       |
| The Pajama Game        | Picknick im Pyjama                       | in den Hauptrollen Doris Day Carol Haney und John Raitt               | George Abbott und Stanley Donen       |
| The Tommy Steele Story |                                          | in den Hauptrollen Tommy Steele, Humphrey Lyttelton und Chas McDevitt | Gerard Bryant                         |
| These Dangerous Years  | Es begann, als sie nein sagte            | in den Hauptrollen Frankie Vaughan, George Baker und Carole Lesley    | Herbert Wilcox                        |

### Musikdokumentationen (Auswahl)
| Originaltitel     | weitere Informationen   |
| ----------------- | ----------------------- |
| The Sound of Jazz | Jazz-TV-Sendung von CBS |

## Geboren

### Januar
- 01. Januar: Issei Noro, japanischer Gitarrist und Songwriter
- 03. Januar: Mark Atkins, australischer Musiker und Künstler
- 03. Januar: Dave Dobbyn, neuseeländischer Singer-Songwriter, Gitarrist und Produzent
- 04. Januar: Brian Roy Goble, kanadischer Singer-Songwriter (Subhumans and The Skulls) († 2014)

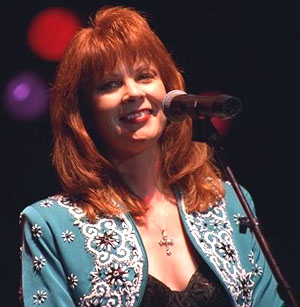
Patty Loveless; * 4. Januar

- 04. Januar: Patty Loveless, US-amerikanische Country-Sängerin
- 05. Januar: Maartin Allcock, britischer Multiinstrumentalist (Fairport Convention, Jethro Tull) († 2018)
- 05. Januar: Myra Melford, US-amerikanische Jazzpianistin und -komponistin
- 07. Januar: Hank Häberle, deutscher Country-Musiker († 2007)
- 07. Januar: Clarence Seay, US-amerikanischer Jazz-Bassist und Komponist
- 08. Januar: Christian Eggen, norwegischer Komponist, Pianist und Dirigent
- 12. Januar: Audronė Žigaitytė-Nekrošienė, litauische Komponistin, Musikpädagogin, -kritikerin und -journalistin
- 13. Januar: Colin Winski, US-amerikanischer Rockabilly-Sänger († 2007)
- 17. Januar: Nancy Argenta, kanadische Sopranistin
- 18. Januar: Bert Joris, belgischer Jazzmusiker (Trompete, Flügelhorn, Komposition)
- 18. Januar: Roman Schwaller, schweizerischer Tenorsaxophonist

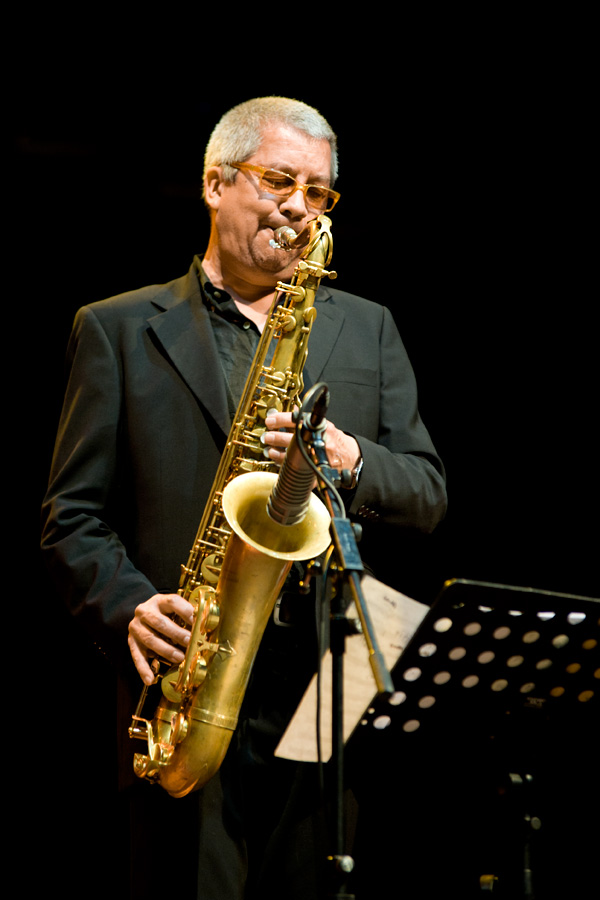
Andy Sheppard; * 20. Januar

- 20. Januar: Andy Sheppard, britischer Jazzsaxophonist
- 21. Januar: Alex Schillings, niederländischer Musiker und Dirigent
- 22. Januar: Michel Cusson, kanadischer Komponist
- 22. Januar: Jim Denley, australischer Improvisationsmusiker (Holzblasinstrumente, Komposition)
- 23. Januar: Earl Falconer, britischer Reggaebassist und Sänger (UB40)
- 24. Januar: Klaus Fiehe, deutscher Musiker und Hörfunkmoderator
- 24. Januar: Gabriel Valverde, argentinischer Komponist

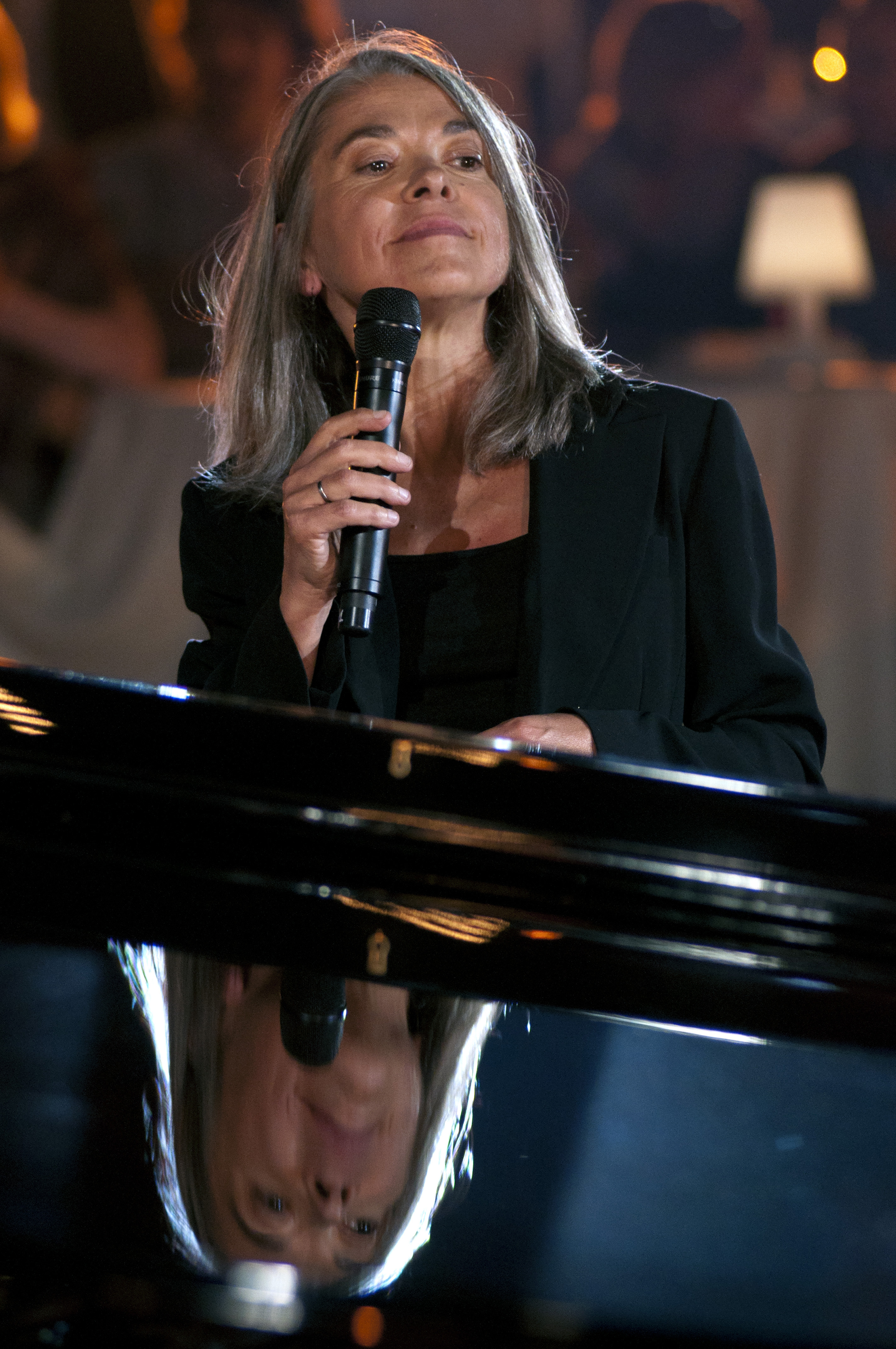
Sophia Domancich; * 25. Januar

- 25. Januar: Sophia Domancich, französische Jazzpianistin und Komponistin
- 26. Januar: Masamicz Amano, japanischer Komponist
- 27. Januar: Janick Gers, britischer Rockmusiker (Iron Maiden)
- 27. Januar: Klaus Heuser, deutscher Musiker und Produzent
- 28. Januar: Frédérique Spigt, niederländische Sängerin, Schauspielerin und Malerin
- 30. Januar: Janiva Magness, US-amerikanische Blues-, Soul- und Americana-Sängerin

### Februar
- 02. Februar: Tony Butler, britischer Bassist (Big Country)
- 03. Februar: Steven Stapleton, britischer Musiker, Maler und Illustrator (Nurse with Wound und Current 93)
- 04. Februar: Don Davis, US-amerikanischer Komponist
- 06. Februar: Matthew Best, britischer Dirigent († 2025)
- 06. Februar: Jin Hi Kim, koreanische Komungospielerin und Komponistin
- 06. Februar: Ferenc Snétberger, ungarischer Jazz-Gitarrist

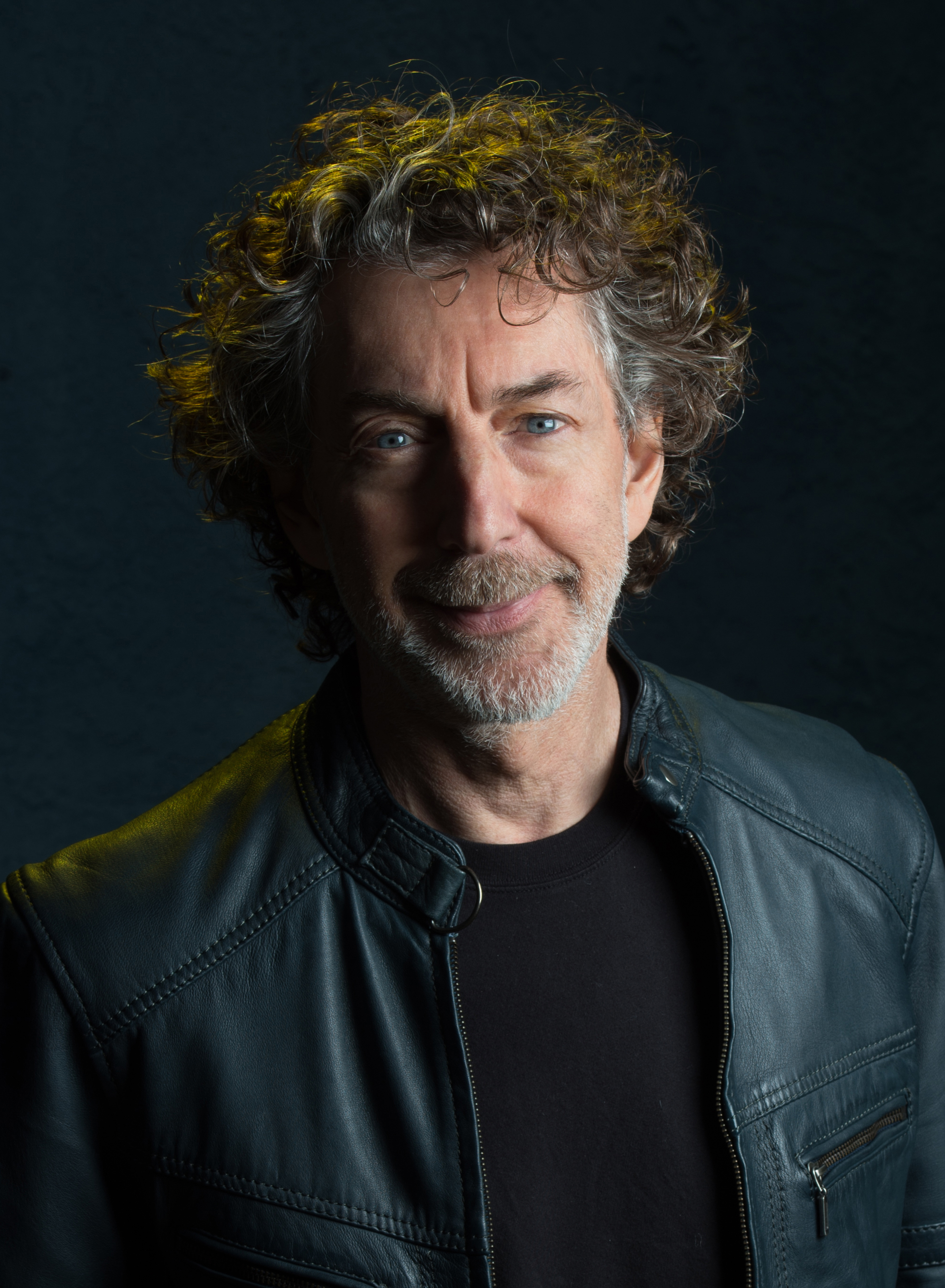
Simon Phillips; * 6. Februar

- 06. Februar: Simon Phillips, britischer Schlagzeuger
- 06. Februar: Ralph Thiekötter, deutscher Tonmeister
- 11. Februar: Oddmund Finnseth, norwegischer Jazzkontrabassist, Komponist und Musikpädagoge
- 13. Februar: Tony Butler, britischer Bassist (Big Country und On the Air)
- 13. Februar: Inger Marie Gundersen, norwegische Jazzsängerin und Komponistin
- 14. Februar: Tommy Campbell, US-amerikanischer Jazzschlagzeuger
- 14. Februar: Soile Isokoski, finnische Sopranistin
- 15. Februar: Heribert Klein, deutscher Journalist und Organist († 2005)
- 15. Februar: Herlin Riley, US-amerikanischer Jazzmusiker

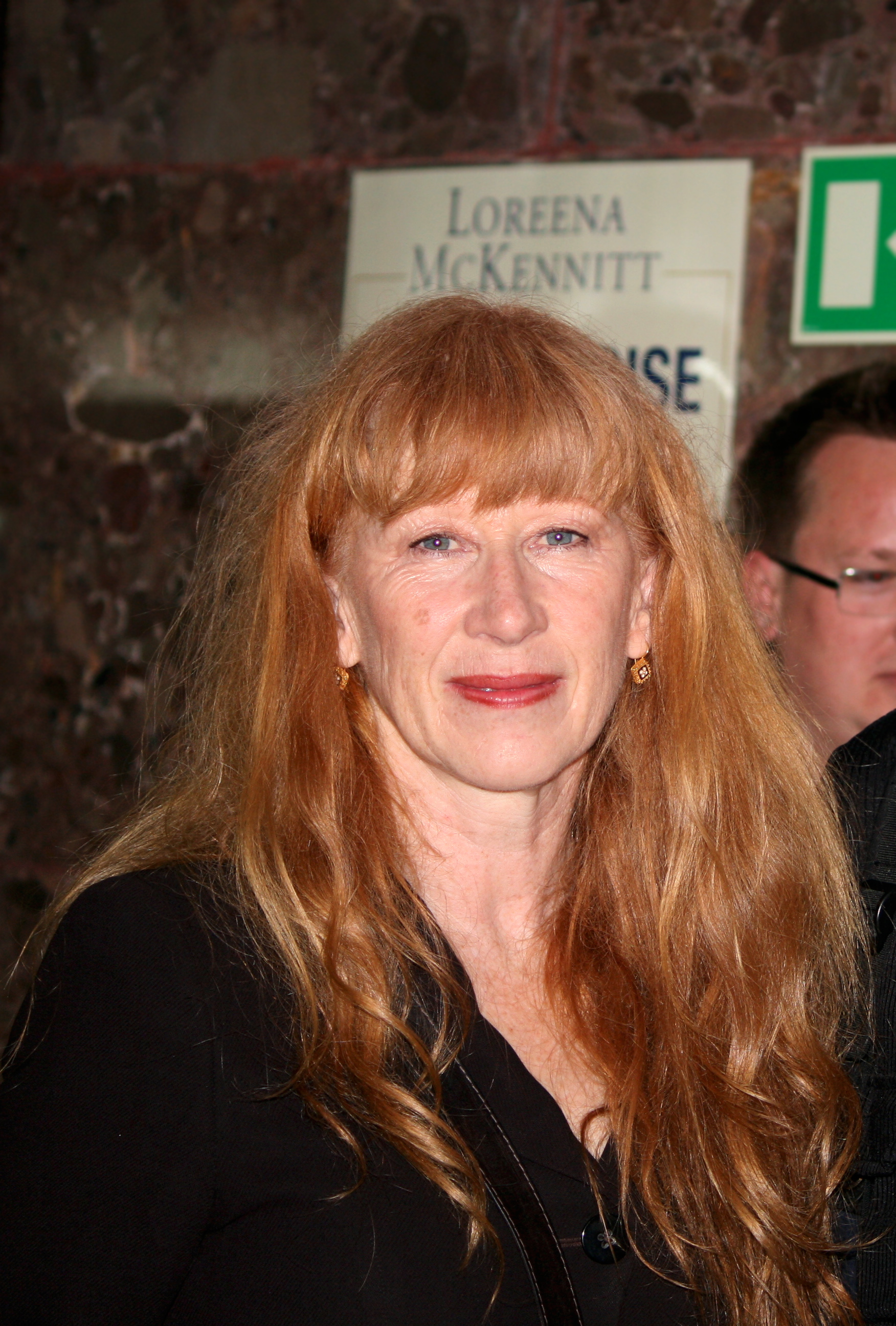
Loreena McKennitt; * 17. Februar

- 17. Februar: Loreena McKennitt, kanadische Musikerin und Komponistin

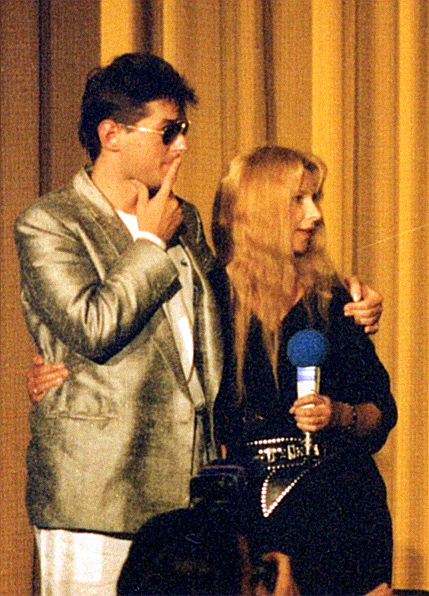
Falco; * 19. Februar

- 19. Februar: Falco, österreichischer Sänger, Musiker († 1998)
- 25. Februar: Aage Tanggaard, dänischer Jazzschlagzeuger
- 26. Februar: Ian Villafana, amerikanischer Gitarrist und Songwriter
- 27. Februar: Adrian Smith, britischer Rockmusiker (Iron Maiden und Urchin)
- 28. Februar: Phil Gould, britischer Schlagzeuger und Songwriter (Level 42)
- 28. Februar: Cindy Wilson, US-amerikanische Sängerin (The B-52’s)

### März
- 01. März: Ciguli, bulgarischer Tschalga-Sänger und Akkordeonist († 2014)
- 03. März: Mike Smith, US-amerikanischer Jazz-Saxophonist

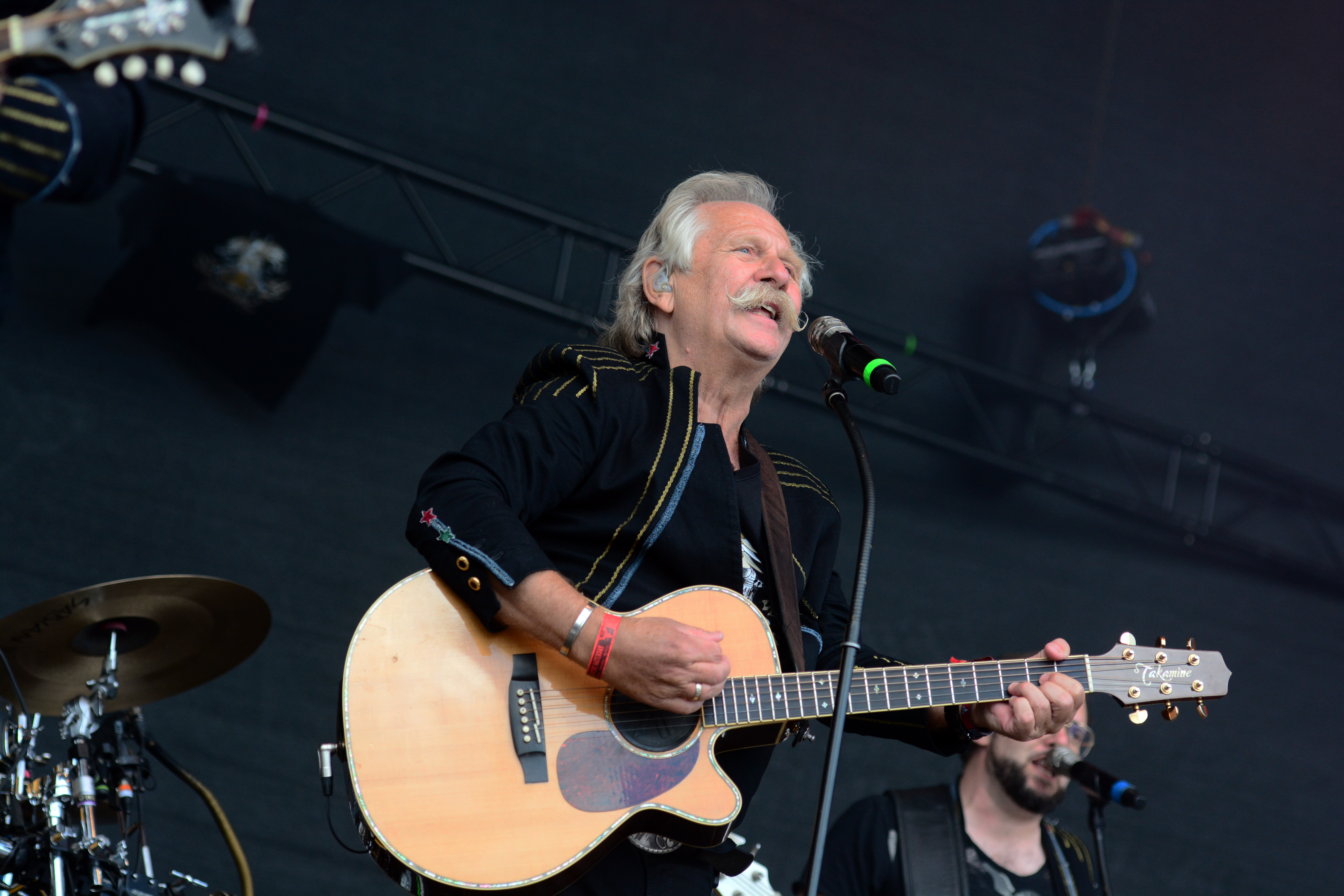
Henning Krautmacher; * 5. März

- 05. März: Henning Krautmacher, deutscher Sänger („Höhner“)
- 05. März: Mark E. Smith, britischer Sänger (The Fall) († 2018)
- 08. März: Clive Burr, britischer Musiker († 2013)
- 08. März: Billy Childs, US-amerikanischer Jazzpianist und Komponist
- 09. März: Mauro Bonifacio, italienischer Komponist, Dirigent und Musikpädagoge
- 09. März: Thomas Chapin, US-amerikanischer Jazzmusiker († 1998)
- 10. März: Mino Cinelu, französischer Jazz- und Pop-Schlagzeuger
- 12. März: Marlon Jackson, US-amerikanischer Sänger und Musiker (Jackson Five)
- 14. März: Max Neissendorfer, deutscher Jazzmusiker und Musikpädagoge († 2025)
- 14. März: Vanessa Rubin, US-amerikanische Jazzmusikerin
- 15. März: Henni Nachtsheim, deutscher Musiker, Comedian, Schriftsteller und Schauspieler
- 15. März: Kevin Tarte, US-amerikanischer Sänger
- 19. März: Øystein Sevåg, norwegischer New-Age-Musiker
- 19. März: Ovidijus Vyšniauskas, litauischer Sänger
- 21. März: John Whitfield, britischer Musiker und Dirigent
- 23. März: Michael Scheickl, österreichischer Komponist, Produzent und Chansonsänger
- 24. März: Martin Kolbe, deutscher Musiker
- 26. März: Paul Morley, britischer Musikjournalist
- 26. März: Wolfgang Ohmer, deutscher Musiker und Komponist
- 27. März: Clark Ross, kanadischer Komponist, Gitarrist und Musikpädagoge
- 29. März: Helmut Zerlett, deutscher Musiker, Komponist und Produzent
- 30. März: Dave Stryker, US-amerikanischer Jazzgitarrist

### April
- 02. April: Mark Alburger, US-amerikanischer Komponist, Dirigent und Musikjournalist († 2023)
- 03. April: Michalis Rakintzis, griechischer Popsänger und Komponist
- 04. April: Tom McClung, US-amerikanischer Jazzmusiker (Piano, Komposition) († 2017)
- 05. April: Armin Rühl, deutscher Schlagzeuger
- 06. April: Terje Mikkelsen, norwegischer Komponist
- 07. April: Yann-Fañch Kemener, französischer Sänger traditioneller bretonischer Musik, Musikethnologe († 2019)
- 08. April: Jean-Philippe Allard, französischer Musikproduzent († 2024)
- 09. April: André Manoukian, französischer Jazzpianist, Komponist, Arrangeur und Produzent
- 11. April: Jim Lauderdale, US-amerikanischer Country-Sänger und Songwriter
- 12. April: Larry Appelbaum, US-amerikanischer Musik-Bibliothekar, Musikjournalist und Jazzhistoriker († 2025)

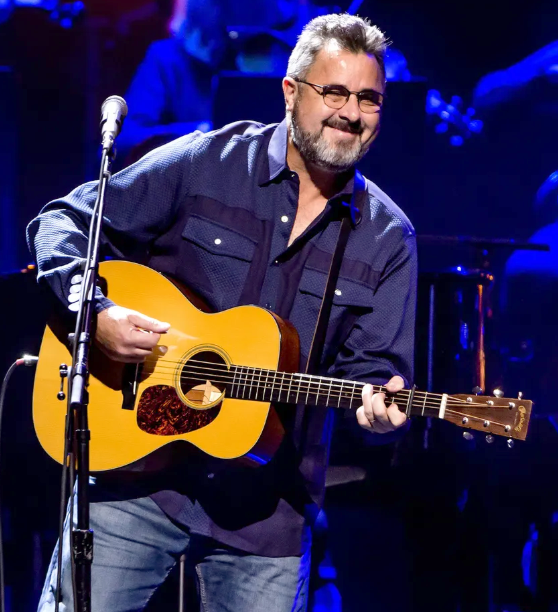
Vince Gill; * 12. April

- 12. April: Vince Gill, US-amerikanischer Country-Musiker
- 12. April: Wolfhard Pencz, deutscher Klarinettist und Hochschullehrer
- 14. April: Michail Pletnjow, russischer Pianist, Dirigent und Komponist
- 17. April: Afrika Bambaataa, US-amerikanischer Rapper
- 19. April: Tony Martin, britischer Rock-Sänger
- 21. April: Cor Mutsers, niederländischer Gitarrist
- 21. April: Nestor Torres, puerto-ricanischer Jazzflötist

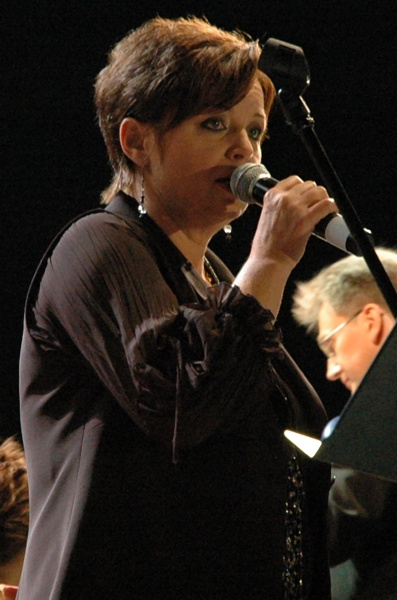
Hanna Banaszak; * 24. April

- 24. April: Hanna Banaszak, polnische Jazz- und Chansonsängerin, Songwriterin und Lyrikerin
- 24. April: Clif Magness, US-amerikanischer Sänger, Songwriter, Musikproduzent und Multiinstrumentalist
- 28. April: Wilma Landkroon, niederländische Sängerin
- 28. April: Benny Schnier, deutscher Schlagersänger, Schauspieler und Moderator
- 28. April: Christopher Young, US-amerikanischer Komponist
- 28. April: Adrian Utley, britischer Gitarrist und Produzent (Portishead)

### Mai

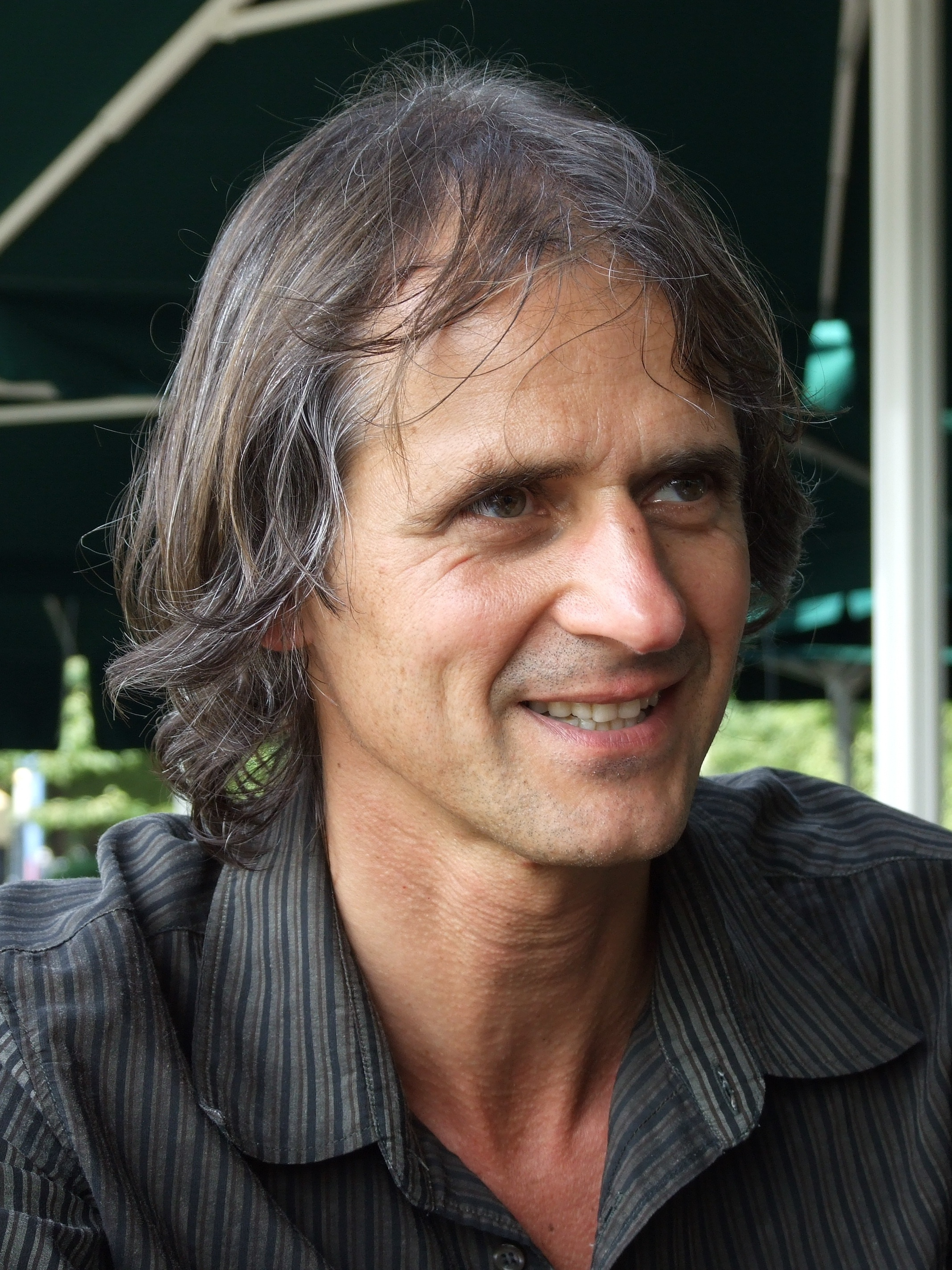
Markus Stockhausen; * 2. Mai

- 02. Mai: Markus Stockhausen, deutscher Trompeter und Komponist
- 05. Mai: Johannes Schaedlich, deutscher Jazz-Bassist und Komponist
- 07. Mai: Alexander Bürkle, deutscher Humanmediziner und Toxikologe sowie Organist
- 07. Mai: Karen Lynne Deal, US-amerikanische Dirigentin
- 08. Mai: Marie Myriam, französische Sängerin portugiesischer Abstammung
- 10. Mai: Carleen Anderson, US-amerikanische Sängerin
- 10. Mai: Sid Vicious, britischer Punkrock-Musiker (Sex Pistols) († 1979)
- 11. Mai: Manfred Hausleitner, österreichischer Schlagzeuger
- 12. Mai: Aribert Günzler, deutscher Pianist, Dirigent, Autor und Komponist
- 13. Mai: Simone Drexel, Schweizer Sängerin
- 14. Mai: Daniela Dessì, italienische Opernsängerin, Sopranistin († 2016)
- 14. Mai: Martin Litton, britischer Jazzpianist
- 14. Mai: Oliver Simon, deutscher Sänger († 2013)
- 18. Mai: Michael Cretu, rumänischer Musikproduzent
- 22. Mai: Anne Grete Preus, norwegische Sängerin und Gitarristin
- 22. Mai: Hege Schøyen, norwegische Schauspielerin und Sängerin
- 26. Mai: Klaus Pruenster, österreichischer Musiker

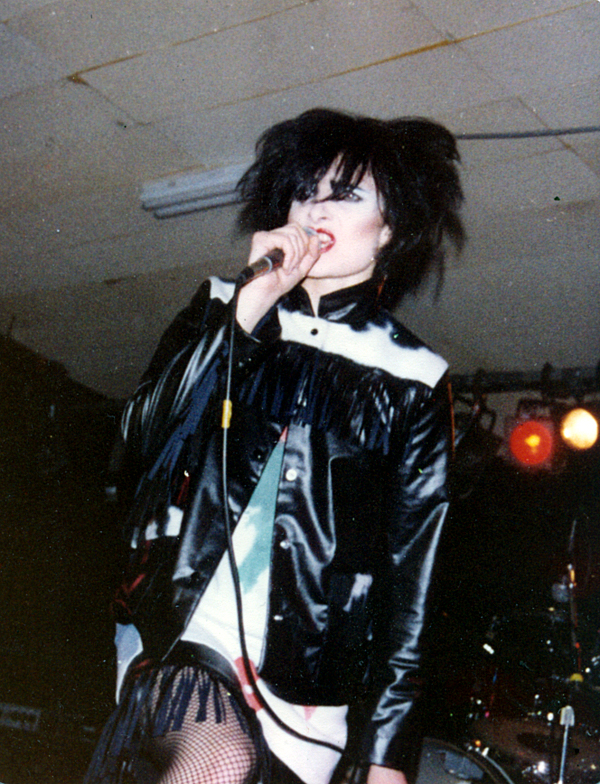
Siouxsie Sioux; * 27. Mai

- 27. Mai: Siouxsie Sioux, britische Sängerin, Musikerin und Songwriterin (Siouxsie and the Banshees)
- 29. Mai: Lynne Arriale, US-amerikanische Jazz-Pianistin und Hochschullehrerin
- 29. Mai: Big George, britischer Musiker († 2011)
- 30. Mai: Oxana Bilosir, ukrainische Sängerin und Politikerin, Kulturministerin der Ukraine
- 30. Mai: Peter Niklas Wilson, deutscher Jazzbassist und Musikwissenschaftler († 2003)

### Juni
- 01. Juni: Carlos Duarte, venezolanischer Komponist und Pianist († 2003)

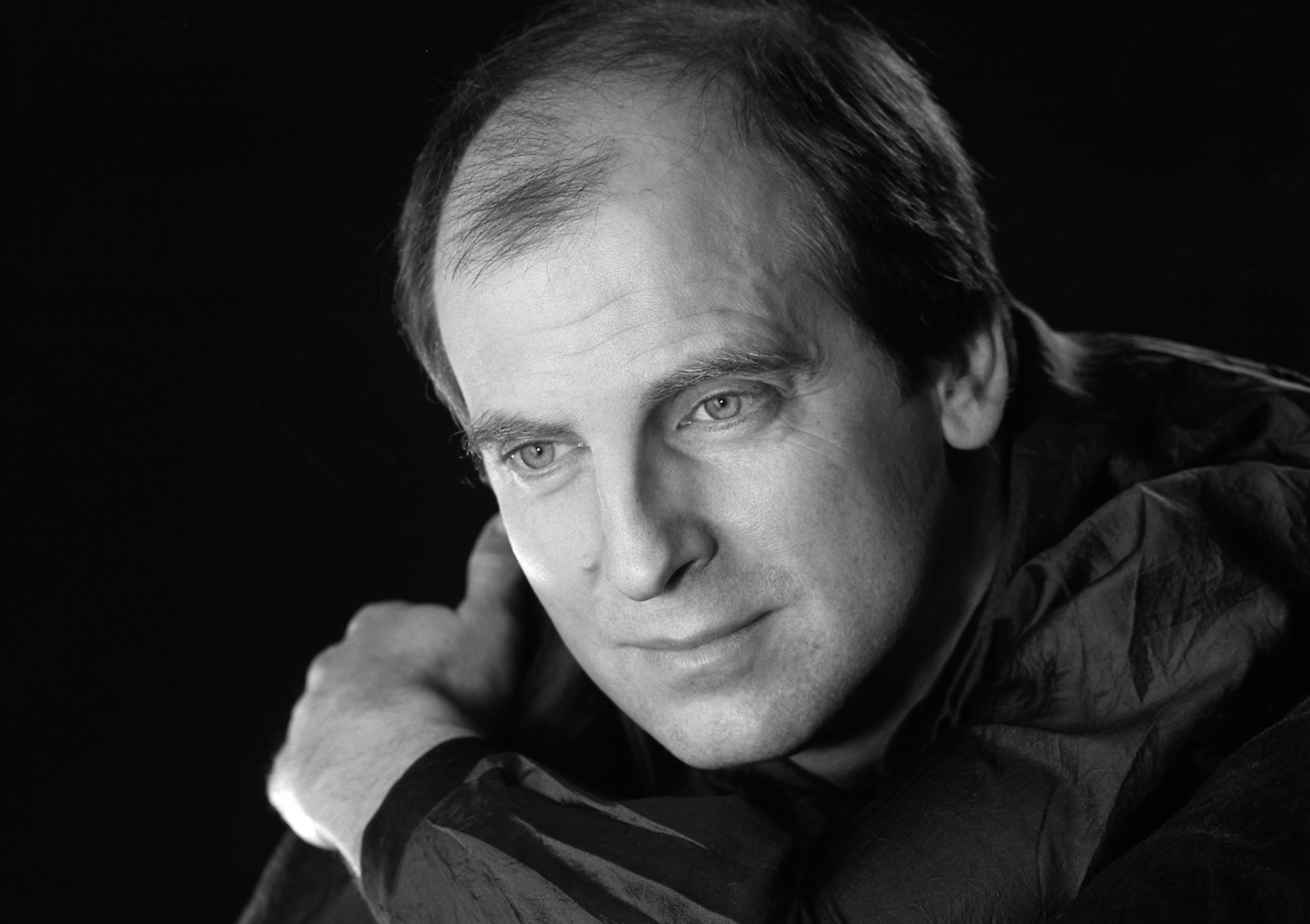
Werner Ehrhardt; * 2. Juni

- 02. Juni: Werner Ehrhardt, deutscher Violinist und Dirigent
- 02. Juni: Bobby Sanabria, US-amerikanischer Jazzmusiker (Schlagzeug, Perkussion, Arrangement)
- 03. Juni: Mark Chung, deutscher Musiker und Musikverleger
- 04. Juni: Beverley Johnston, kanadische Perkussionistin
- 05. Juni: Christian Broecking, deutscher Musikwissenschaftler und Publizist († 2021)
- 05. Juni: Enrico Ruggeri, italienischer Sänger, Songwriter, Schriftsteller und Fernsehmoderator
- 07. Juni: Juan Luis Guerra, dominikanischer Sänger, Gitarrist und Komponist
- 07. Juni: Paddy McAloon, britischer Sänger und Songwriter (Prefab Sprout)

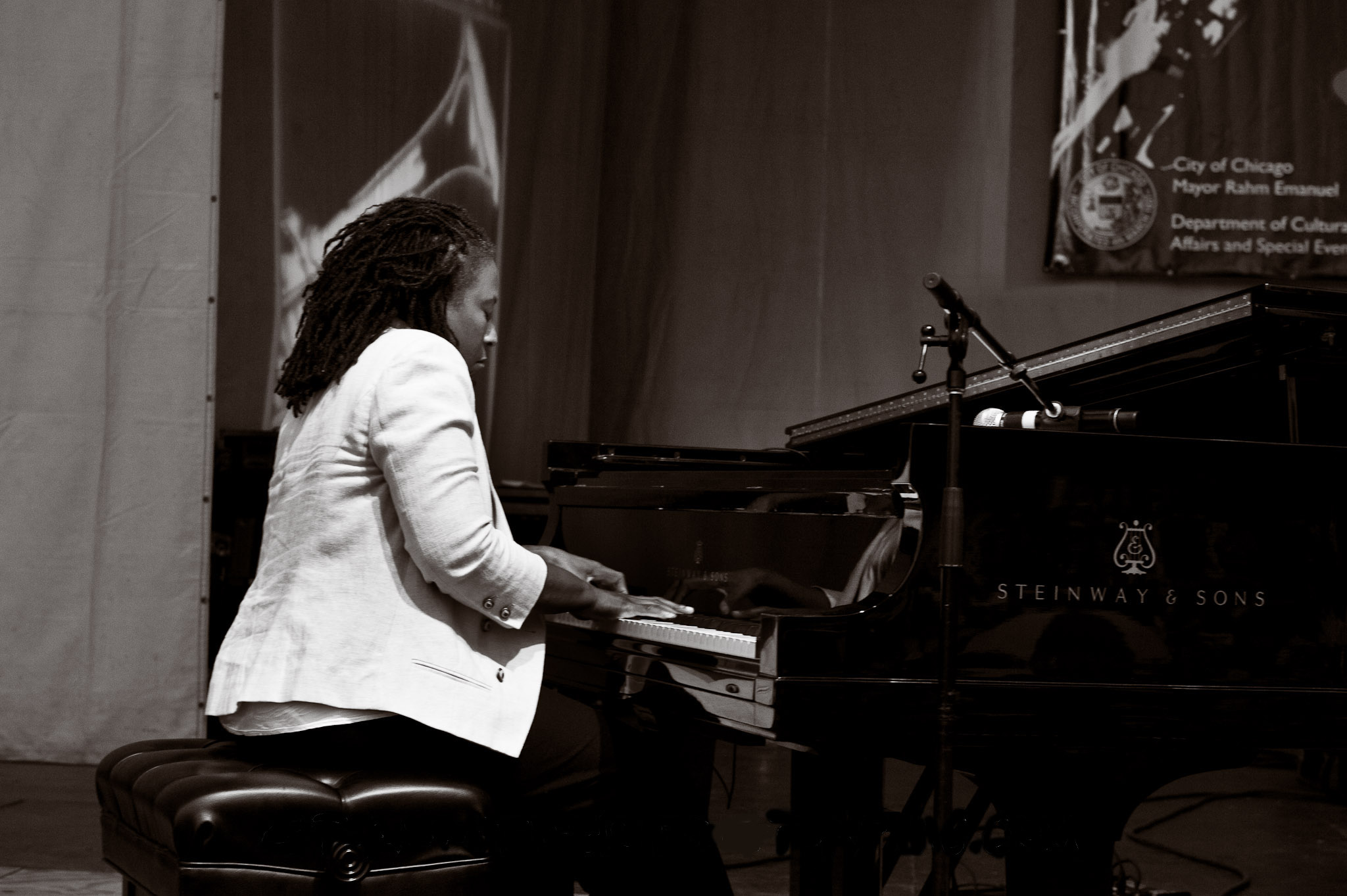
Geri Allen; * 12. Juni

- 12. Juni: Geri Allen, US-amerikanische Jazz-Pianistin († 2017)
- 13. Juni: Rolf Brendel, deutscher Schlagzeuger
- 14. Juni: Maxi Jazz, britischer Rapper, Sänger und Songwriter (Faithless) († 2022)
- 15. Juni: Brad Gillis, US-amerikanischer Gitarrist (Night Ranger)
- 16. Juni: Jüri Alperten, estnischer Dirigent († 2020)

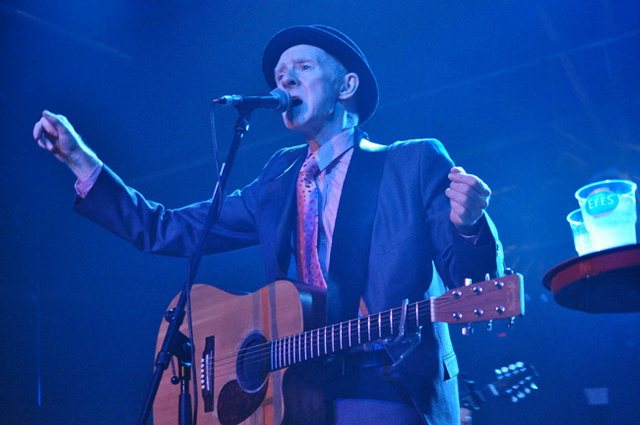
Philip Chevron; * 17. Juni

- 17. Juni: Phil Chevron, irischer Musiker und Songwriter (The Pogues) († 2013)
- 17. Juni: Martin Dillon, US-amerikanischer Tenor und Musikpädagoge († 2005)
- 17. Juni: Tom Varner, US-amerikanischer Jazzmusiker
- 21. Juni: Mark Brzezicki, britischer Schlagzeuger (Big Country, The Cult)
- 22. Juni: Garry Gary Beers, australischer Bassist (INXS)
- 23. Juni: Yale Strom, US-amerikanischer Filmemacher, Musiker, Komponist, Schriftsteller und Fotograf
- 24. Juni: Luis Salinas, argentinischer Gitarrist
- 25. Juni: Yvonne Luisi-Weichsel, österreichische Blockflötistin und Hochschullehrerin († 2021)
- 26. Juni: Philippe Mabboux, französischer Organist und Komponist
- 26. Juni: Patty Smyth, US-amerikanische Sängerin (Scandal)
- 29. Juni: María Conchita Alonso, US-amerikanische Schauspielerin und Sängerin

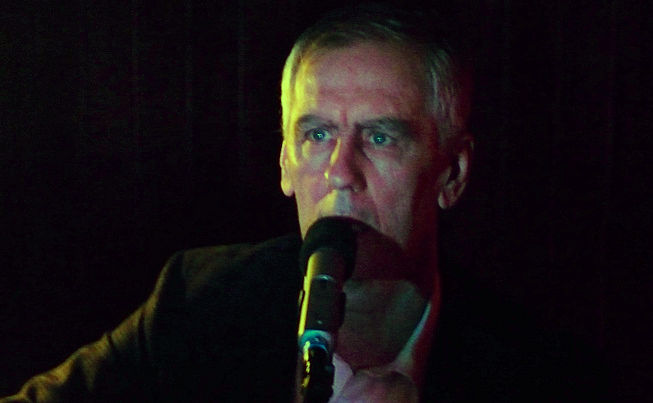
Robert Forster; * 29. Juni

- 29. Juni: Robert Forster, australischer Gitarrist, Sänger und Songwriter
- 30. Juni: Hans Vermeersch, belgischer Komponist und Dirigent

### Juli
- 03. Juli: Peter Breiner, slowakischer Pianist, Dirigent und Komponist
- 03. Juli: Poly Styrene, britische Sängerin († 2011)
- 03. Juli: Monika Urbaniak, polnisch-schweizerische Geigerin, Solistin, Kammermusikerin und Professorin
- 07. Juli: Hayes Greenfield, US-amerikanischer Jazzmusiker und Arrangeur
- 09. Juli: Marc Almond, britischer Sänger und Songwriter
- 10. Juli: Elena Zaremba, russische Opern- und Konzertsängerin

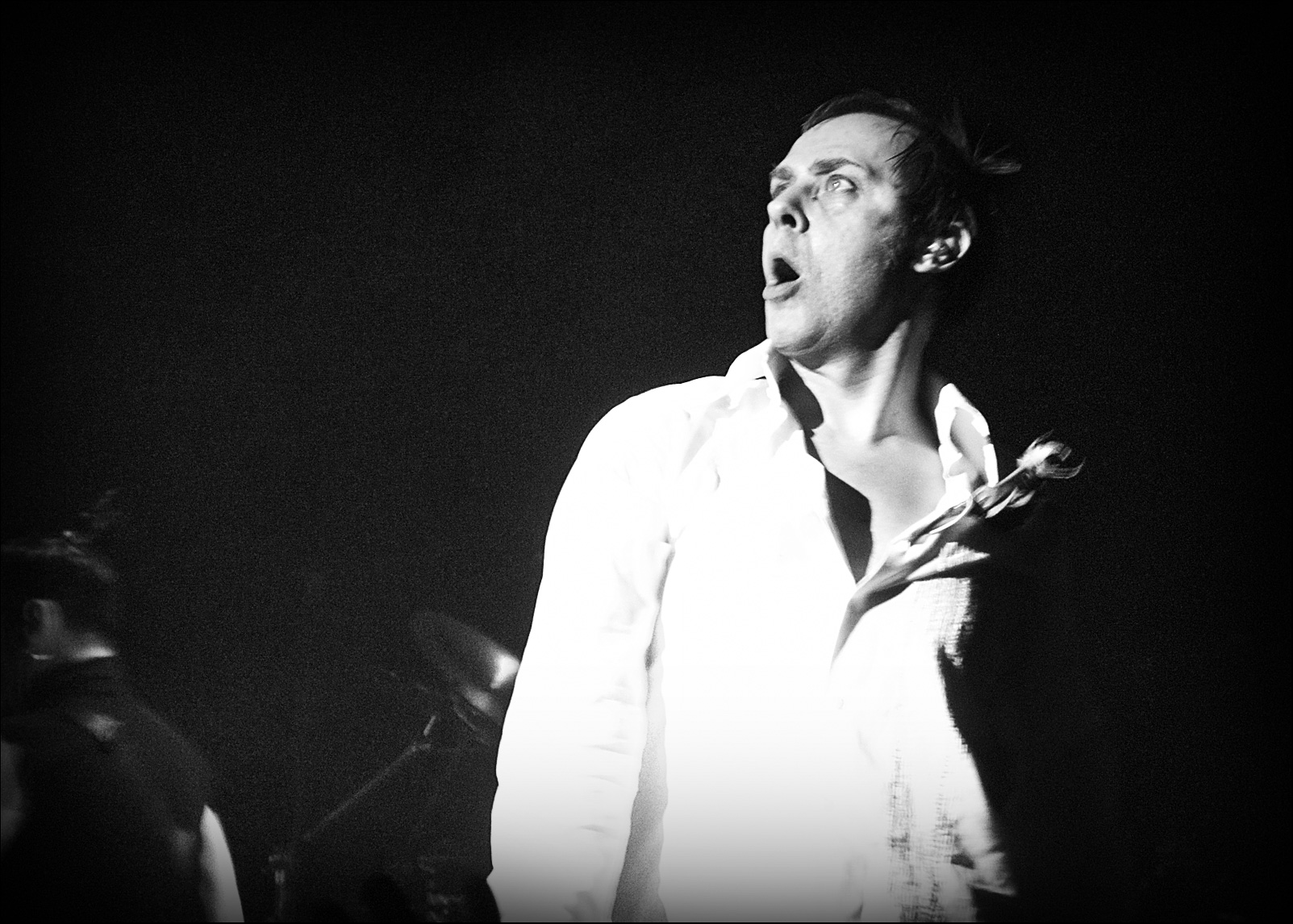
Peter Murphy; * 11. Juli

- 11. Juli: Peter Murphy, britischer Musiker (Bauhaus and Dalis Car)
- 12. Juli: Eddie Allen, US-amerikanischer Jazztrompeter und Flügelhornist

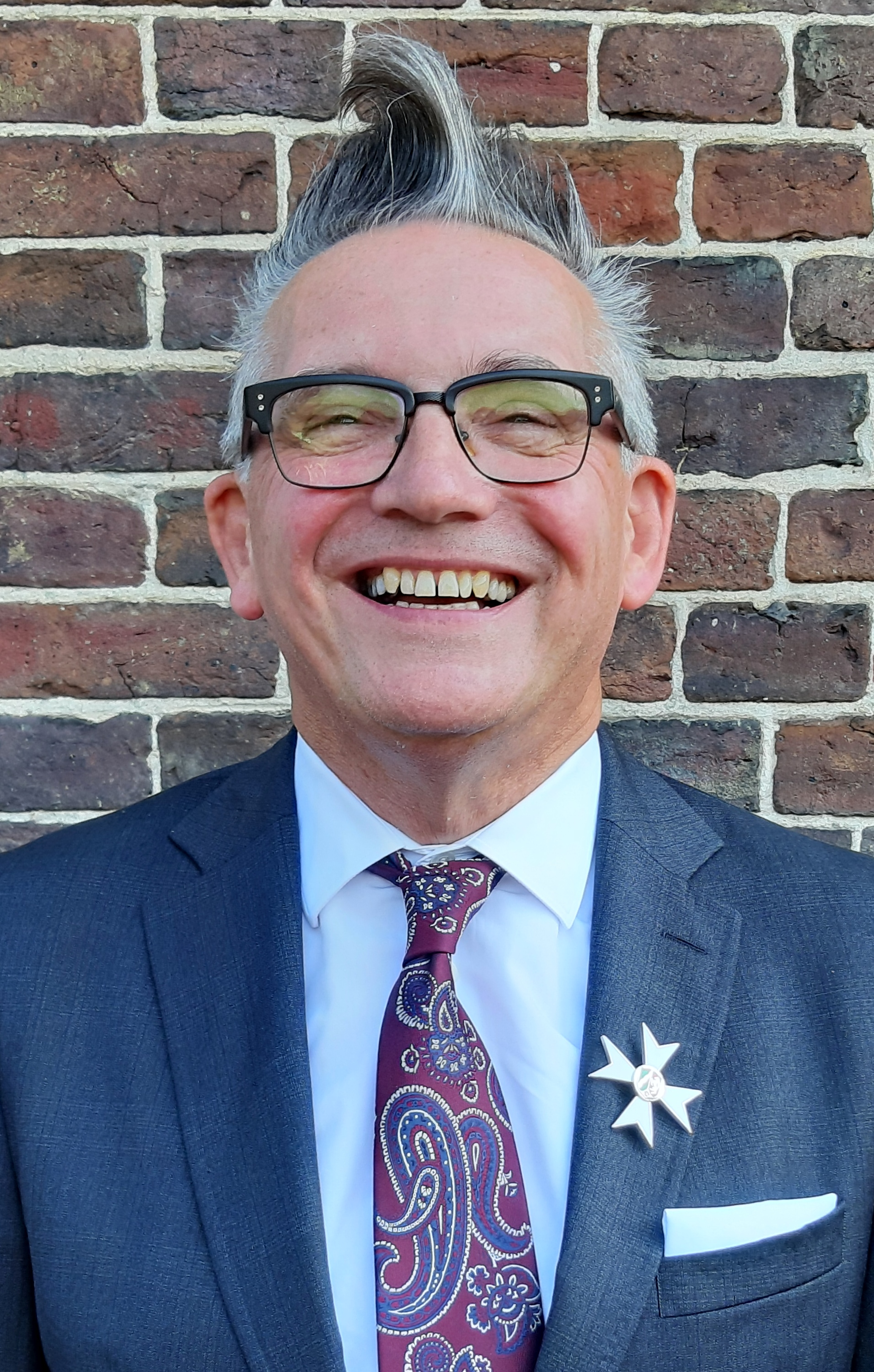
Götz Alsmann; * 12. Juli

- 12. Juli: Götz Alsmann, deutscher Musiker, Entertainer und Musikprofessor
- 12. Juli: Fredrik Carl Størmer, norwegischer Jazzschlagzeuger und Unternehmer
- 16. Juli: Daniel Glaus, Schweizer Organist und Komponist
- 17. Juli: Njål Vindenes, norwegischer klassischer Gitarrist
- 18. Juli: Keith Levene, britischer Musiker und Produzent (Public Image Ltd, The Flowers of Romance und The Clash) († 2022)
- 18. Juli: Lynn Seaton, US-amerikanischer Bassist
- 19. Juli: Bruce Darnell, US-amerikanischer Choreograf und Model
- 21. Juli: Maria Jonas, deutsche Mezzosopranistin († 2024)
- 22. Juli: Harri Stojka, österreichischer Jazz-Musiker
- 24. Juli: Pam Tillis, US-amerikanische Country-Sängerin
- 26. Juli: Alexander Hüther, deutscher Gitarrist, Songwriter, Musikverleger und Produzent
- 27. Juli: Bill Engvall, US-amerikanischer Komiker und Schauspieler
- 27. Juli: Jørn Hoel, norwegischer Komponist, Gitarrist und Sänger

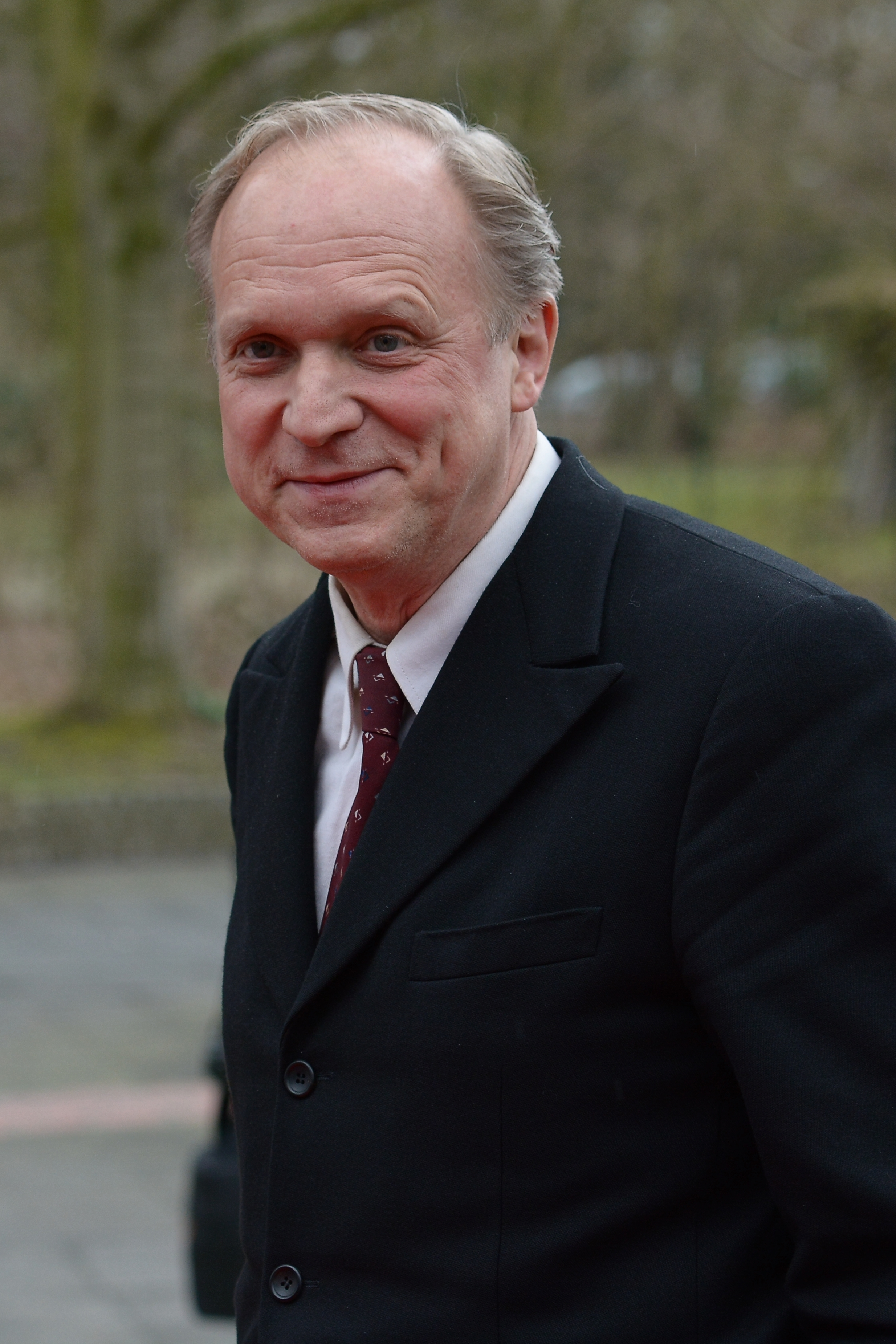
Ulrich Tukur; * 29. Juli

- 29. Juli: Ulrich Tukur, deutscher Schauspieler und Musiker
- 30. Juli: Detlev Müller-Siemens, deutscher Komponist und Dirigent
- 30. Juli: Berdien Stenberg, niederländische Flötistin
- 31. Juli: Mamdouh Bahri, tunesischer Gitarrist

### August
- 02. August: Mojo Nixon, US-amerikanischer Roots-Rock-, Psychobilly und Rock-’n’-Roll-Musiker († 2024)
- 02. August: Butch Vig, US-amerikanischer Schlagzeuger (Garbage und Spooner)
- 04. August: Arto Tunçboyacıyan, türkisch-armenischer Schlagzeuger und Bandleader
- 04. August: Jose Valdes, US-amerikanischer Pianist und Bandleader
- 09. August: Danilo Rea, italienischer Jazz-Pianist
- 10. August: Fred Ho, US-amerikanischer Jazzsaxophonist, Bandleader und Schriftsteller († 2014)
- 11. August: Ian Stuart Donaldson, Sänger und „Kopf“ der neonazistischen Skinband Skrewdriver († 1993)
- 11. August: Richie Ramone, US-amerikanischer Schlagzeuger (Ramones)
- 14. August: Ulrich Konrad, deutscher Musikwissenschaftler
- 15. August: Thomas Böttger, deutscher Komponist und Pianist

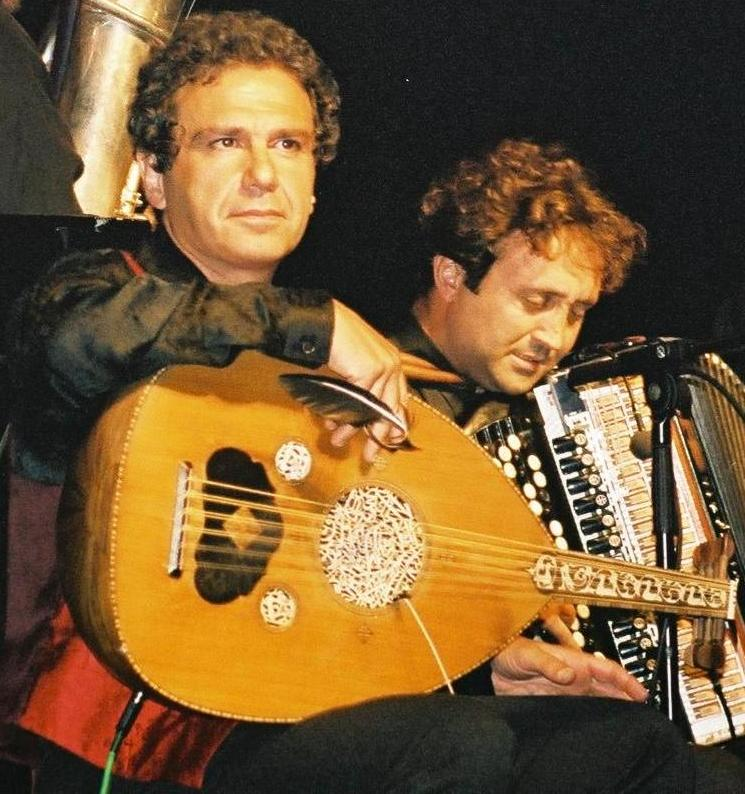
Rabih Abou-Khalil; * 17. August

- 17. August: Rabih Abou-Khalil, libanesischer Oud-Spieler und Jazzmusiker
- 17. August: Ralf Richter, deutscher Schauspieler und Musiker
- 18. August: Tan Dun, chinesischer Komponist und Dirigent
- 18. August: Jadwiga Kotnowska, polnische Flötistin
- 18. August: Ron Strykert, australischer Musiker (Men at Work)
- 21. August: Budgie, britischer Schlagzeuger (Siouxsie and the Banshees)
- 22. August: Holly Dunn, US-amerikanischer Countrymusikerin († 2016)
- 23. August: Antonio Meneses, brasilianischer Cellist († 2024)
- 24. August: Steve Berry, britischer Bassist und Cellist (Mike Westbrook Orchestra)
- 24. August: Jane Wang, britisch-amerikanische Kontrabassistin und Komponistin
- 25. August: Christer Björkman, schwedischer Fernsehproduzent, -moderator und Sänger

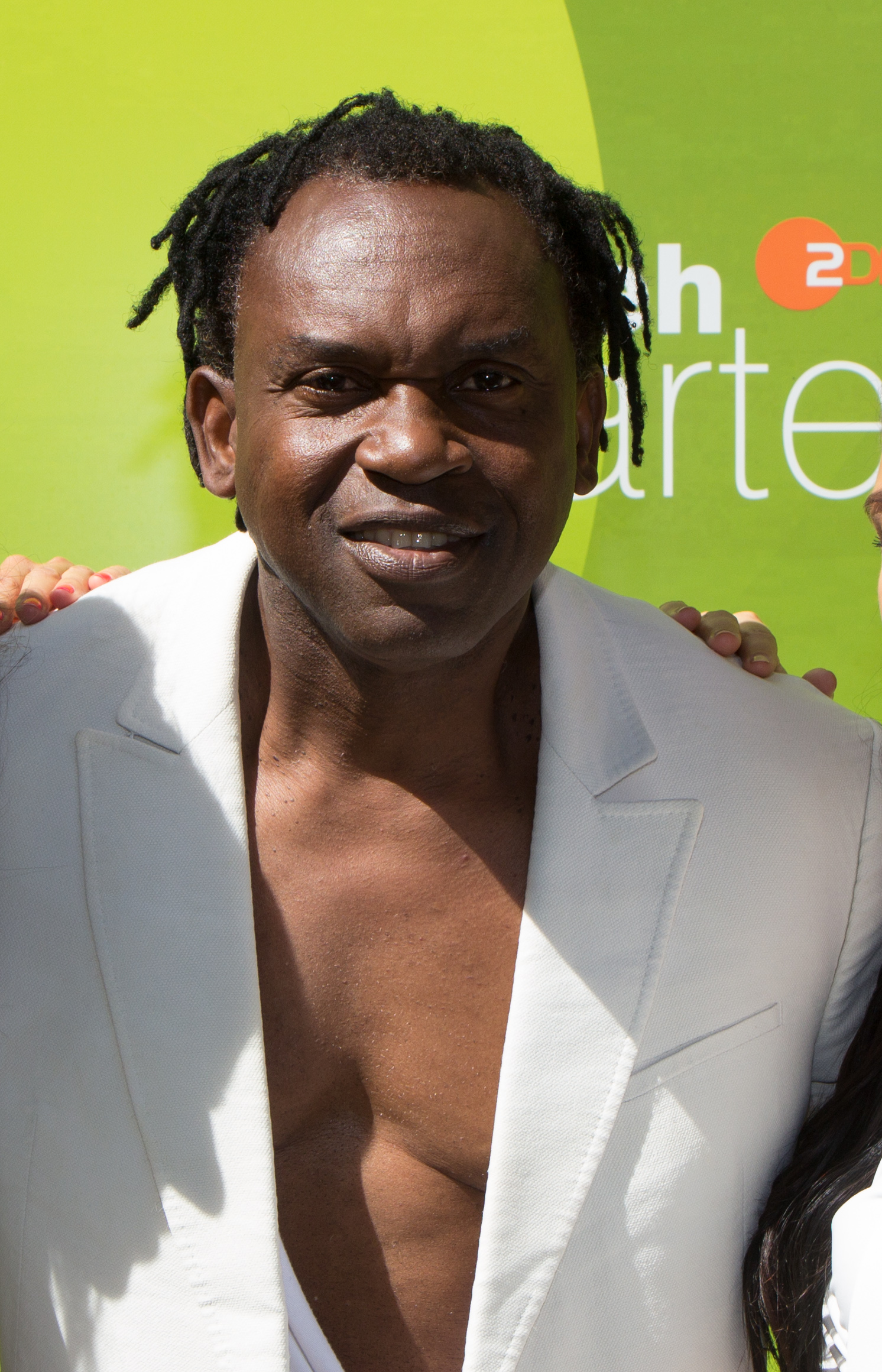
Dr. Alban; * 26. August

- 26. August: Dr. Alban, Pop-Musiker, Rapper und Musikproduzent
- 28. August: Óscar Andrade, chilenischer Cantautor
- 29. August: Grzegorz Ciechowski, polnischer Rockmusiker († 2001)
- 30. August: Gerald Albright, US-amerikanischer Jazzsaxophonist
- 30. August: Raulín Rosendo, dominikanischer Salsasänger
- 31. August: Gina Schock, US-amerikanische Schlagzeugerin (The Go-Go’s)
- 31. August: Glenn Tilbrook, britischer Sänger, Songwriter und Gitarrist (Squeeze)

### September
- 01. September: Gloria Estefan, kubanische Sängerin
- 01. September: Wolter Wierbos, niederländischer Jazzposaunist
- 02. September: Tarmo Leinatamm, estnischer Dirigent, Politiker und Comedian († 2014)
- 02. September: Steve Porcaro, US-amerikanischer Keyboarder und Songwriter (Toto)
- 05. September: Emly Starr, belgische Sängerin
- 07. September: Anders Jormin, schwedischer Jazz-Bassist, Bandleader und Komponist
- 07. September: Johann Lechner, österreichischer Songwriter (Tondichter) und Saxophonist
- 07. September: Rolf Wallin, norwegischer Komponist
- 09. September: Pierre-Laurent Aimard, französischer Pianist
- 11. September: James McBride, US-amerikanischer Schriftsteller, Journalist und Musiker
- 11. September: Jon Moss, britischer Schlagzeuger (Culture Club)

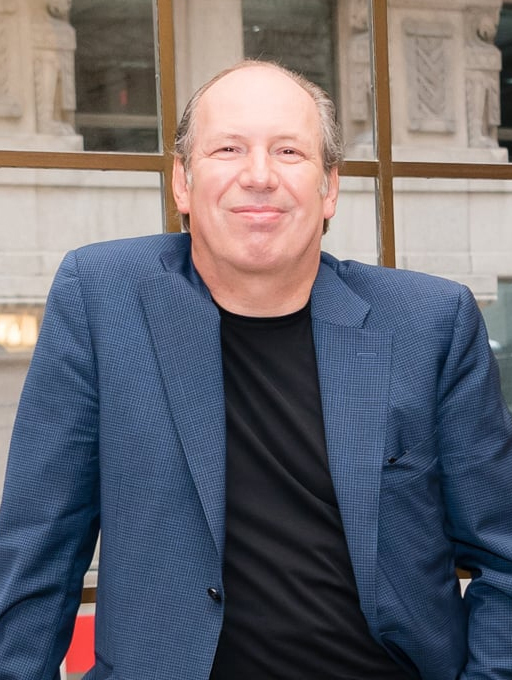
Hans Zimmer; * 12. September

- 12. September: Hans Zimmer, deutscher Komponist
- 12. September: Kazim as-Sahir, irakischer Sänger
- 13. September: Vincent Appice, US-amerikanischer Hard-Rock-/Heavy-Metal-Schlagzeuger

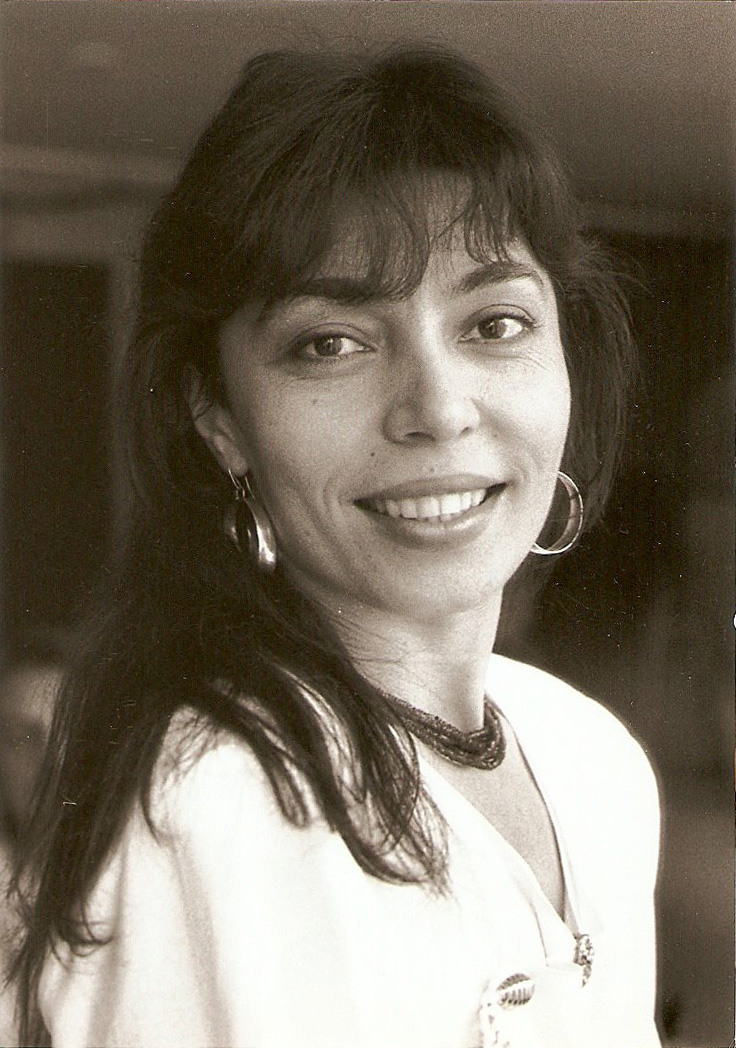
Anca Parghel; * 16. September

- 16. September: Anca Parghel, rumänische Jazzsängerin († 2008)
- 17. September: Walther K. Lang, Schweizer Jazzmusiker (Posaune, Komposition, Arrangement und Dirigat)
- 18. September: John Fedchock, US-amerikanischer Jazz-Posaunist, Bandleader und Komponist
- 18. September: Emily Remler, US-amerikanische Jazzgitarristin († 1990)
- 19. September: Tatsu Aoki, japanischer Jazzmusiker und Filmschaffender
- 19. September: Carmen Maria Cârneci, rumänische Komponistin und Dirigentin
- 22. September: Nick Cave, australischer Musiker, Texter, Dichter und Schauspieler
- 22. September: Johnette Napolitano, US-amerikanische Popsängerin, Bassistin und Songwriter (Concrete Blonde)

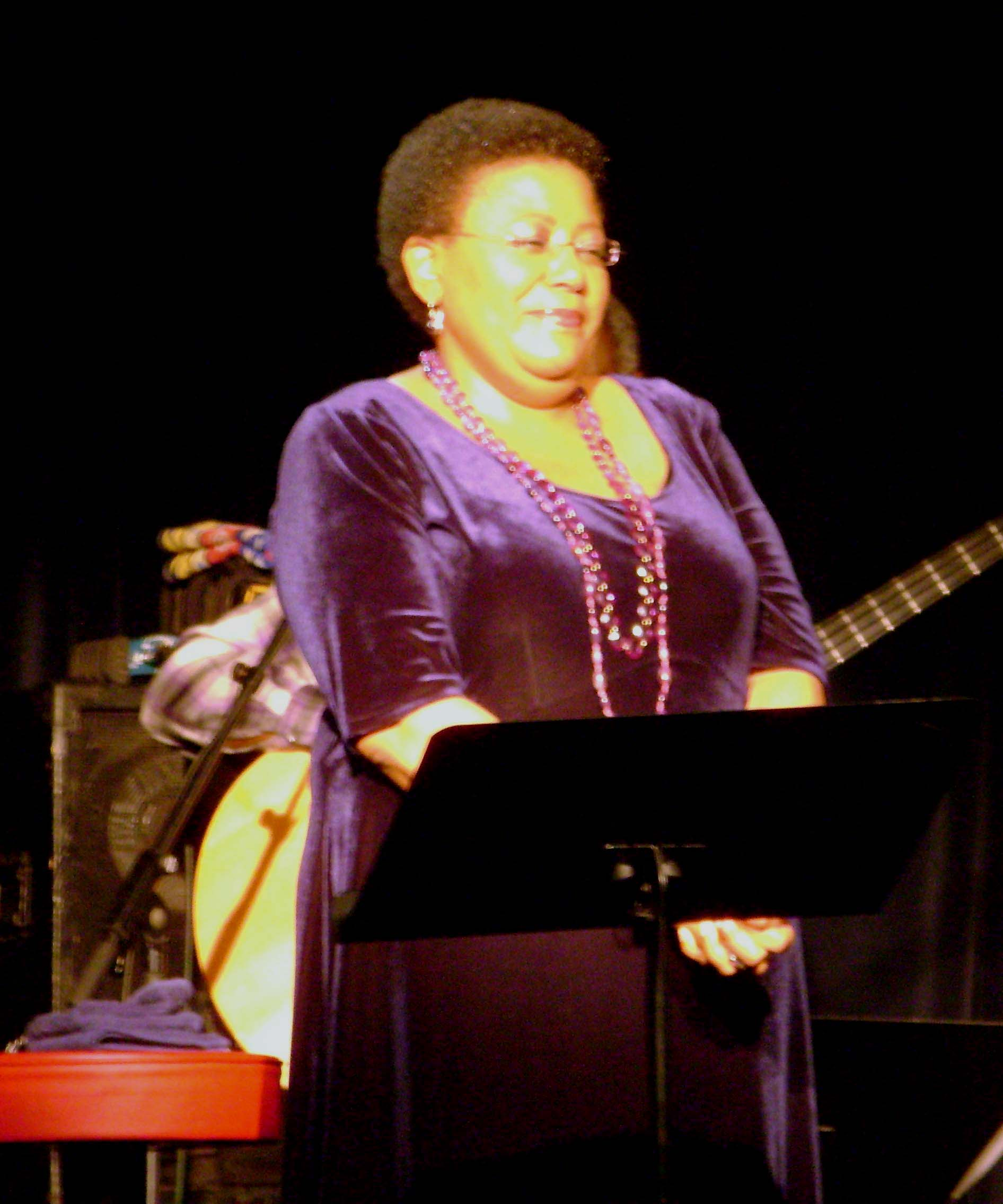
Sibongile Khumalo; * 24. September

- 24. September: Sibongile Khumalo, südafrikanische Sängerin († 2021)
- 25. September: Barbara Lahr, deutsche Sängerin, Komponistin, Gitarristin, Bassistin und Produzentin (De Phazz)
- 27. September: Jerry Weldon, US-amerikanischer Tenorsaxophonist
- 28. September: Ayşegül Aldinç, türkische Sängerin und Schauspielerin
- 28. September: Ernst-Wiggo Sandbakk, norwegischer Jazzschlagzeuger und Musikpädagoge
- 28. September: Wolfgang Tomböck, österreichischer Hornist

### Oktober
- 01. Oktober: Samira Saïd, marokkanische Sängerin
- 02. Oktober: Jimi Mbaye, senegalesischer Gitarrist († 2025)
- 03. Oktober: Francisco Casanova, dominikanischer Opernsänger (Tenor) († 2019)
- 03. Oktober: Bogdan Hołownia, polnischer Pianist
- 03. Oktober: Tim Westwood, britischer DJ
- 04. Oktober: Yngve Moe, norwegischer Bassist und Musiker († 2013)[55]
- 04. Oktober: Russell Simmons, US-amerikanischer Unternehmer, Hip-Hop
- 05. Oktober: Clifton Anderson, US-amerikanischer Posaunist
- 05. Oktober: Lee Jay Thompson, britischer Multiinstrumentalist (Madness)
- 06. Oktober: Diunna Greenleaf, US-amerikanische Bluessängerin
- 07. Oktober: Morten Halle, norwegischer Jazzmusiker
- 07. Oktober: Michael W. Smith, US-amerikanischer Sänger und Songschreiber
- 08. Oktober: Andrés Boiarsky, argentinischer Alt- und Tenorsaxophonist
- 08. Oktober: Eerik Siikasaari, finnischer Kontrabassist (Trio Töykeät)

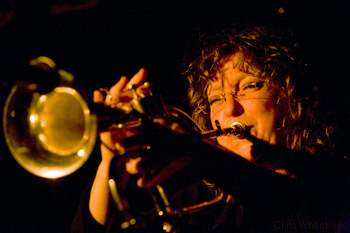
Pamela Fleming; * 10. Oktober

- 10. Oktober: Pamela Fleming, US-amerikanischer Trompeter, Hornist und Komponist
- 11. Oktober: George Letellier, US-amerikanischer Pianist und Komponist
- 13. Oktober: Andreas Ballstaedt, deutscher Musikwissenschaftler und Hochschullehrer
- 14. Oktober: Claudio Alsuyet, argentinischer Komponist
- 16. Oktober: Kelly Marie, britische Sängerin

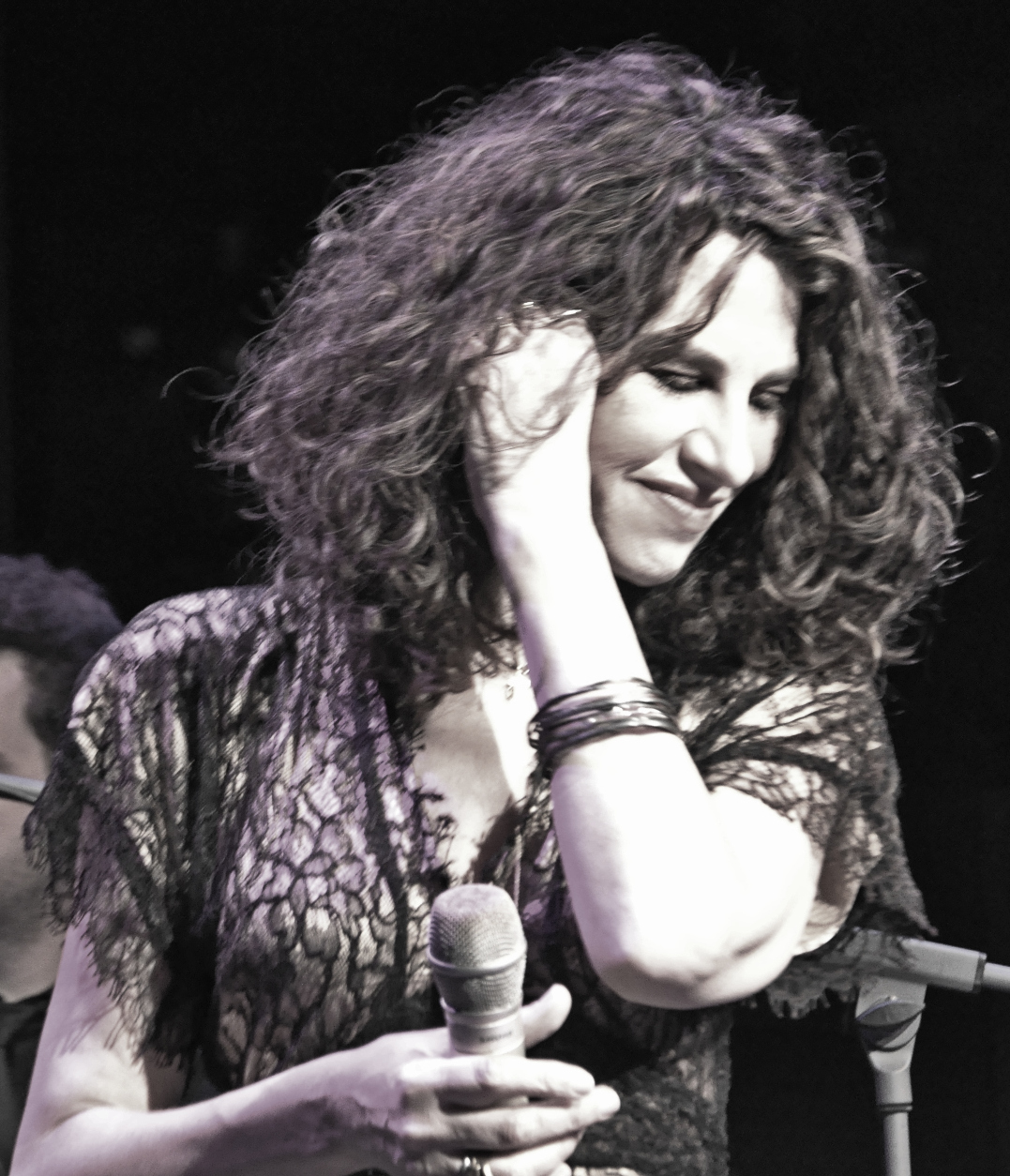
Eleftheria Arvanitaki; * 17. Oktober

- 17. Oktober: Eleftheria Arvanitaki, griechische Sängerin
- 17. Oktober: Pino Palladino, italienisch-britischer Bassist
- 18. Oktober: Precious Wilson, jamaikanische Popsängerin
- 19. Oktober: Karl Wallinger, britischer Musiker (World Party) († 2024)

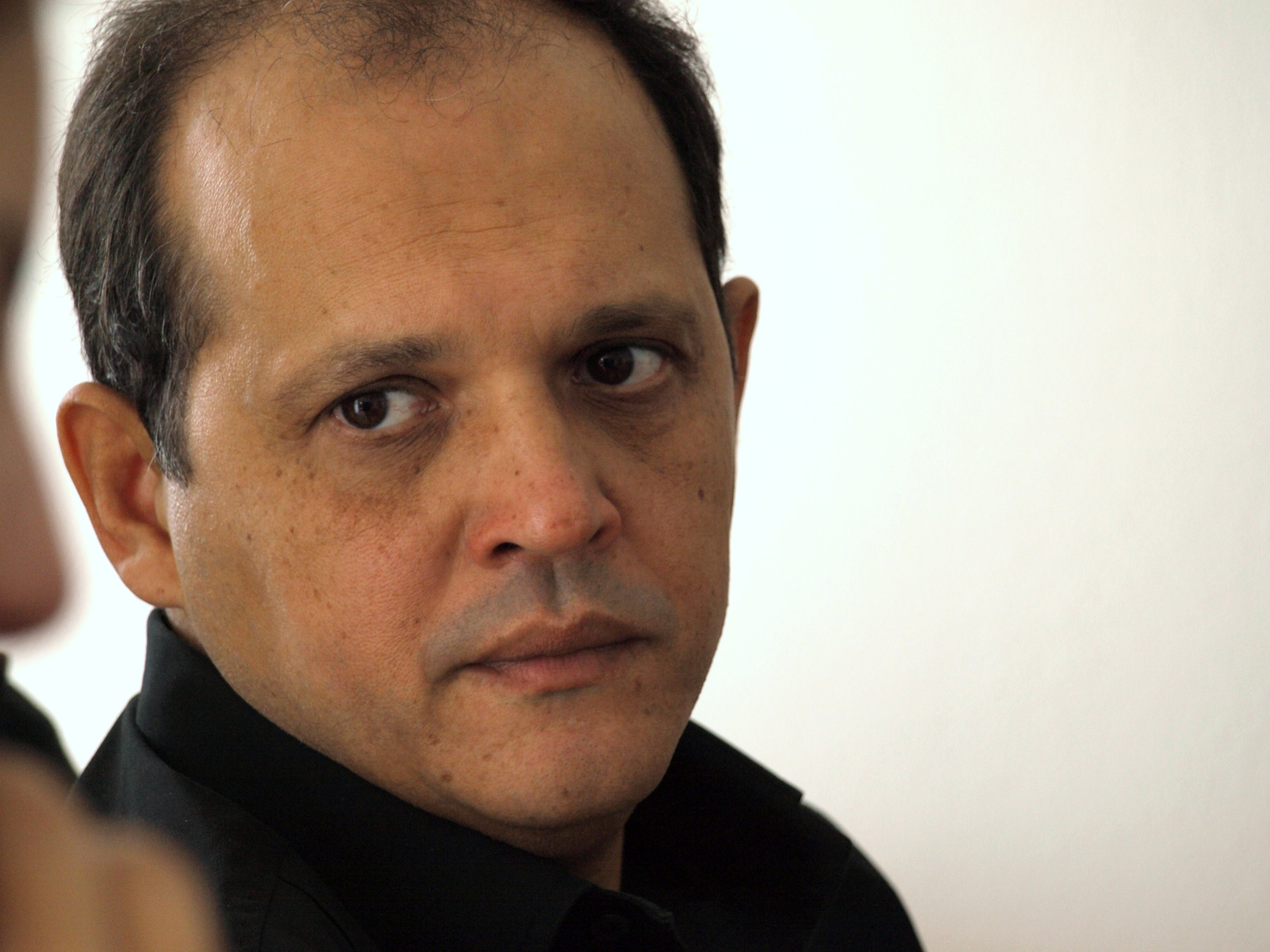
Anouar Brahem; * 20. Oktober

- 20. Oktober: Anouar Brahem, tunesischer Oud-Spieler, Jazz-Musiker und Komponist
- 20. Oktober: Andrzej Dziadek, polnischer Komponist
- 21. Oktober: Attila the Stockbroker, britischer Liedertexter, Musiker und Dichter
- 21. Oktober: Julian Cope, britischer Musiker und Songschreiber
- 21. Oktober: Ted Gioia, US-amerikanischer Jazzautor und Jazzpianist

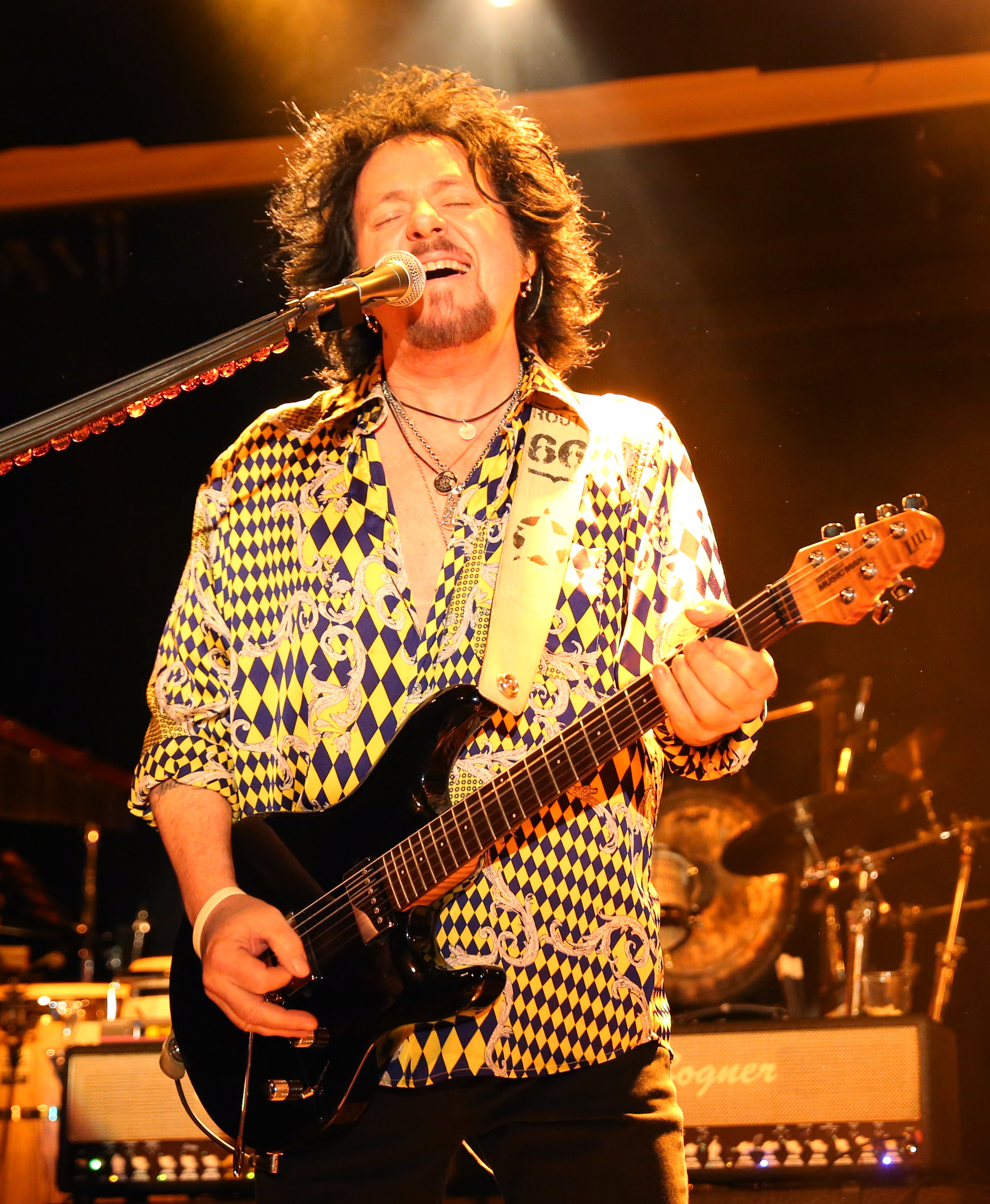
Steve Lukather; * 21. Oktober

- 21. Oktober: Steven Lee Lukather, US-amerikanischer Gitarrist und Sänger (Toto)
- 21. Oktober: Walter Schwanzer, österreichischer Musikverleger, Kapellmeister, Komponist, Arrangeur, Texter und Aufnahmeleiter
- 21. Oktober: Lyle Workman, US-amerikanischer Musiker und Filmkomponist
- 24. Oktober: Wolfgang Müller, deutscher Künstler, Musiker und Autor
- 25. Oktober: Dhruba Ghosh, indischer Sarangispieler († 2017)
- 25. Oktober: Robbie McIntosh, britischer Rockgitarrist (The Pretenders)
- 25. Oktober: Arthur Rhames, US-amerikanischer Jazzmusiker († 1989)
- 28. Oktober: Ahmet Kaya, kurdisch-türkischer Protestsänger († 2000)
- 28. Oktober: Stephen Paul David Morris, britischer Schlagzeuger (New Order)

### November
- 01. November: Grizel Hernández Baguer, kubanische Musikwissenschaftlerin
- 01. November: Lyle Lovett, US-amerikanischer Countrymusiker
- 01. November: Carlos Paião, portugiesischer Sänger und Songwriter († 1988)
- 02. November: Carter Beauford, US-amerikanischer Schlagzeuger (Dave Matthews Band)
- 02. November: Hera Lind, deutsche Sängerin, Schriftstellerin und Moderatorin
- 02. November: Gebhard Ullmann, deutscher Flötist, Saxophonist und Komponist

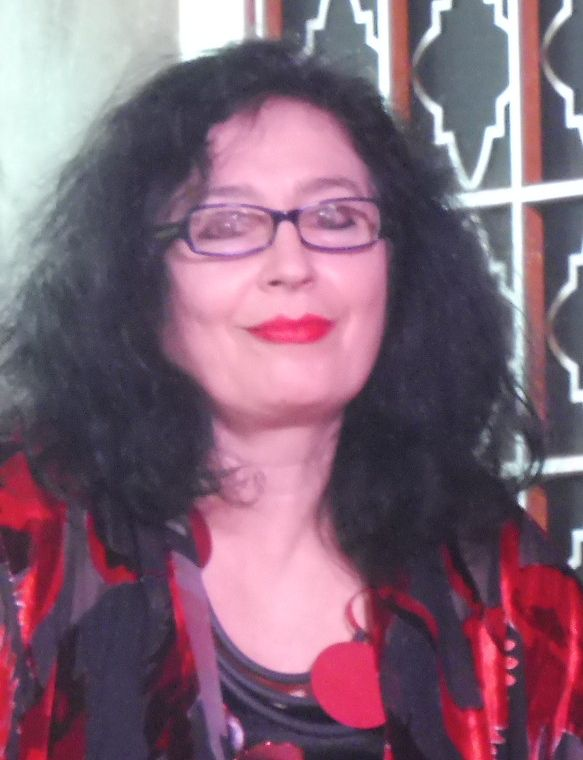
Elena Kats-Chernin; * 4. November

- 04. November: Elena Kats-Chernin, usbekisch-australische Komponistin
- 04. November: Éric Le Lann, französischer Jazztrompeter und Komponist
- 04. November: Najee, US-amerikanischer Jazzmusiker (Saxophon, Flöte, Komposition)
- 05. November: Mike Score, britischer Sänger (A Flock of Seagulls)
- 06. November: Luis Diaz, US-amerikanischer Perkussionist und Musikpädagoge
- 08. November: Porl Thompson, britischer Gitarrist und Kunstmaler (The Cure)
- 09. November: Pierre Audi, französisch-libanesischer Theaterregisseur, -intendant und Festivalleiter († 2025)

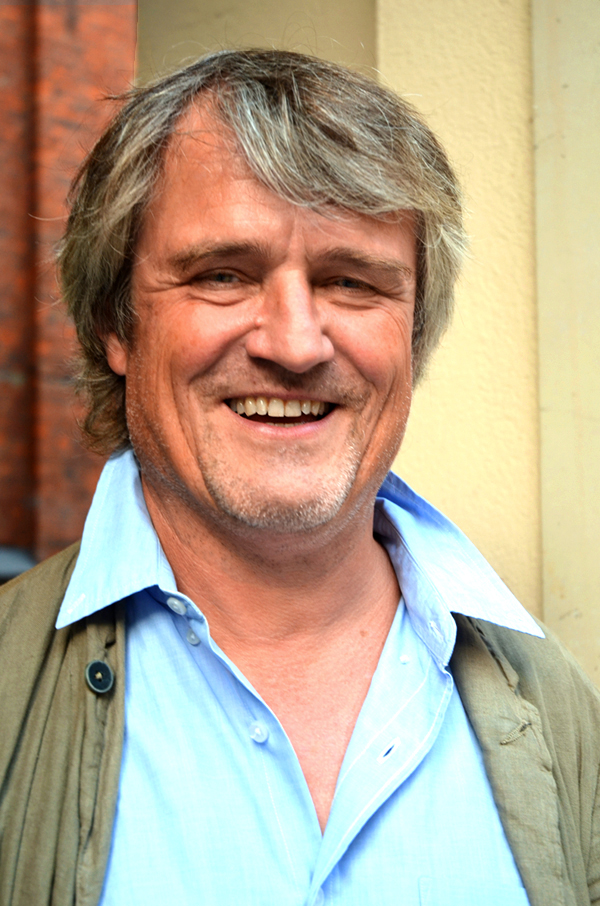
Ingo Metzmacher; * 10. November

- 10. November: Ingo Metzmacher, deutscher Dirigent und Operndirektor
- 13. November: Roger Ingram, Us-amerikanischer Trompeter, Musikpädagoge und Autor
- 13. November: Tetsuo Sakurai, japanischer Bassist
- 14. November: Frank Affolter, niederländischer Pianist und Komponist
- 14. November: Nicholas Lens, belgischer Autor und Komponist
- 15. November: Kevin Eubanks, US-amerikanischer Jazz-Musiker
- 16. November: Jorge Liderman, US-amerikanischer Komponist († 2008)
- 17. November: Claus Kühnl, deutscher Komponist
- 18. November: Andreas Schilling, deutscher Komponist, Filmkomponist und Kontrabassist

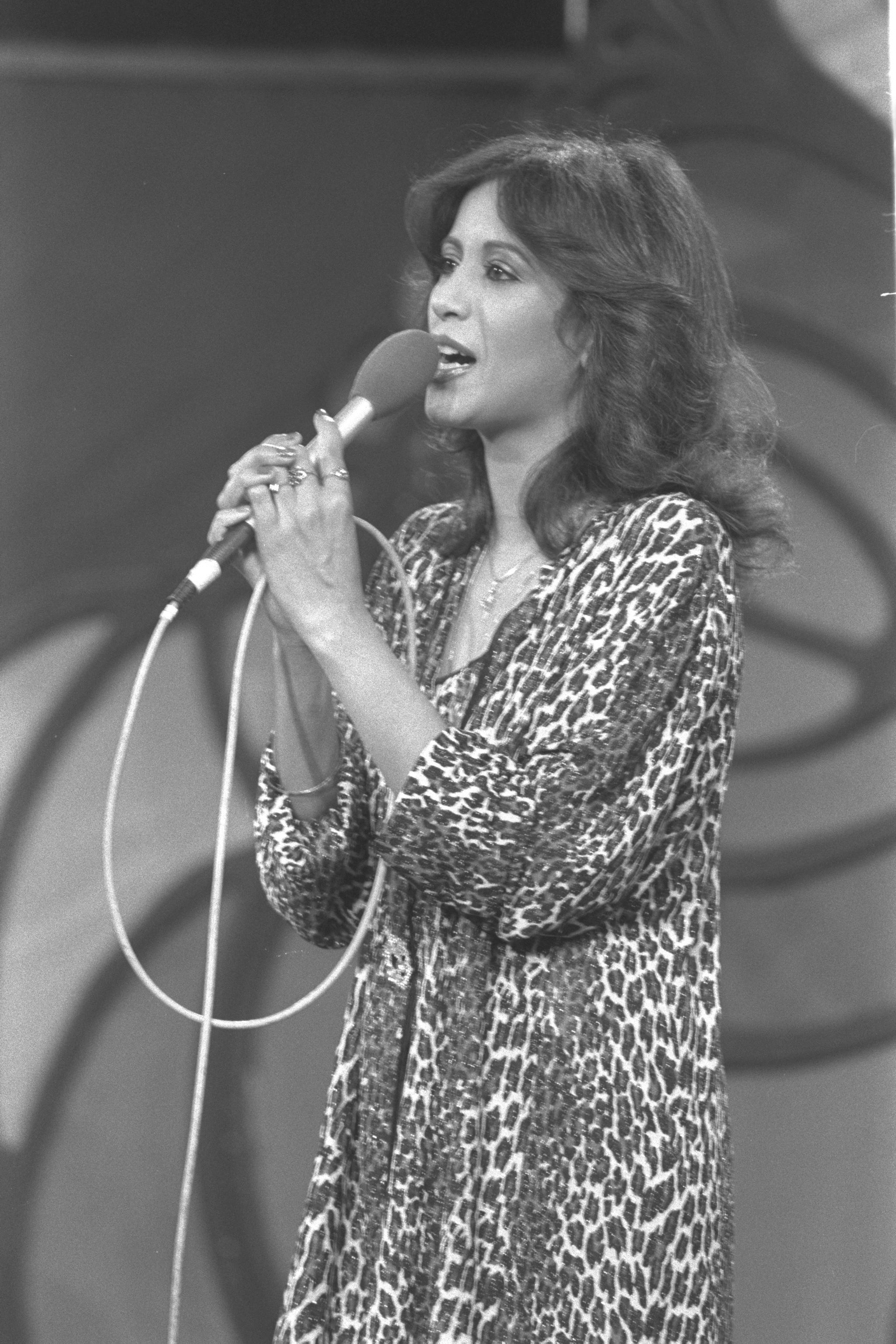
Ofra Haza; * 19. November

- 19. November: Ofra Haza, israelische Sängerin († 2000)
- 20. November: Hendrik Hofmeyr, südafrikanischer Komponist
- 24. November: Chris Hayes, US-amerikanischer Musiker (Huey Lewis and the News)
- 25. November: Frank Hill, deutscher Komponist und Gitarrist
- 25. November: Torsten Müller, deutscher Jazzkontrabassist

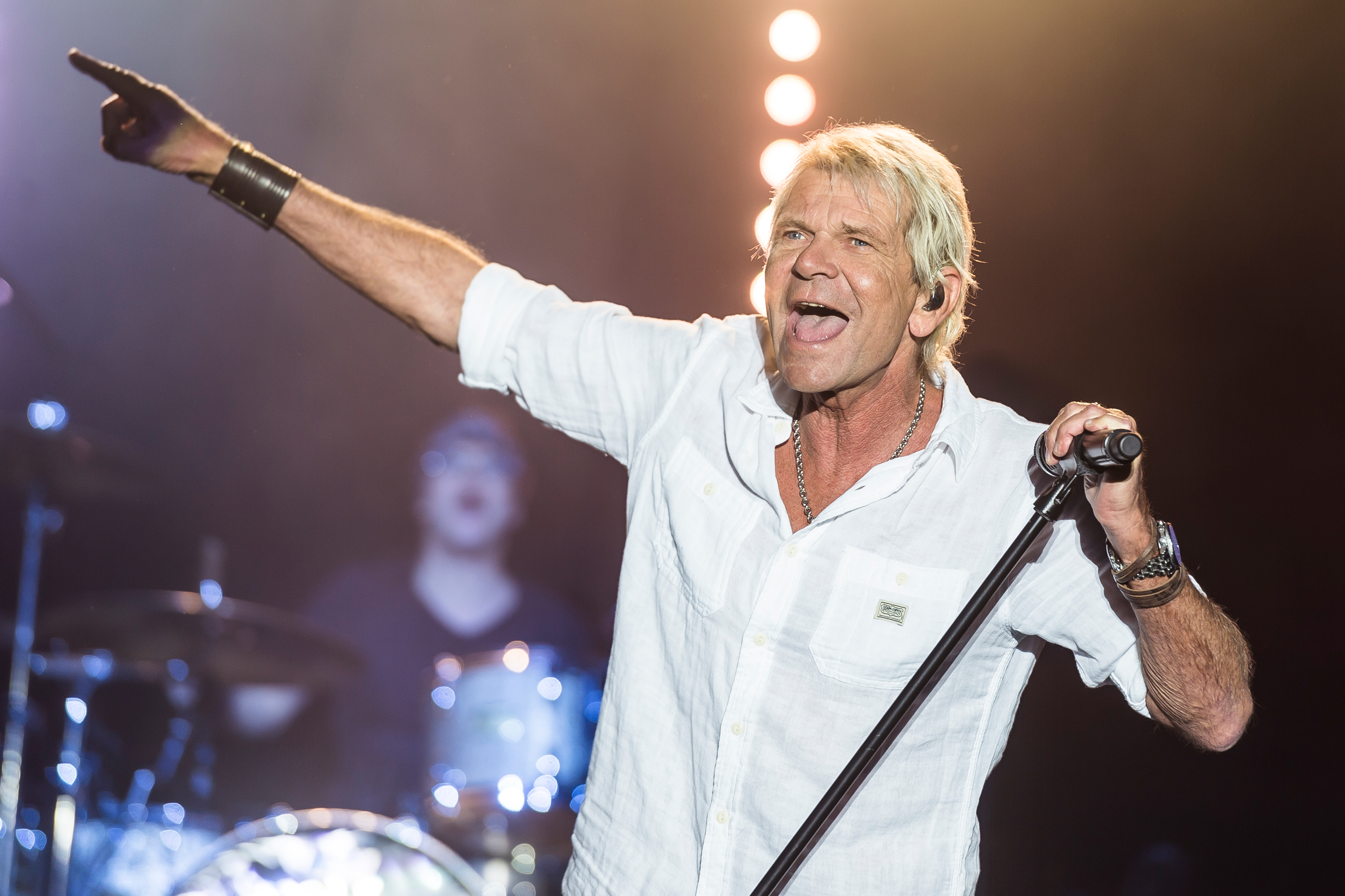
Matthias Reim; * 26. November

- 26. November: Matthias Reim, deutscher Musiker
- 26. November: Manuel Tejada, dominikanischer Komponist und Arrangeur
- 27. November: Judy Carmichael, US-amerikanischer Pianist und Sänger
- 27. November: Bertram Engel, deutscher Schlagzeuger
- 28. November: Bart van der Putten, niederländischer Jazzsaxophonist und -klarinettist
- 29. November: Jennifer Batten, US-amerikanische Gitarristin

### Dezember
- 01. Dezember: Chris Poland, US-amerikanischer Gitarrist
- 04. Dezember: Phillip Barham, US-amerikanischer Saxophonist
- 06. Dezember: Adrian Borland, britischer Songtexter und Sänger (The Sound) († 1999)
- 06. Dezember: Bob Drake, US-amerikanischer Multiinstrumentalist
- 06. Dezember: Tudor Dumitrescu, rumänischer Pianist und Komponist († 1977)
- 07. Dezember: Manuela Bravo, portugiesische Sängerin
- 07. Dezember: Oswald Sattler, Südtiroler Musiker

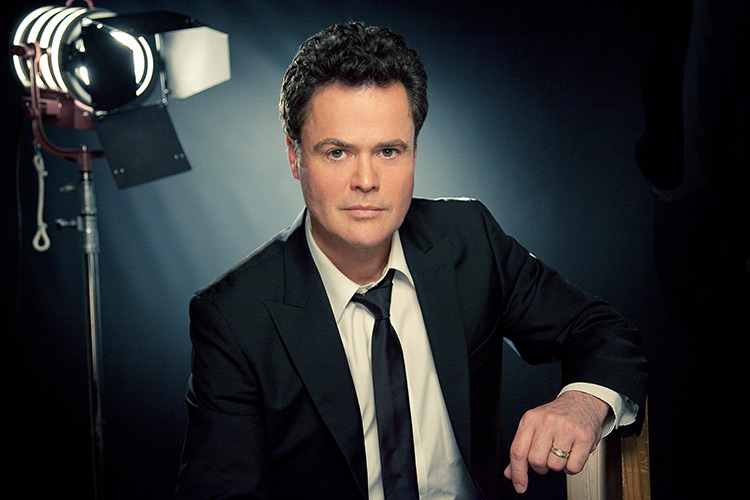
Donny Osmond; * 9. Dezember

- 09. Dezember: Donny Osmond, US-amerikanischer Sänger, Talkshow-Moderator und Schauspieler
- 09. Dezember: Steve Taylor, US-amerikanischer Sänger und Musikproduzent
- 09. Dezember: Kenny Washington, US-amerikanischer Jazzsänger
- 10. Dezember: Paul Hardcastle, britischer Musiker

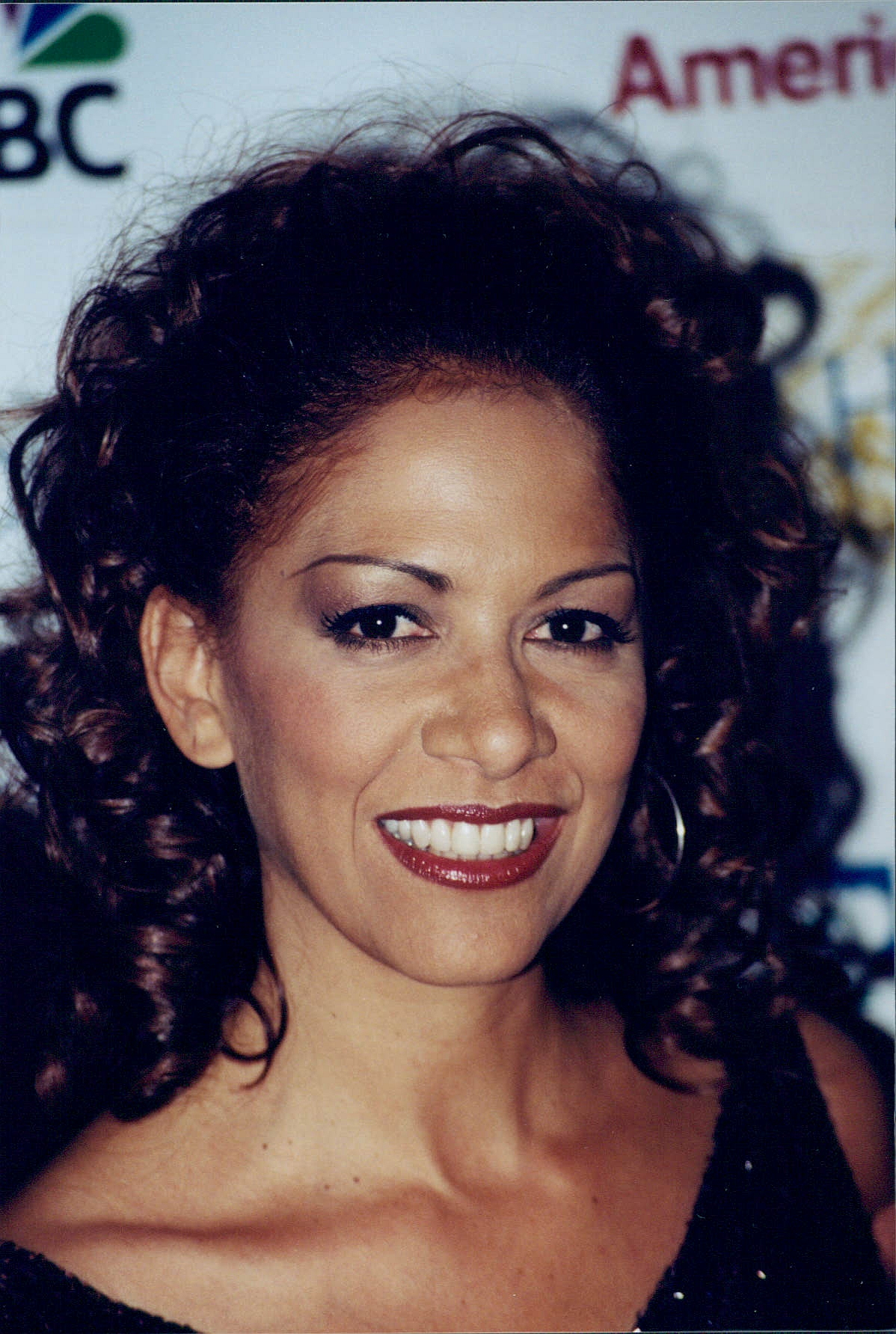
Sheila E; * 12. Dezember

- 12. Dezember: Sheila E., US-amerikanische Percussionistin, Schlagzeugerin und Sängerin
- 14. Dezember: Runar Tafjord, norwegischer Musiker
- 16. Dezember: Gerald Hambitzer, deutscher Cembalist, Clavichord- und Fortepianospieler
- 17. Dezember: Barry Jordan, südafrikanischer Kirchenmusiker († 2024)
- 17. Dezember: Willi Seitz, deutscher Sänger
- 19. Dezember: Olaf Bär, deutscher Sänger (Bariton)
- 19. Dezember Walter Bittner, deutscher Jazzmusiker (Schlagzeug, Komposition)
- 19. Dezember: Eric Marienthal, US-amerikanischer Jazzmusiker

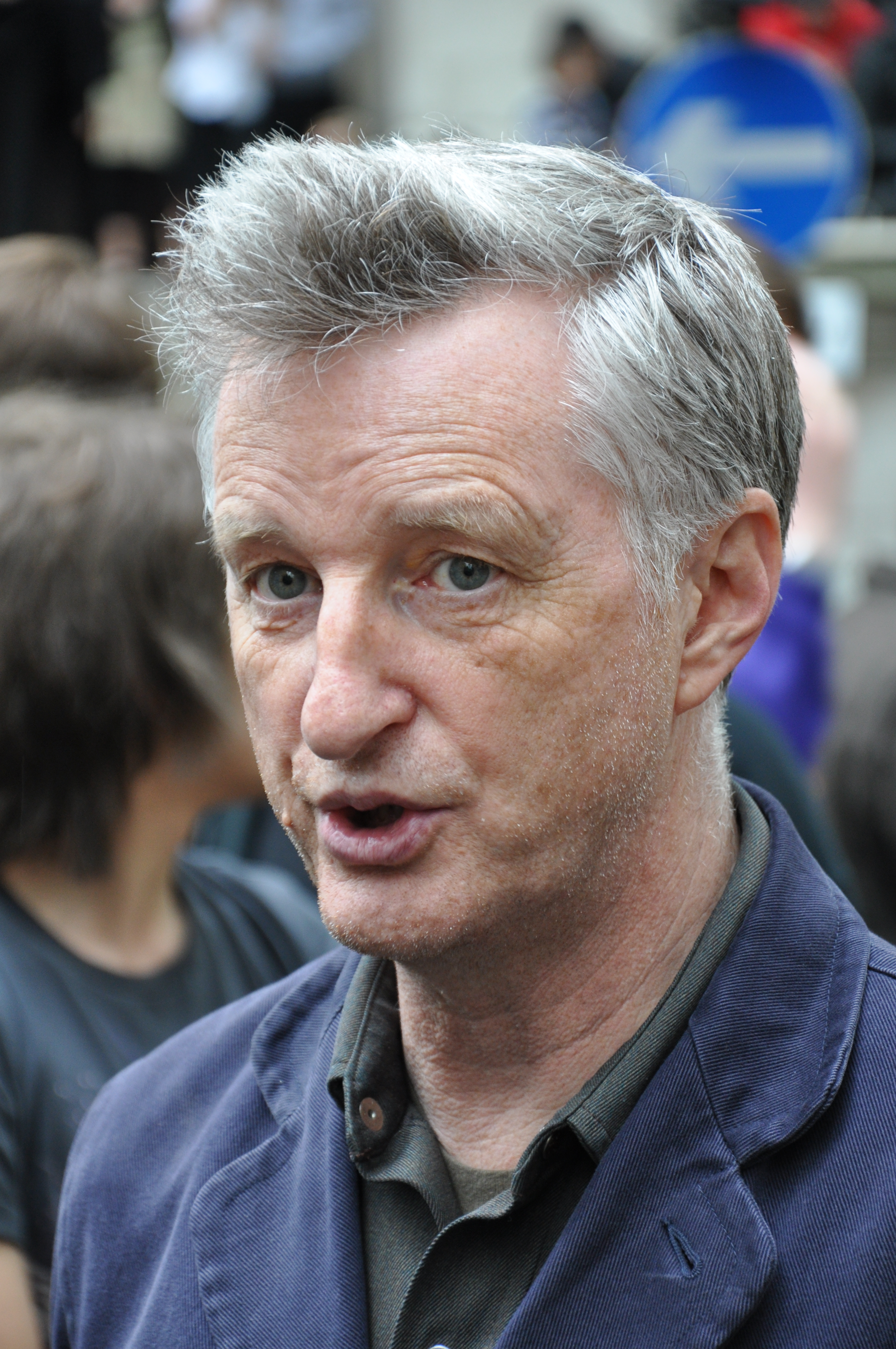
Billy Bragg; * 20. Dezember

- 20. Dezember: Billy Bragg, britischer Sänger und Songschreiber
- 20. Dezember: Anna Vissi, griechisch-zyprische Popsängerin
- 20. Dezember: Anita Ward, US-amerikanische Sängerin
- 20. Dezember: Mike Watt, US-amerikanischer Musiker und Produzent
- 21. Dezember: Roberto Ottaviano, italienischer Jazzsaxophonist
- 25. Dezember: Pavel Fajt, tschechischer Jazz- und Rockschlagzeuger

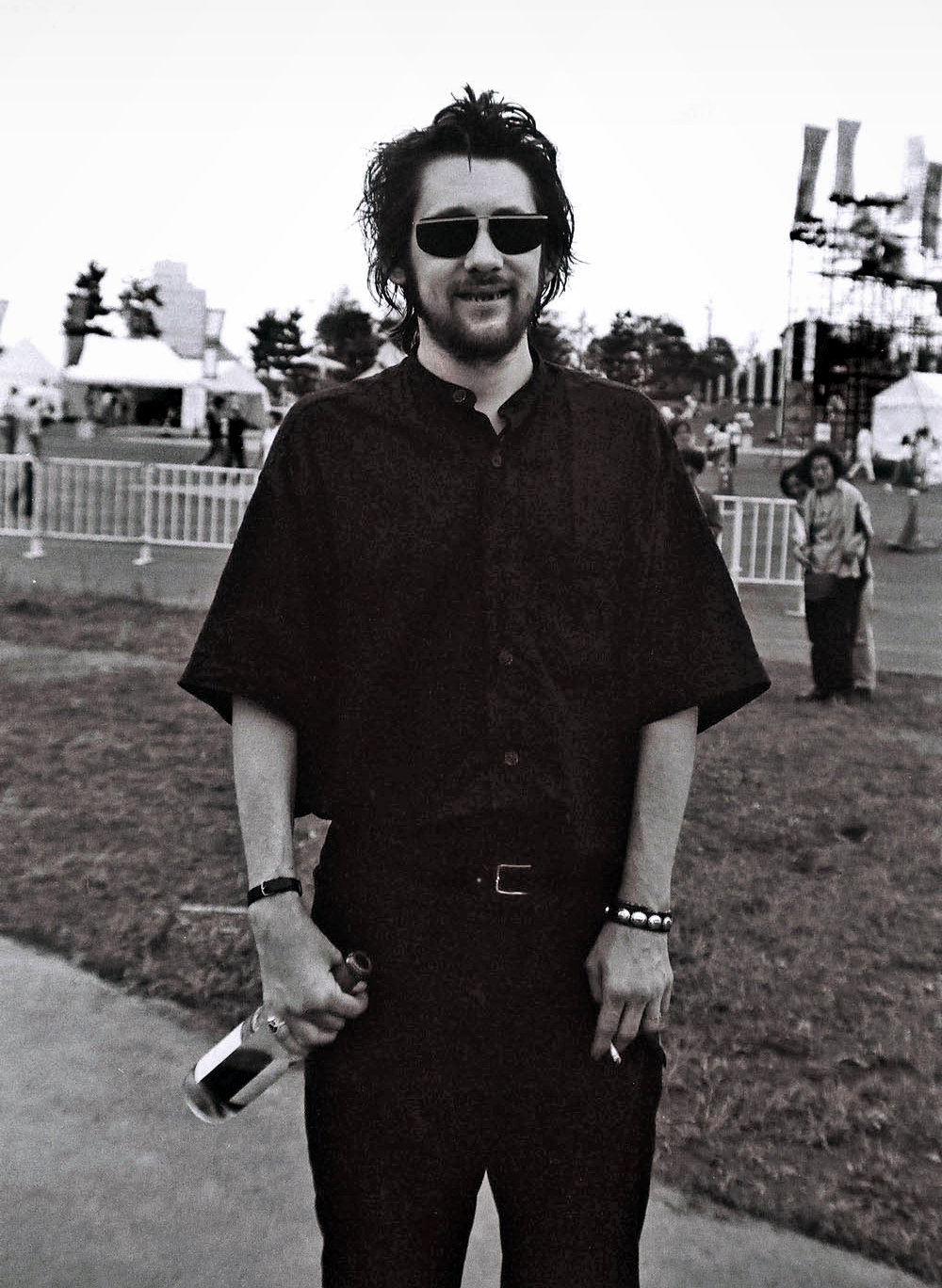
Shane MacGowan; * 25. Dezember

- 25. Dezember: Shane MacGowan, irischer Musiker (The Pogues) († 2023)
- 26. Dezember: Guy Barker, britischer Jazz-Trompeter und Komponist
- 27. Dezember: Jerry Gaskill, US-amerikanischer Schlagzeuger

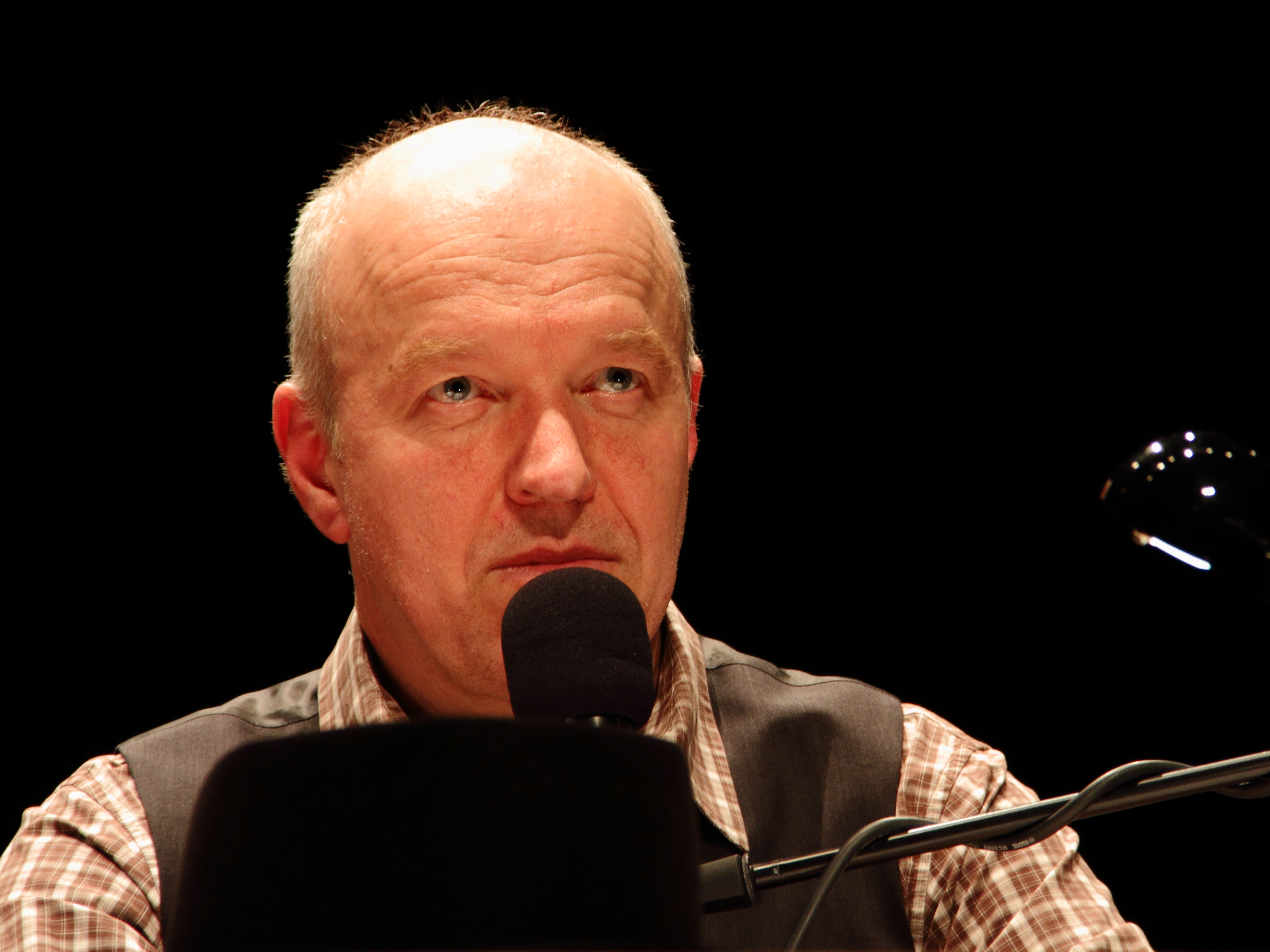
Heinz-Josef Braun; * 31. Dezember

- 31. Dezember: Heinz-Josef Braun, deutscher Musiker, Schauspieler und Kabarettist

### Genaues Geburtsdatum unbekannt
- Maryam Akhondy, iranische Sängerin und Musikerin
- Martin Archer, britischer Musiker, Komponist und Bandleader
- Ricardo de Armas, argentinischer Komponist und Cellist
- Greg Bartholomew, US-amerikanischer Komponist
- Peter Bay, US-amerikanischer Dirigent
- Charles Roland Berry, US-amerikanischer Komponist
- Bessy, griechische Pop- und Schlagersängerin
- Vladislav Bláha, tschechischer Gitarrist und Musikpädagoge
- Christoph Bossert, deutscher Organist und Musikpädagoge
- Daniel Bozzani, argentinischer Komponist und Dirigent
- Helmut Branny, deutscher Dirigent, Kontrabassist und Professor für Kammermusik
- Jeremy Brown, kanadischer Saxophonist, Flötist, Klarinettist, Musikpädagoge, Dirigent und Komponist
- Costas Cotsiolis, griechischer Gitarrist und Musikpädagoge
- Laurent Cuniot, französischer Komponist, Dirigent und Musikpädagoge
- Christian Diendorfer, österreichischer Komponist
- Jimmy Earl, US-amerikanischer Jazzbassist
- Jaime Guiscafré-Ramon, lateinamerikanischer Komponist und Gitarrist
- Stefan Hardt, deutscher Hörspielregisseur und Jazzsaxophonist
- Jason Kao Hwang, US-amerikanischer Jazzmusiker und Komponist
- Joseph Kelemen, ungarischer Organist
- John Kenny, britischer Posaunist und Komponist
- Camille Kerger, luxemburgischer Tenor und Komponist
- Joachim Krause, deutsch-schweizerischer Organist, Kirchenmusiker und Dirigent
- Massimo Laura, italienischer Konzertgitarrist
- Helmut Lörscher, deutscher Pianist, Komponist, Jazzmusiker und Improvisationskünstler
- Camille van Lunen, französisch-niederländische Komponistin und Sopranistin
- Tom McDermott, US-amerikanischer Jazzpianist
- Faith Nolan, kanadische Singer-Songwriterin und Gitarristin
- Dörte Maria Packeiser, deutsche Organistin, Chorleiterin, Kantorin und Kirchenmusikdirektorin
- Hilda Paredes, mexikanisch-britische Komponistin und Hochschullehrerin
- Alim Qasımov, aserbaidschanischer Mughamsänger
- Tom Rainey, US-amerikanischer Jazz-Schlagzeuger
- Christoph Richter, deutscher Cellist und Musikpädagoge
- Johannes Roloff, deutscher Pianist und Arrangeur
- Thomas Schäffer, deutscher Kultur- und Medienmanager, Autor und Musiker
- Jim Scheuer, US-amerikanischer Musikpädagoge und Komponist
- Bruno Schneider, Schweizer Hornist
- Robert Schulte-Hemming, deutscher Komponist
- Kartik Seshadri, indischer Sitarspieler und Komponist
- Smadar Shir, israelischer Schriftstellerin
- Linda Catlin Smith, kanadische Komponistin
- Laetitia Sonami, französische Komponistin, Klang- und Performancekünstlerin
- Michael Stöckigt, deutscher Komponist und Pianist
- Achim Szepanski, deutscher Labelbetreiber und Schriftsteller († 2024)
- Norbert Täubl, österreichischer Klarinettist
- Bernd Thewes, deutscher Komponist
- Andreas Weiser, deutscher Journalist, Autor, Musiker und Komponist
- Arnulf Wenning, deutscher Popsänger

## Gestorben

### Januar
- 03. Januar: Johannes Kretzschmar, deutscher Liedtexter (* 1898)
- 05. Januar: Gertie Gitana, britischer Varieté-Entertainer[56]
- 09. Januar: Lonnie Barron, US-amerikanischer Country- und Rockabilly-Sänger (* 1931)
- 09. Januar: Cripple Clarence Lofton, US-amerikanischer Jazzpianist (* 1887)
- 09. Januar: Mary Carr Moore, US-amerikanische Komponistin (* 1873)
- 10. Januar: Josef Gasser, österreichischer Komponist und Kirchenmusiker (* 1873)

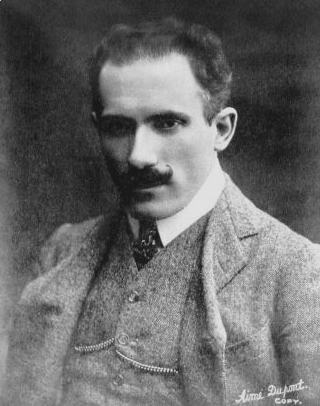
Arturo Toscanini; † 16. Januar

- 16. Januar: Arturo Toscanini, italienischer Dirigent (* 1867)
- 18. Januar: George Girard, US-amerikanischer Jazz-Trompeter und Sänger (* 1930)
- 18. Januar: Fritz Wolff, deutscher Opernsänger (Tenor) (* 1894)
- 20. Januar: Dean Benedetti, US-amerikanischer Tenorsaxophonist (* 1922)
- 21. Januar: Harry Gordon, britischer Entertainer (* 1893)[57]
- 21. Januar: Petar Krstić, serbischer Komponist (* 1877)

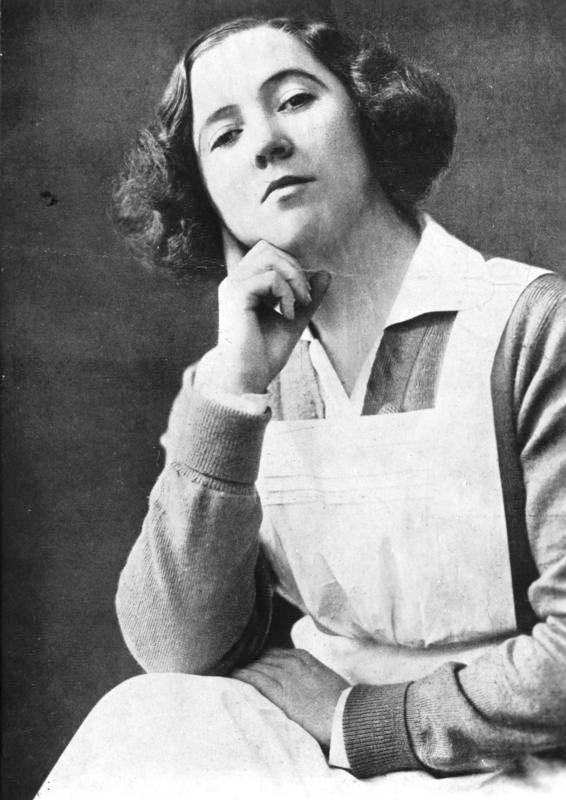
Claire Waldoff; † 22. Januar

- 22. Januar: Claire Waldoff, deutsche Chanson-Sängerin (* 1884)
- 23. Januar: Hans Millies, deutscher Geiger und Komponist (* 1883)
- 26. Januar: Julie Kopacsy-Karczag, ungarische Opernsängerin (Sopran) (* 1867)

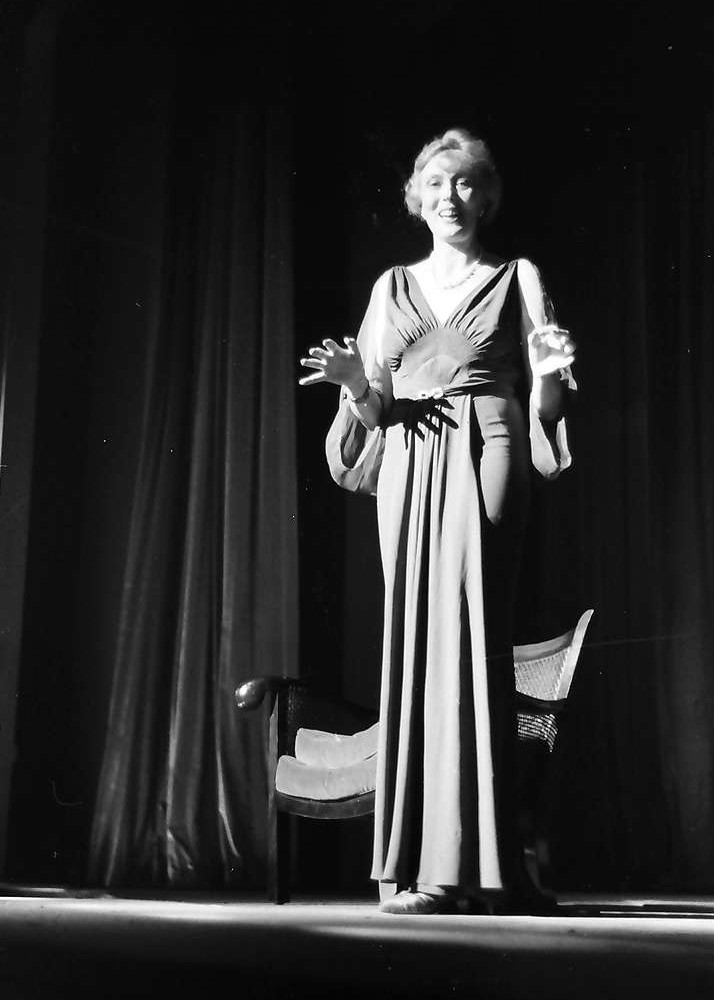
Olga Rinnebach; † 31. Januar

- 31. Januar: Olga Rinnebach, deutsche Kabarettistin, Diseuse und Musikerin (* 1899)

### Februar
- 03. Februar: Johann Nepomuk Kühberger, römisch-katholischer Priester, Organist und Kirchenmusiker (* 1889)
- 07. Februar: Marceau van Hoorebeke, französischer Filmkomponist und Orchesterleiter (* 1900)
- 07. Februar: Sonny Parker, US-amerikanischer Jazz-Sänger (* 1925)
- 07. Februar: Rudolph Réti, serbischer Komponist, Pianist, Musikpädagoge und Verlagsangestellter (* 1885)
- 16. Februar: Józef Hofmann, polnisch-amerikanischer Pianist (* 1876)
- 20. Februar: Hermann Gallos, österreichischer Opernsänger (Tenor) (* 1886)
- 21. Februar: „Klondike“ Kate Rockwell, US-amerikanische Vaudeville-Tänzerin und Sängerin (* 1880)
- 21. Februar: Marguerite Sylva, belgische Mezzosopranistin (* 1875)
- 23. Februar: Jaime Teixidor, spanischer Musiker, Dirigent, Verleger und Komponist (* 1884)
- 25. Februar: Georges Beauchemin, kanadischer Sänger (* 1891)
- 25. Februar: Gene Buck, US-amerikanischer Illustrator, Songwriter und Musikproduzent (* 1885)

### März
- 01. März: Alfred Laine, US-amerikanischer Kornettist, Althornist und Bandleader des frühen Jazz (* 1895)
- 04. März: Montague Ewing, britischer Komponist (* 1890)
- 08. März: Betty Hirsch, dänisch-deutsche Sängerin und Blinden- und Sprachlehrerin (* 1873)

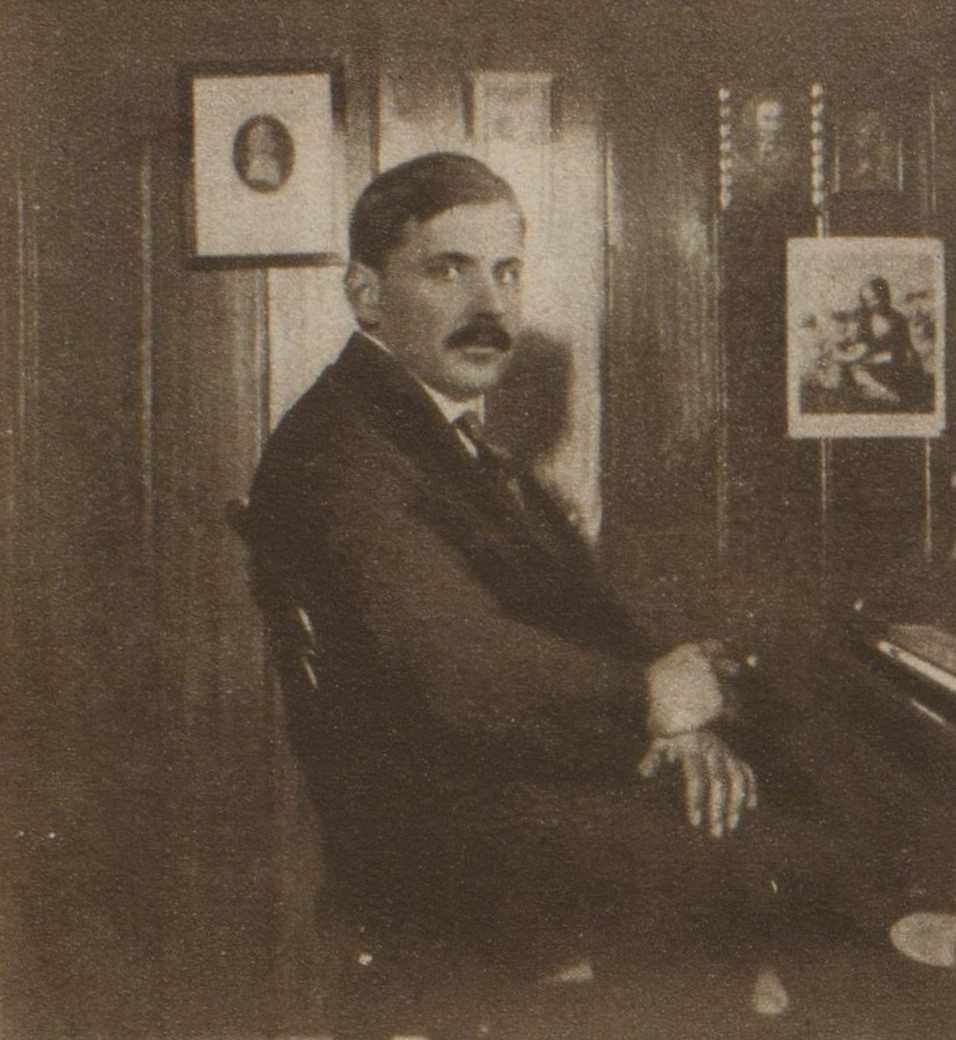
Othmar Schoeck; † 8. März

- 08. März: Othmar Schoeck, Schweizer Komponist und Dirigent (* 1886)
- 09. März: Kennerley Rumford, britischer Sänger (Bariton) (* 1870)
- 12. März: Robert Graettinger, US-amerikanischer Komponist und Arrangeur (* 1923)
- 13. März: Lena Ashwell, britische Schauspielerin, Theatermanagerin und -Regisseurin (* 1869)
- 13. März: Frank Billings, US-amerikanischer Jazzmusiker (* 1904)
- 13. März: Margarete Schweikert, deutsche Komponistin, Violinistin, Pianistin, Geigenlehrerin und Musikkritikerin (* 1887)
- 24. März: Carson Robison, US-amerikanischer Old-Time- und Country-Musiker (* 1890)
- 25. März: Fud Livingston, US-amerikanischer Jazzmusiker, Arrangeur und Komponist (* 1906)
- 26. März: Felix Lederer, österreichischer Musiker und Dirigent tschechischer Herkunft (* 1877)
- 28. März: Edwiga Gantenberg, deutsche Ballett-Tänzerin (* 1873)
- 00. März: Firmin Touche, französischer Violinist und Musikpädagoge (* 1875)

### April
- 02. April: Joseph Massolle, deutscher Toningenieur für Filmtontechnik (* 1889)
- 05. April: Gustaf Hedberg, schwedischer Filmschauspieler und Sänger (* 1911)

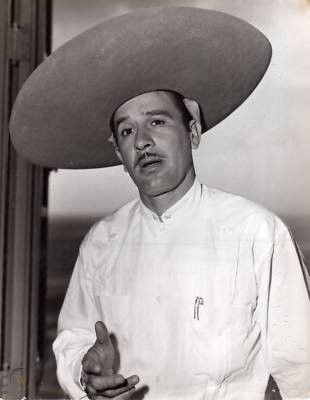
Pedro Infante; † 15. April

- 15. April: Pedro Infante, mexikanischer Schauspieler und Sänger (* 1917)
- 17. April: Romeo Gavioli, uruguayischer Architekt und Musiker (* 1913)
- 18. April: Jens Laursøn Emborg, dänischer Komponist (* 1876)
- 18. April: Hélène Fleury-Roy, französische Komponistin (* 1876)
- 19. April: Al Plunkett, kanadischer Sänger (* 1899)
- 23. April: Earres Prince, US-amerikanischer Jazzmusiker (* 1896)
- 24. April: Harry McClintock, US-amerikanischer Komponist (* 1882)
- 26. April: Paul von Bongardt, deutscher Opernregisseur und Intendant (* 1871)
- 28. April: Jockel Stahl, deutscher Tänzer (* 1911)
- 30. April: Ludwig Schiedermair, deutscher Geheimrat und Musikwissenschaftler (* 1876)

### Mai
- 02. Mai: Tadeusz Kassern, polnischer Komponist (* 1904)
- 04. Mai: Walter Streckfuß, deutscher Opernsänger (Bass) (* 1900)
- 05. Mai: Michail Fabianowitsch Gnessin, russischer Komponist (* 1883)
- 06. Mai: Rudolf Gerber, deutscher Musikwissenschaftler (* 1899)
- 09. Mai: Ezio Pinza, italienischer Opernsänger (Bass) (* 1892)
- 12. Mai: Max Hirzel, Schweizer Opernsänger (* 1888)
- 12. Mai: Marie Rappold, deutsch-amerikanische Sopranistin (* 1872)[58]
- 15. Mai: Albert Smijers, niederländischer römisch-katholischer Priester und Musikwissenschaftler (* 1888)
- 21. Mai: Juan Llossas, spanischer Musiker (* 1900)
- 21. Mai: Alexander Nikolajewitsch Wertinski, russischer und sowjetischer Künstler, Sänger, Kabarettist und Filmschauspieler (* 1889)
- 30. Mai: Harvey Robb, kanadischer Organist, Pianist und Musikpädagoge (* 1888)
- 31. Mai: Carlos Marcucci, argentinischer Bandoneonist, Bandleader und Tangokomponist (* 1903)

### Juni
- 04. Juni: Franciscus Nagler, deutscher Kantor, Heimatdichter und Komponist (* 1873)
- 04. Juni: Oreste Schiuma, argentinischer Musikkritiker und Musikschriftsteller italienischer Herkunft (* 1881)

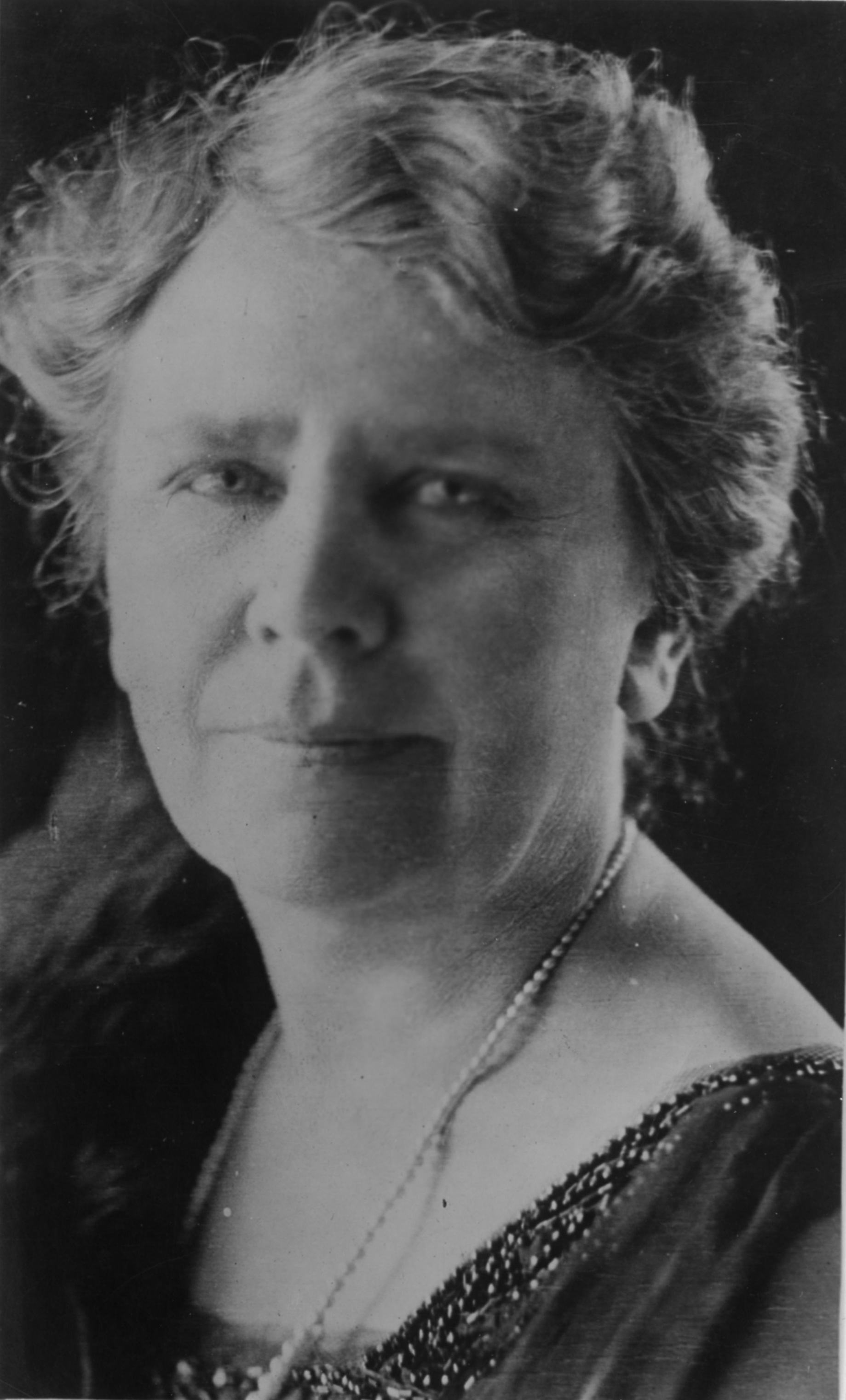
Frances Densmore; † 5. Juni

- 05. Juni: Frances Densmore, US-amerikanische Musikethnologin (* 1867)
- 06. Juni: Kulyash Baiseitova, sowjetische Opernsängerin (* 1912)

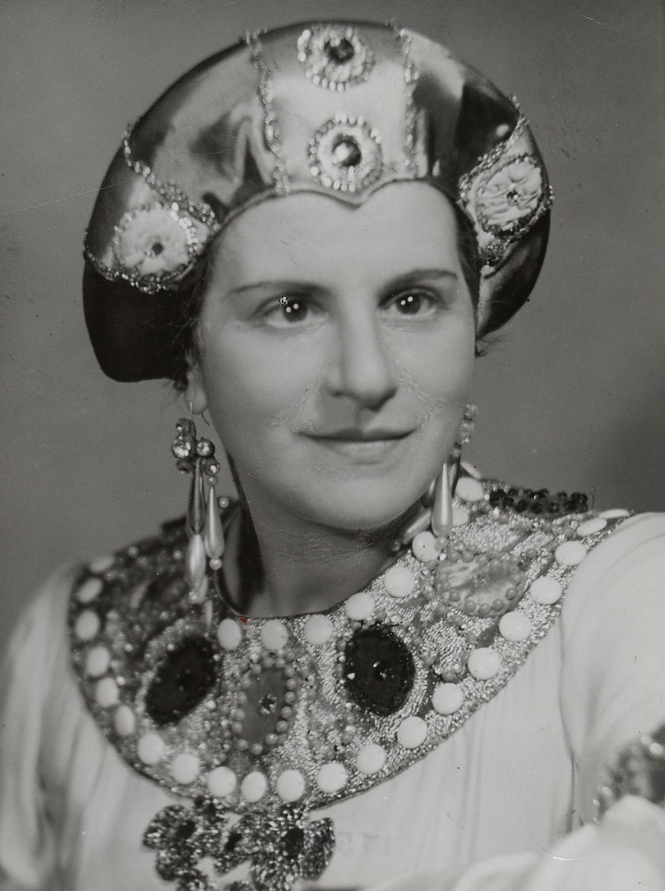
Ella Flesch; † 6. Juni

- 06. Juni: Ella Flesch, ungarische Sopranistin und Opernsängerin (* 1898)
- 09. Juni: Robert Oboussier, Schweizer Komponist und Musikkritiker (* 1900)

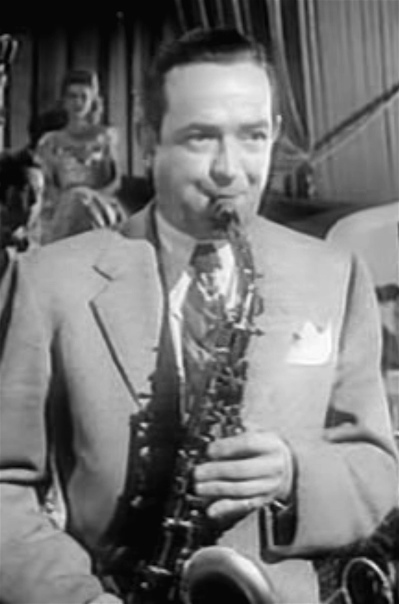
Jimmy Dorsey; † 12. Juni

- 12. Juni: Jimmy Dorsey, US-amerikanischer Jazzmusiker (* 1904)
- 12. Juni: Stanisław Szpinalski, polnischer Pianist und Musikpädagoge (* 1901)
- 12. Juni: Karl Ulrich Wolf, Schweizer Komponist und Pianist (* 1921)
- 14. Juni: Mimi Stelzer, österreichische Film- und Theaterschauspielerin sowie Operetten- und Musicalsängerin (Sopran) (* 1900)
- 15. Juni: Artur de Souza Nascimento, brasilianischer Musiker (* 1886)
- 16. Juni: Helen May Butler, US-amerikanische Bandleaderin und Komponistin (* 1867)
- 17. Juni: Dudley Fosdick, US-amerikanischer Jazz-Mellophonist (* 1902)
- 18. Juni: Georgi Michailowitsch Nelepp, sowjetischer Opernsänger (Tenor) (* 1904)
- 23. Juni: Louis Fürnberg, deutscher Schriftsteller, Dichter und Musiker jüdischer Abstammung (* 1909)
- 24. Juni: Frank Blachford, kanadischer Geiger, Musikpädagoge, Dirigent und Komponist (* 1879)
- 25. Juni: Curtis Mosby, US-amerikanischer Musiker, Bandleader und Clubbesitzer (* 1888)
- 29. Juni: Ede Poldini, ungarischer Komponist (* 1869)

### Juli
- 02. Juli: Grete Dierkes, österreichische Sängerin der Stimmlage Sopran sowie Schauspielerin (* 1882)0
- 02. Juli: Ladislav Zelenka, tschechischer Cellist (* 1881)
- 03. Juli: Theodor Grau, deutscher Franziskaner, Chorregent und Komponist (* 1886)
- 03. Juli: Richard Mohaupt, deutscher Komponist (* 1904)
- 07. Juli: Hiski Salomaa, finnisch-amerikanischer Sänger (* 1891)
- 09. Juli: Alexander Fjodorowitsch Goedicke, russischer Musiker und Komponist (* 1877)
- 09. Juli: Stephan Jaeggi, Schweizer Komponist und Dirigent (* 1903)
- 13. Juli: Wessel Ilcken, niederländischer Jazz-Schlagzeuger (* 1923)

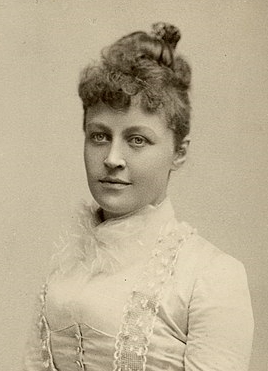
Anna Norrie; † 13. Juli

- 13. Juli: Anna Norrie, schwedische Schauspielerin und Operettensängerin (* 1860)

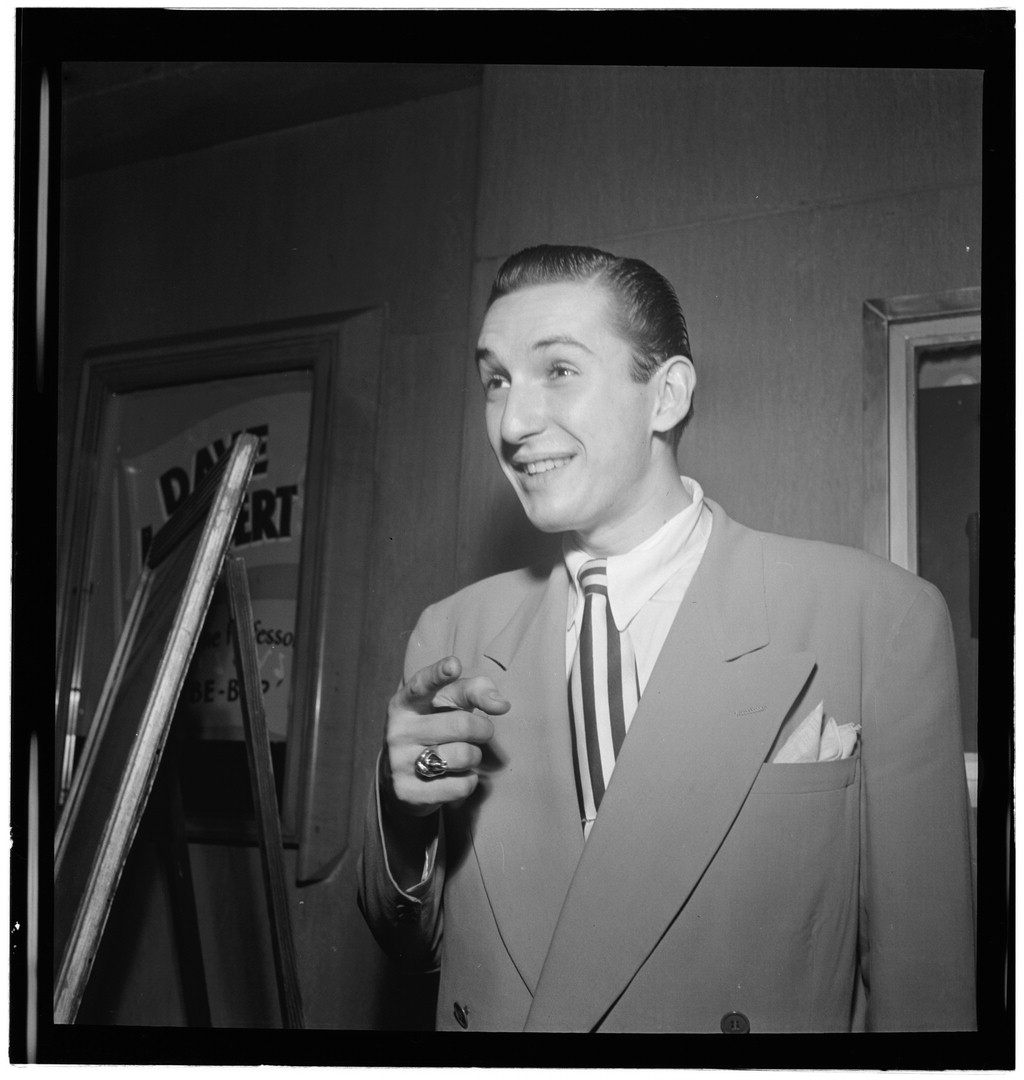
Serge Chaloff; † 16. Juli

- 16. Juli: Serge Chaloff, US-amerikanischer Jazz-Saxophonist (* 1923)
- 20. Juli: Emil Schipper, österreichischer Opernsänger (Bariton) (* 1882)
- 29. Juli: Jules Blangenois, belgischer Komponist und Dirigent (* 1870)
- 31. Juli: Sem Dresden, niederländischer Komponist und Dirigent (* 1881)

### August
- 01. August: Cathal O’Byrne, irischer Sänger und Poet (* 1867)
- 02. August: Joe Shulman, US-amerikanischer Jazzbassist (* 1923)
- 04. August: Ivan Zorman, slowenischer Dichter und Komponist (* 1889)
- 05. August: Joe Hill Louis, US-amerikanischer Blues-Musiker (* 1921)
- 09. August: Herbert Thieß, deutscher Diakon, Landesposaunenwart in Mecklenburg (* 1887)
- 18. August: Louis Levy, britischer Komponist und Filmkomponist (* 1894)
- 18. August: Wawrzyniec Żuławski, polnischer Komponist (* 1916)
- 22. August: Edward Dent, britischer Musikwissenschaftler (* 1876)
- 28. August: Erik Tuxen, dänischer Dirigent (* 1902)

### September
- 01. September: Hans Ailbout, deutscher Musiker, Musikdirektor und Komponist (* 1879)
- 01. September: Dennis Brain, britischer Hornist (* 1921)
- 01. September: Sabine Kalter, österreichische Opernsängerin (Mezzosopran, Alt) (* 1889)
- 02. September: Lydia Aadre, estnische Sängerin (Sopran) (* 1904)
- 02. September: Louis Mitchell, US-amerikanischer Jazz-Schlagzeuger und Bandleader (* 1885)
- 07. September: Leopold Stolz, österreichischer Komponist und Dirigent (* 1866)
- 11. September: Petar Stojanović, serbischer Komponist (* 1877)
- 12. September: Max Steidel, deutscher Komponist und Musikwissenschaftler (* 1891)
- 20. September: Edvard Bræin, norwegischer Komponist und Dirigent (* 1887)

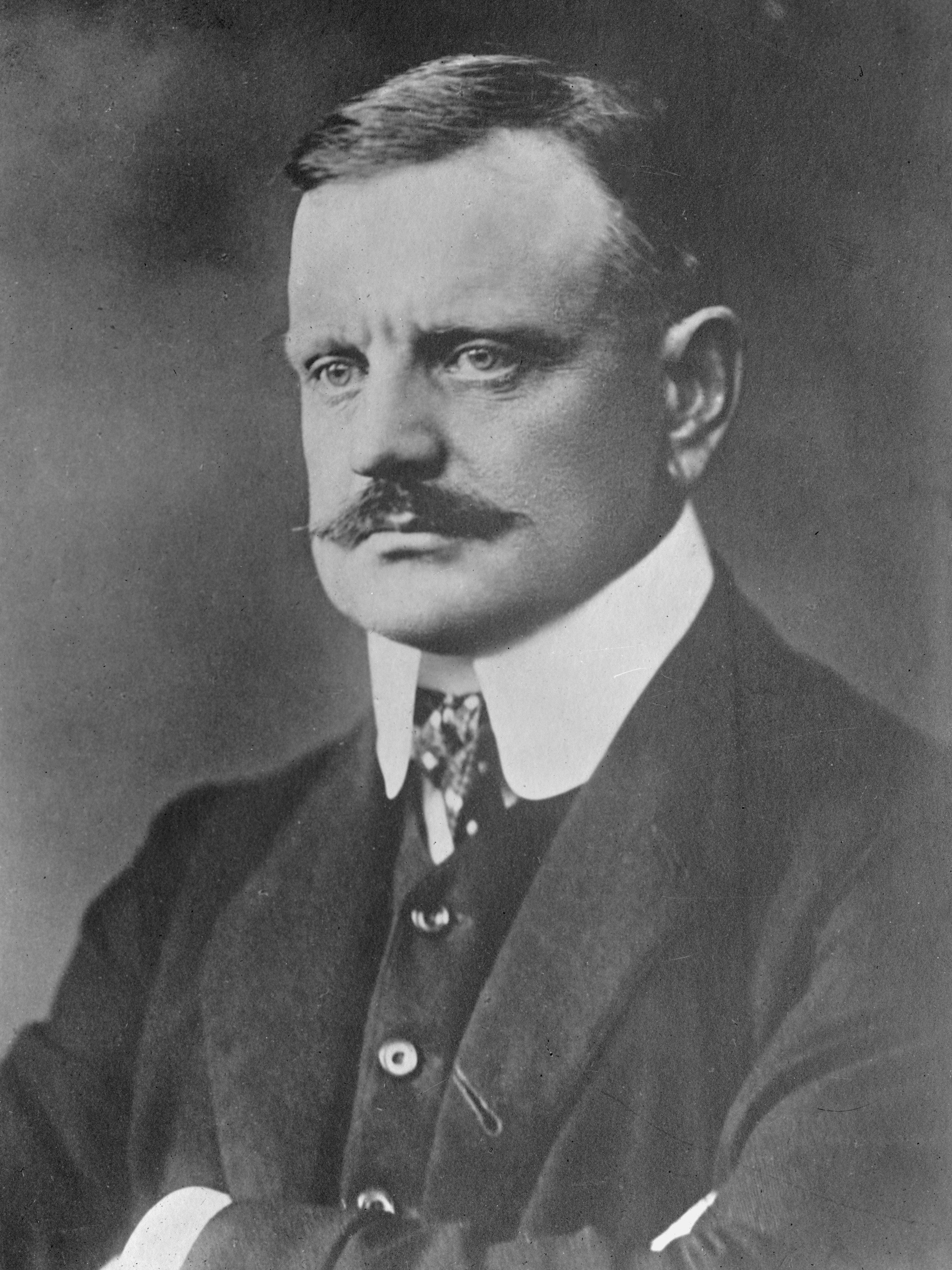
Jean Sibelius; † 20. September

- 20. September: Jean Sibelius, finnischer Komponist (* 1865)
- 22. September: Cornelis Bronsgeest, niederländischer Opernsänger in der Stimmlage Bariton (* 1878)

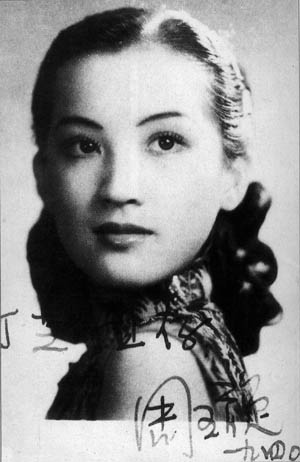
Zhou Xuan; † 22. September

- 22. September: Zhou Xuan, chinesische Sängerin und Filmschauspielerin (* 1918)
- 24. September: Jakob Pazeller, österreichischer Komponist und Militärmusiker (* 1869)
- 25. September: Albertine Morin-Labrecque, kanadische Komponistin, Pianistin und Musikpädagogin (* 1886)
- 26. September: Auguste Fauchard, französischer Organist, Komponist, Priester und Pädagoge (* 1881)
- 28. September: Luis Cluzeau Mortet, uruguayischer Komponist und Bratschist (* 1889)

### Oktober
- 05. Oktober: Oskar Hagen, deutscher Kunsthistoriker und Begründer der Händel-Festspiele in Göttingen (* 1888)0
- 09. Oktober: Carroll Dickerson, US-amerikanischer Bandleader und Violinist des Oldtime Jazz und Swing (* 1895)
- 10. Oktober: Gösta Björling, schwedischer Tenor (* 1912)
- 10. Oktober: Tiny Debüser, deutsche Mezzo-Sopranistin (* 1892)
- 10. Oktober: Gerhard Pallmann, deutscher Herausgeber und NS-Propagandist (* 1906)
- 11. Oktober: Erni Kaufmann, deutsche Musikerin (Geige, Saxophon, Akkordeon) (* 1906)

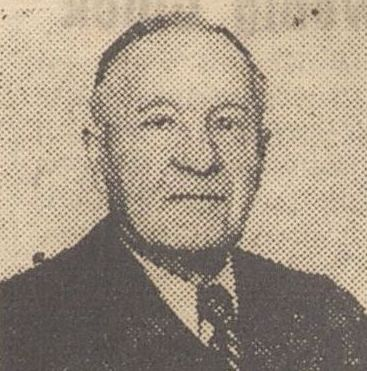
Karl Kobald; † 12. Oktober

- 12. Oktober: Karl Kobald, österreichischer Musikkritiker, -schriftsteller und Jurist (* 1876)
- 14. Oktober: Natanael Berg, schwedischer Komponist (* 1879)
- 16. Oktober: Ralph Benatzky, österreichischer Komponist (* 1884)
- 20. Oktober: María de las Mercedes Adam de Aróstegui, kubanische Komponistin und Pianistin (* 1873)
- 20. Oktober: Jack Buchanan, britischer Schauspieler, Sänger und Theaterproduzent (* 1891)

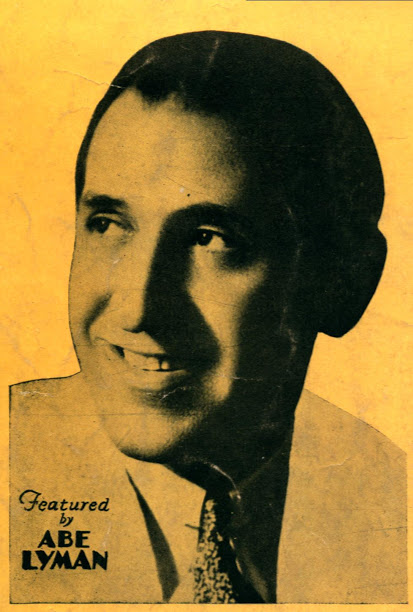
Abe Lyman; † 23. Oktober

- 23. Oktober: Abe Lyman, US-amerikanischer Bandleader (* 1897)
- 24. Oktober: Walter Rehberg, Schweizer Pianist, Komponist und Autor (* 1900)
- 25. Oktober: Nicanor Molinare, chilenischer Komponist, Sänger, Schauspieler und Komiker (* 1896)
- 26. Oktober: Miguel A. Valda Paredes, bolivianischer Komponist (* 1884)

### November
- 04. November: Joseph Canteloube, französischer Komponist, Pianist, Musikwissenschaftler (* 1879)
- 07. November: Erwin Trojan, österreichischer Blasmusikkomponist (* 1888)
- 08. November: George Quaintance, US-amerikanischer Tänzer, Friseur, Fotograf, Maler und Illustrator (* 1902)
- 09. November: Jacques Rouché, französischer Herausgeber und Operndirektor (* 1862)
- 10. November: Hans Brehme, deutscher Komponist (* 1904)
- 11. November: Hans Adler, österreichischer Librettist, Schriftsteller und Lyriker (* 1880)
- 17. November: Wooden Joe Nicholas, US-amerikanischer Jazzmusiker (Trompete, Kornett, Klarinette) (* 1883)
- 19. November: Christian Leden, norwegischer Musikwissenschaftler und Komponist (* 1882)
- 20. November: Heinrich Eckert, deutscher Musikwissenschaftler und Pianist (* 1905)
- 26. November: Jack Gardner, US-amerikanischer Jazzpianist (* 1903)

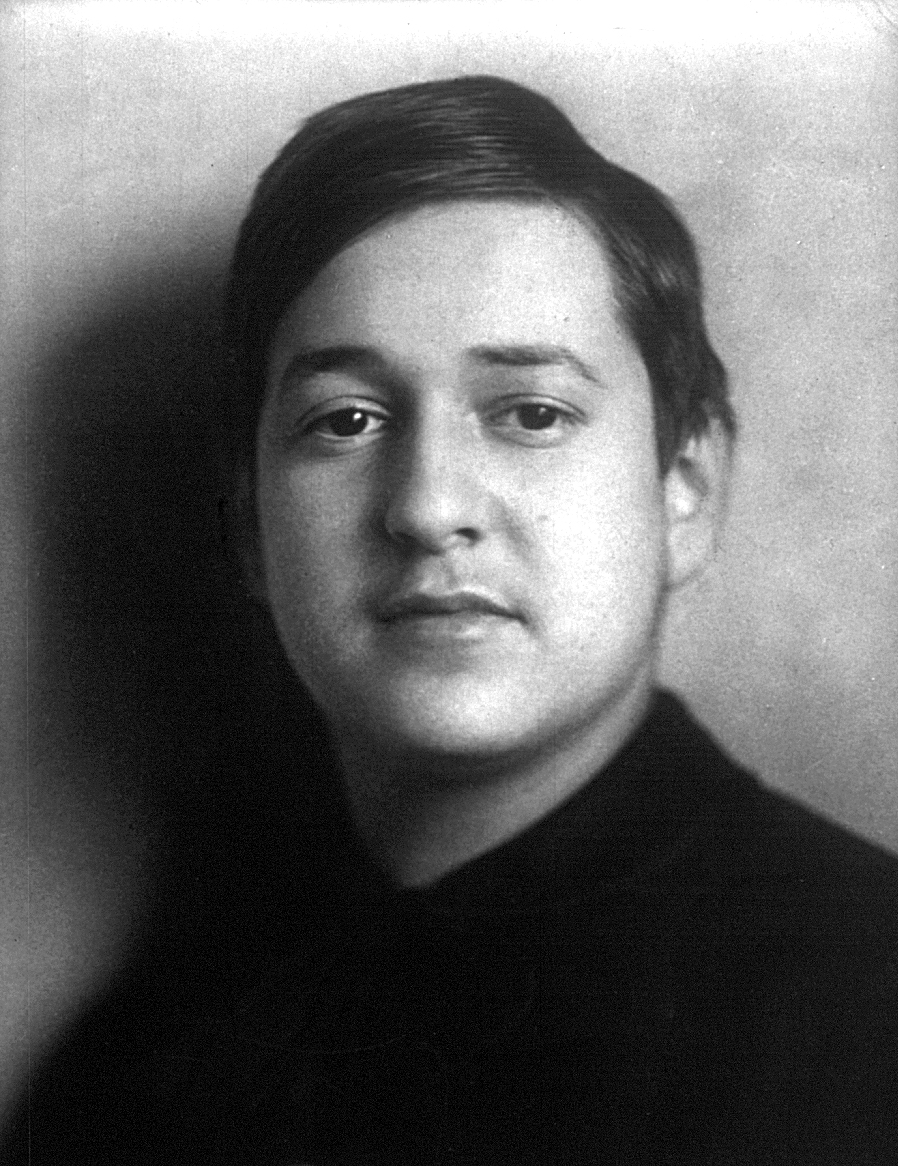
Erich Wolfgang Korngold; † 29. November

- 29. November: Erich Wolfgang Korngold, austroamerikanischer Komponist, Dirigent und Pianist (* 1897)

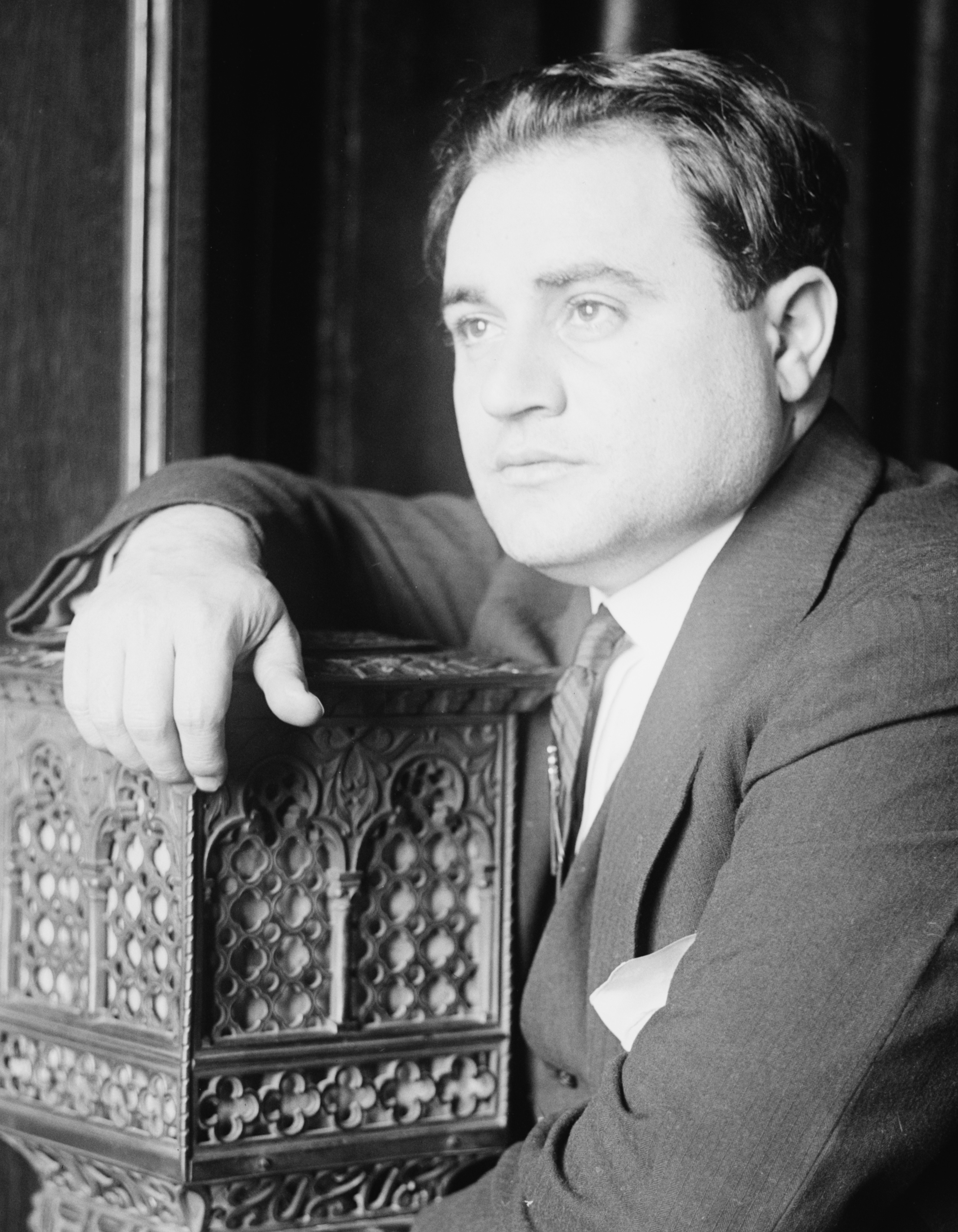
Beniamino Gigli; † 30. November

- 30. November: Beniamino Gigli, italienischer Opernsänger und Filmschauspieler (* 1890)
- 30. November: Richard McPartland, US-amerikanischer Jazzmusiker (* 1905)

### Dezember
- 01. Dezember: Richard Liesche, deutscher Domkantor und Kirchenmusiker (* 1890)
- 06. Dezember: Theodor Wilhelm Werner, deutscher Musikwissenschaftler und Musikkritiker (* 1874)
- 08. Dezember: Hanns Mießner, deutscher Komponist, Organist, Dirigent und Chorleiter (* 1877)

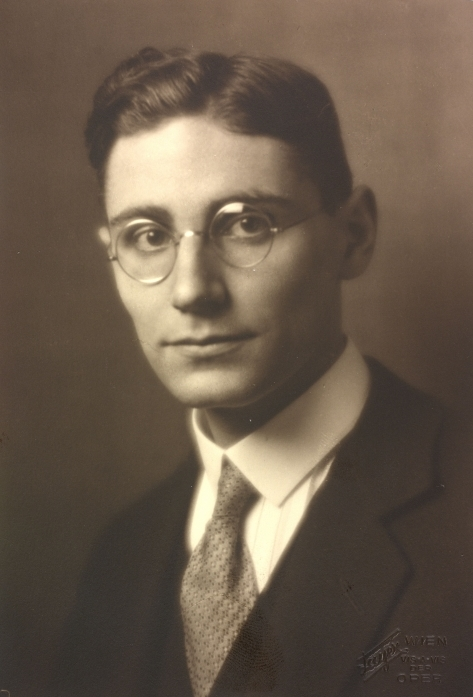
Fred Hamel; † 9. Dezember

- 09. Dezember: Fred Hamel, deutscher Musikwissenschaftler (* 1903)
- 10. Dezember: Arthur Egerton, kanadischer Organist, Chorleiter, Komponist und Musikpädagoge (* 1891)
- 11. Dezember: Alois Röthlin, Schweizer Komponist, Organist und Politiker (* 1882)
- 12. Dezember: Robert Kurka, US-amerikanischer Komponist (* 1921)
- 13. Dezember: Carl Arthur Richter, Schweizer Komponist und Dirigent (* 1883)
- 18. Dezember: Wilhelm Petersen, deutscher Komponist (* 1890)
- 19. Dezember: Abolhasan Saba, iranischer Musiker (* 1902)
- 20. Dezember: Walter Page, US-amerikanischer Jazzbassist (* 1900)
- 20. Dezember: Emil Pirchan, österreichischer Bühnenbildner, Architekt und Autor (* 1884)
- 21. Dezember: Eric Coates, britischer Komponist und Bratschist (* 1886)
- 24. Dezember: Jean Reinartz, deutscher Chorleiter und Komponist (* 1889)
- 26. Dezember: Artur Malawski, polnischer Komponist, Pädagoge und Dirigent (* 1904)
- 29. Dezember: Ernie Henry, US-amerikanischer Altsaxophonist (* 1926)

### Genaues Todesdatum unbekannt
- Jesus Maria Acuña, mexikanischer Pianist, Violinist, Dirigent, Musikpädagoge und Komponist (* 1879)
- Leonard Davis, US-amerikanischer Jazztrompeter (* 1905)
- Margarita Alexandrowna Eichenwald, russisch-US-amerikanische Opernsängerin (Sopran) und Gesangspädagogin (* 1866)
- Cecilio Acosta Gadea, venezolanischer Pianist, Komponist, Schriftsteller und Journalist (* 1899)
- William Henley, britischer Violinist, Komponist und Arrangeur (* 1874)[59]
- Franz Leo Human, österreichischer Komponist (* 1894)
- Qasem Jo, afghanischer Musiker (* 1878)
- Ernst Latzko, österreichischer Jurist, Kapellmeister und Pianist (* 1885)
- Ernst Morgan, österreichischer Schauspieler, Sänger, Autor, Ausstatter und Kabarettist (* 1902)
- José Pierson, mexikanischer Musikpädagoge (* 1861)
- Ernst Reitter, österreichischer Sänger und Filmschauspieler (* 1887)
- Josep Rocabruna i Valdivieso, katalanischer klassischer Violinist und Musikpädagoge (* 1879)